# 西新宿
西新宿（にししんじゅく）は、東京都新宿区の町名。新宿副都心の西側にあたるオフィス街であり、都心と並ぶ超高層ビル群となっている。現行行政区画は西新宿一丁目から西新宿八丁目。住居表示実施済みの地域。

## 概要
西新宿の範囲は新宿駅の西口から、渋谷区と中野区の区境付近までで、日本でも屈指のターミナル駅である新宿駅の西側一帯の地域である。
ヨドバシカメラ新宿西口本店付近の繁華街のほか、新宿新都心（副都心）と呼ばれる超高層ビル街がある。超高層ビル群は東京有数の規模のオフィス街を形成しているが、周辺には再開発されていない古くからの木造住宅密集地域も存在する。戦前から繁華街として発展していた東口に対して開発が遅れていた西口であったが、戦後に大規模な淀橋浄水場跡地の再開発を行い、1970年代に京王プラザホテルを皮切りに続々と200mクラスの超高層ビルが建設されていった（後述）。1991年には千代田区丸の内から東京都庁舎が移転開庁した。

## 地価
住宅地の地価は、2025年（令和7年）1月1日の公示地価によれば、西新宿5-15-4の地点で92万1000円/m2となっている。

## 歴史

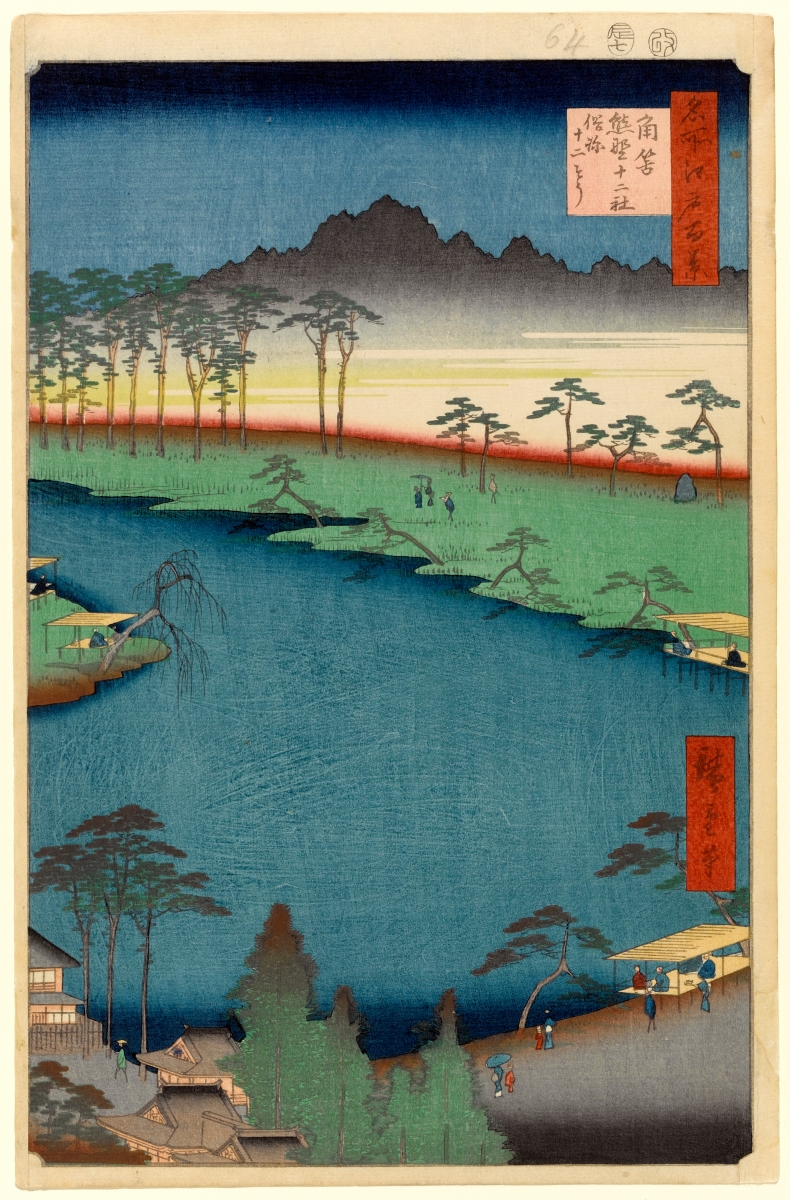
歌川広重の「名所江戸百景」の角筈熊野十二社。十二社池（現在の西新宿四丁目付近にあった池）が描かれている。

西新宿の名の由来は新宿区の新宿地区の西、若しくは新宿駅の西に位置することからであるが、この名称になったのは1970年（昭和45年）の住居表示が実施されてからで、それ以前この地の大半（西新宿一 - 六丁目）は角筈（つのはず）と呼ばれていた。これはかつての角筈村の範囲、南豊島郡淀橋町発足後は大字角筈の範囲に基づく。また青梅街道の北側（西新宿七 - 八丁目）は柏木（かしわぎ）一丁目と呼ばれていた。これらの地名は、新宿区特別出張所やバス停の名称などに未だに見られる。また、新町（しんまち）・成子（なるこ）町・十二社（じゅうにそう）・辻・幡谷前・豊水・添地町・五十人町といった字（あざ）も過去にみられ、いずれも史跡やバス停などの名称、現地の通称として残っているものもある。
内藤新宿の宿場からもやや離れた当地は、江戸時代は現在の西新宿四丁目に十二社池と熊野神社の滝それに伴う茶屋のほかに屋敷なども見られたが、農村が主体であった。この地域に最初に変化をもたらしたのが1885年（明治17年）の新宿駅の開業である。1889年（明治22年）には、品川線（現：山手線）・甲武鉄道（現：中央本線）のターミナル駅となり、街の発展の礎となった。この鉄路を生かして、1898年（明治31年）には長らくこの街のシンボルであった、淀橋浄水場が完成。これは東京の市中に送る水道水の施設であり、東京における近代水道発祥の地となった。
このころから地方から東京へ移住してきた人も近辺に住み始めるようになったがこれに拍車をかけたのが1923年（大正12年）の関東大震災であり、東京の市内で震災で住居を失った人たちが、広い山の手郊外に土地を求め、住宅が多く立ち並ぶようになり西新宿一帯は山の手の代表的な住宅地となった。しかしながら東口方面と異なり、西口には商業集積はなにもなく、東京地方専売局淀橋工場と浄水場が主な施設であり、これ以外には人家と学校があるに過ぎなかった。このため、今後の新宿の繁栄のために広大な面積を占める浄水場の移転が大正末期ごろから地元民によって要望され始めた。行政当局によって浄水場の移転を含む西口一帯の都市改造が具体的に検討、計画されたのは1932年（昭和7年）からであった。同年3月、東京市会に東京市第二水道拡張計画案が提出され、これにもとづき翌4月に策定された当局の財政計画は浄水場の機能を武蔵野市境に移転させ、浄水場の売却処分収入を市債の償還費にあてて都市計画東京地方委員会によって浄水場移転を前提とした街路計画を策定し、9月に都市計画決定した。浄水場跡地中央の位置には当時円形の広場は予定されていて、青梅街道や甲州街道ほか街路網をバロック的な街路計画にまとめていた。これが今日新宿副都心での最初の法定計画となったが、浄水場の移転自体が戦後になったので、完成は戦後に持ち越された。
戦後まもなく、東京の街が西へと広がるのと戦後復興の一環として、交通の要所となっていた新宿の街の利便性が注目され、当地に商業施設を集中させる、新宿副都心計画が策定された。それは、駅の至近にあった淀橋浄水場を移転させ、空いた広大な敷地に高層ビル群などを建設し、一大商業エリアにするというものであった。日本が高度経済成長のさなか、まず1965年（昭和40年）に東村山市に浄水場が移転され、1971年（昭和46年）に京王プラザホテルが建設された。この京王プラザホテルを皮切りに200メートル超の高層ビルが建設され街のシンボルとなった。また1960年代を境に、新宿駅周辺の私鉄系のデパート（小田急百貨店・京王百貨店）の建設、都電（都電杉並線）の廃止、新宿駅西口地下広場の建設など駅周辺の再開発もこの街の歴史に触れる際に重要である。（新宿駅西口地下広場については新宿駅西口地下広場を参照）。
1991年（平成3年）に東京都庁舎が新宿高層ビル群の一角に移転開庁し、ほぼ現在見られる街の姿となった。
2000年代以降も駅から離れた地域では、依然として昔からの住居が多く、昭和時代の東京の住宅街の面影を残しているが、ビルの建設や、自治体の再開発計画なども多く、年々これらの面影も薄れてきており、商業地域としての西新宿が年を追うごとに顕在化した。
2012年（平成24年）、東京都は西新宿一丁目および七丁目を都迷惑防止条例に基づき、客引きやスカウトのみならず、それらを行うために待機する行為なども禁止する区域に指定した。
さらに2019年（令和元年）には同一丁目および七丁目を暴力団排除条例に基づき、暴力団排除特別強化地域に指定。地域内では暴力団と飲食店等との間で、みかじめ料のやりとりや便宜供与などが禁止され、違反者は支払った側であっても懲役1年以下または罰金50万円以下の罰則が科されることとなった。
犯罪発生件数は都内でも上位である。2024年に警視庁が取りまとめた『令和5年区市町村の町丁別、罪種別及び手口別認知件数』では、西新宿一丁目で2023年に発生した犯罪認知件数は327件とされており、東京23区の中で10番目に多い町とされている。

### 現代の西新宿丁目毎の地域状況
| 丁目         | 地域性                                               |
| 西新宿一丁目 | 新宿駅周辺・デパート・飲食・電化製品などの大規模商店 |
| 西新宿二丁目 | 超高層ビル群・都庁・高級ホテル・公園                 |
| 西新宿三丁目 | 高級ホテル・旧マンション・オフィス                   |
| 西新宿四丁目 | 住宅地・飲食店                                       |
| 西新宿五丁目 | 住宅地・個人商店・飲食店・新興マンション・再開発地域 |
| 西新宿六丁目 | 超高層ビル・高級ホテル・新興マンション・病院         |
| 西新宿七丁目 | パブ・スナック・飲食店・旧マンション・オフィス       |
| 西新宿八丁目 | 住宅地・新興マンション・再開発地域                   |

## 年表
- 1885年（明治18年）：新宿駅開業。
- 1898年（明治31年）：淀橋浄水場通水。
- 1914年（大正3年）：京王電気軌道（現：京王線）開通。
- 1927年（昭和2年）：小田急線開通。
- 1965年（昭和40年）：淀橋浄水場が東村山浄水場へ機能を移転、廃止。
- 1966年（昭和41年）：新宿駅西口地下広場竣工。
- 1970年（昭和45年）：住居表示実施により西新宿一 - 六丁目が誕生。
- 1971年（昭和46年）：住居表示実施により西新宿七 - 八丁目が誕生。浄水場跡に京王プラザホテルが開業し、これを皮切りに1970 - 80年代にかけ、相次いで高層ビルが建設される。
- 1991年（平成3年）：東京都庁舎が千代田区丸の内三丁目より、西新宿二丁目のビル群へ移転開庁。
- 1996年（平成8年）：丸ノ内線西新宿駅開業。
- 1997年（平成9年）：都営12号線（現：大江戸線）光が丘 - 新宿間開業。西新宿五丁目駅と都庁前駅が開業。
- 2000年（平成12年）：都営大江戸線全線開業。新宿西口駅開業。

## 成子坂

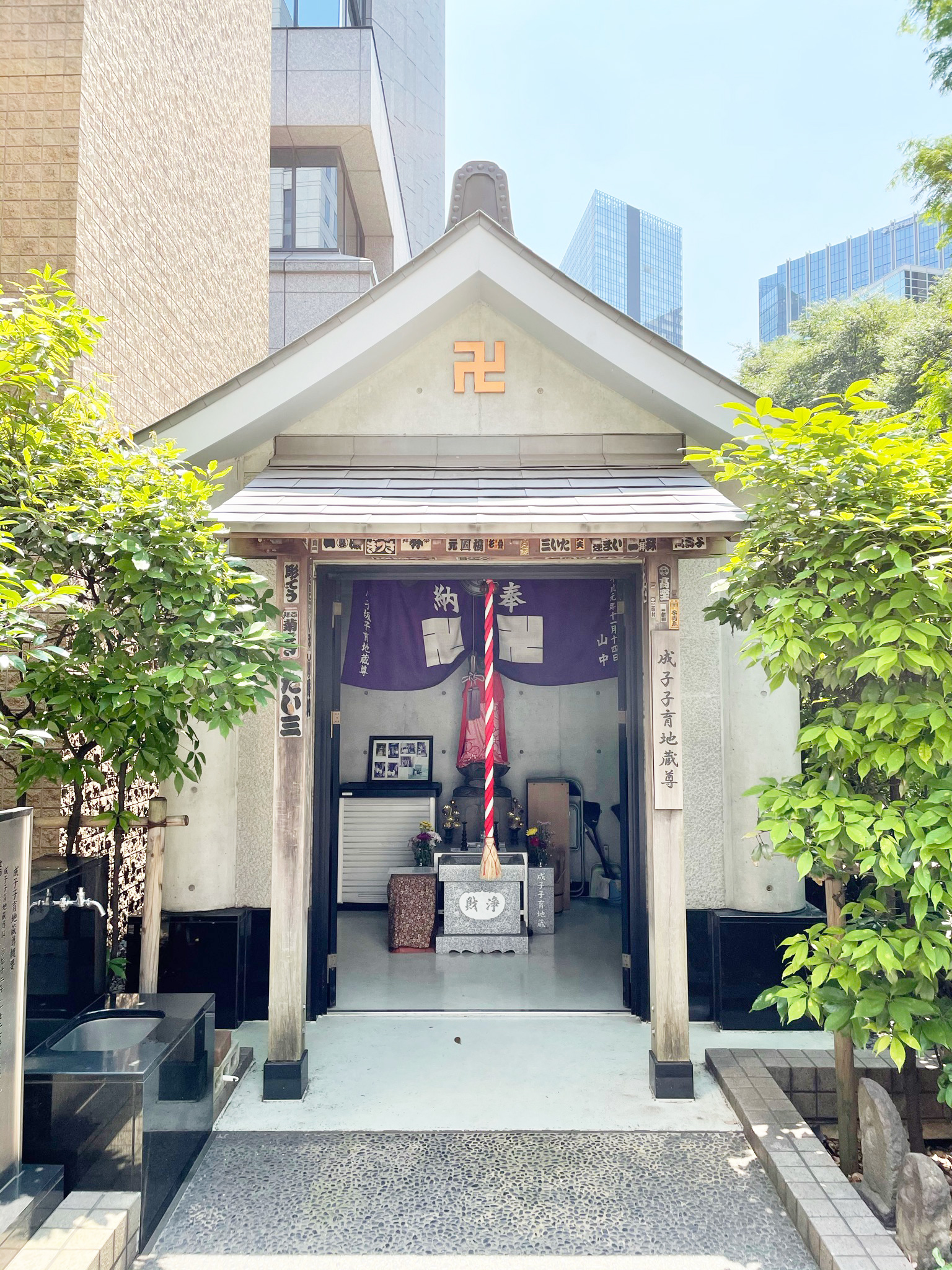
成子子育地蔵尊

成子坂（なるこざか）は、かつての新宿区柏木1丁目、青梅街道にある坂であり、成子天神前から西へ、淀橋まで下っている。別名を、鳴子坂、地蔵坂ともいう。
坂道は、現在の住所では西新宿6丁目と西新宿8丁目の境界に位置し、地下鉄西新宿駅・東京医科大学病院のあたりにはじまり、十二社通りとの『成子坂下』交差点を経て、神田川の流れる淀橋まで下る。淀橋のすぐ西側からは中野区（中央1丁目、本町1丁目）となる。

## 住居表示実施前後の町名の変遷

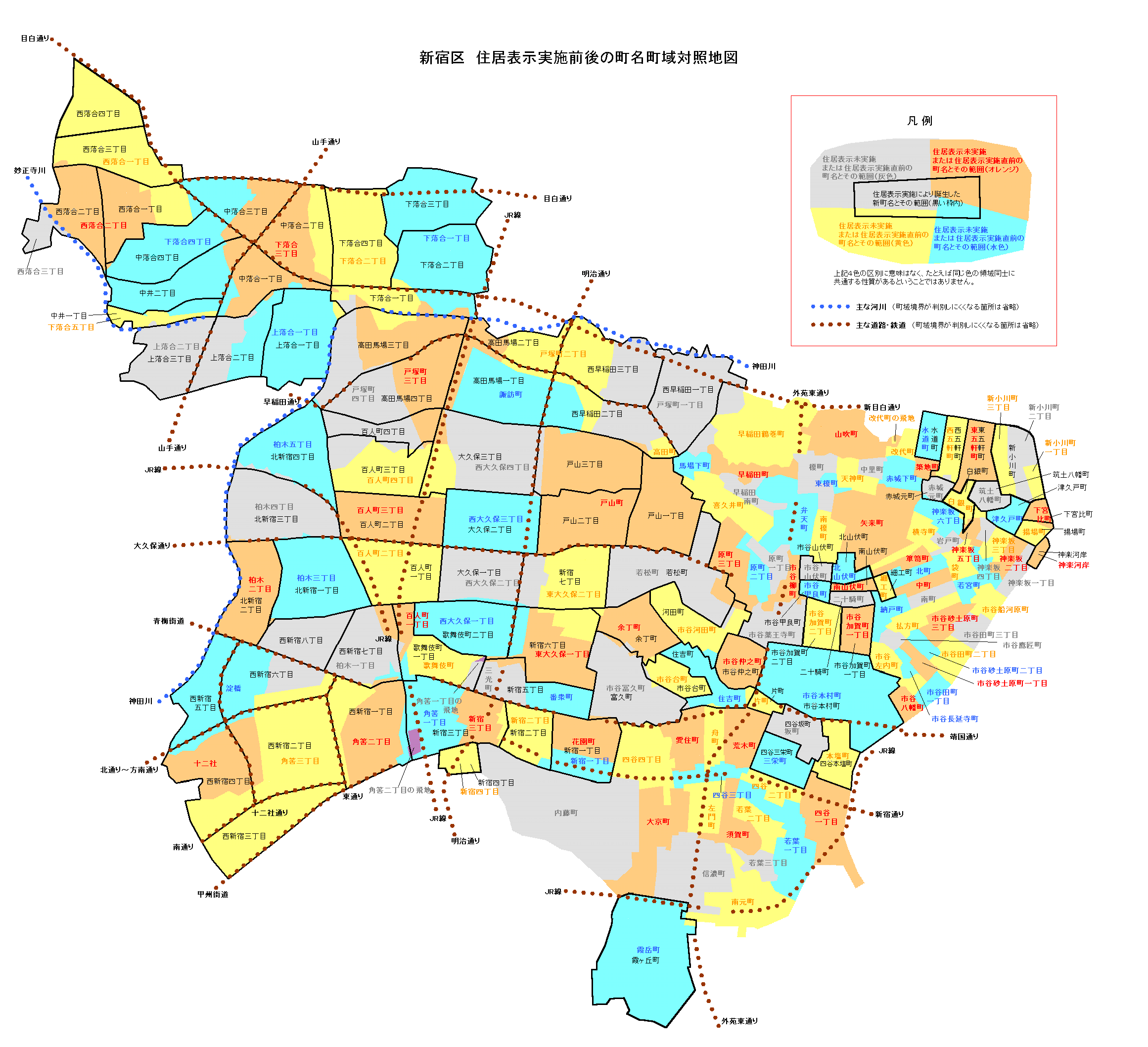
新宿区内における住居表示実施前後の町名町域対照地図

| 実施後       | 実施年月日   | 実施前（各地名ともその一部）                                 |
| 西新宿一丁目 | 1970年4月1日 | 角筈一丁目、角筈二丁目、角筈三丁目                           |
| 西新宿二丁目 | 1970年4月1日 | 角筈三丁目、十二社、淀橋                                     |
| 西新宿三丁目 | 1970年4月1日 | 角筈三丁目                                                   |
| 西新宿四丁目 | 1970年4月1日 | 角筈三丁目、十二社、淀橋                                     |
| 西新宿五丁目 | 1970年4月1日 | 淀橋                                                         |
| 西新宿六丁目 | 1970年4月1日 | 角筈三丁目、柏木一丁目、淀橋                                 |
| 西新宿七丁目 | 1971年1月1日 | 柏木一丁目、百人町一丁目、角筈一丁目、角筈二丁目、角筈三丁目 |
| 西新宿八丁目 | 1971年1月1日 | 柏木一丁目                                                   |

## 世帯数と人口
2025年（令和7年）3月1日現在（新宿区発表）の世帯数と人口は以下の通りである。
| 丁目                 | 世帯数     | 人口     |
| -------------------- | ---------- | -------- |
| 西新宿一丁目・二丁目 | 29世帯     | 48人     |
| 西新宿三丁目         | 1,605世帯  | 2,065人  |
| 西新宿四丁目         | 5,252世帯  | 7,294人  |
| 西新宿五丁目         | 3,011世帯  | 4,449人  |
| 西新宿六丁目         | 2,463世帯  | 3,652人  |
| 西新宿七丁目         | 1,788世帯  | 2,335人  |
| 西新宿八丁目         | 2,367世帯  | 3,242人  |
| 計                   | 16,515世帯 | 23,085人 |

### 人口の変遷
国勢調査による人口の推移。
| 年                 | 人口   |
| ------------------ | ------ |
| 1995年（平成7年）  | 15,563 |
| 2000年（平成12年） | 15,952 |
| 2005年（平成17年） | 18,205 |
| 2010年（平成22年） | 21,279 |
| 2015年（平成27年） | 20,781 |
| 2020年（令和2年）  | 23,251 |

### 世帯数の変遷
国勢調査による世帯数の推移。
| 年                 | 世帯数 |
| ------------------ | ------ |
| 1995年（平成7年）  | 8,683  |
| 2000年（平成12年） | 9,611  |
| 2005年（平成17年） | 11,987 |
| 2010年（平成22年） | 15,038 |
| 2015年（平成27年） | 14,670 |
| 2020年（令和2年）  | 16,570 |

## 学区
区立小・中学校に通う場合、学区は以下の通りとなる（2018年8月時点）。
| 丁目         | 番地                              | 小学校               | 中学校               |
| ------------ | --------------------------------- | -------------------- | -------------------- |
| 西新宿一丁目 | 全域                              | 新宿区立西新宿小学校 | 新宿区立西新宿中学校 |
| 西新宿二丁目 | 全域                              | 新宿区立西新宿小学校 | 新宿区立西新宿中学校 |
| 西新宿三丁目 | 全域                              | 新宿区立西新宿小学校 | 新宿区立西新宿中学校 |
| 西新宿四丁目 | 全域                              | 新宿区立西新宿小学校 | 新宿区立西新宿中学校 |
| 西新宿五丁目 | 全域                              | 新宿区立西新宿小学校 | 新宿区立西新宿中学校 |
| 西新宿六丁目 | 1番 5番3～4号 6番 8～26号         | 新宿区立西新宿小学校 | 新宿区立西新宿中学校 |
| 西新宿六丁目 | 2～4番 5番1～2号 7番              | 新宿区立柏木小学校   | 新宿区立西新宿中学校 |
| 西新宿七丁目 | 1番 2番1～7号 2番13～15号 7～23番 | 新宿区立柏木小学校   | 新宿区立西新宿中学校 |
| 西新宿七丁目 | 2番8～12号 3～6番                 | 新宿区立戸山小学校   | 新宿区立新宿中学校   |
| 西新宿八丁目 | 全域                              | 新宿区立柏木小学校   | 新宿区立西新宿中学校 |

## 事業所
2021年（令和3年）現在の経済センサス調査による事業所数と従業員数は以下の通りである。
| 丁目         | 事業所数    | 従業員数  |
| ------------ | ----------- | --------- |
| 西新宿一丁目 | 1,980事業所 | 76,765人  |
| 西新宿二丁目 | 720事業所   | 77,758人  |
| 西新宿三丁目 | 841事業所   | 35,424人  |
| 西新宿四丁目 | 452事業所   | 6,554人   |
| 西新宿五丁目 | 146事業所   | 1,174人   |
| 西新宿六丁目 | 915事業所   | 48,595人  |
| 西新宿七丁目 | 1,622事業所 | 32,672人  |
| 西新宿八丁目 | 486事業所   | 22,288人  |
| 計           | 7,162事業所 | 301,230人 |

### 事業者数の変遷
経済センサスによる事業所数の推移。
| 年                 | 事業者数 |
| ------------------ | -------- |
| 2016年（平成28年） | 7,096    |
| 2021年（令和3年）  | 7,162    |

### 従業員数の変遷
経済センサスによる従業員数の推移。
| 年                 | 従業員数 |
| ------------------ | -------- |
| 2016年（平成28年） | 276,809  |
| 2021年（令和3年）  | 301,230  |

## 主要施設

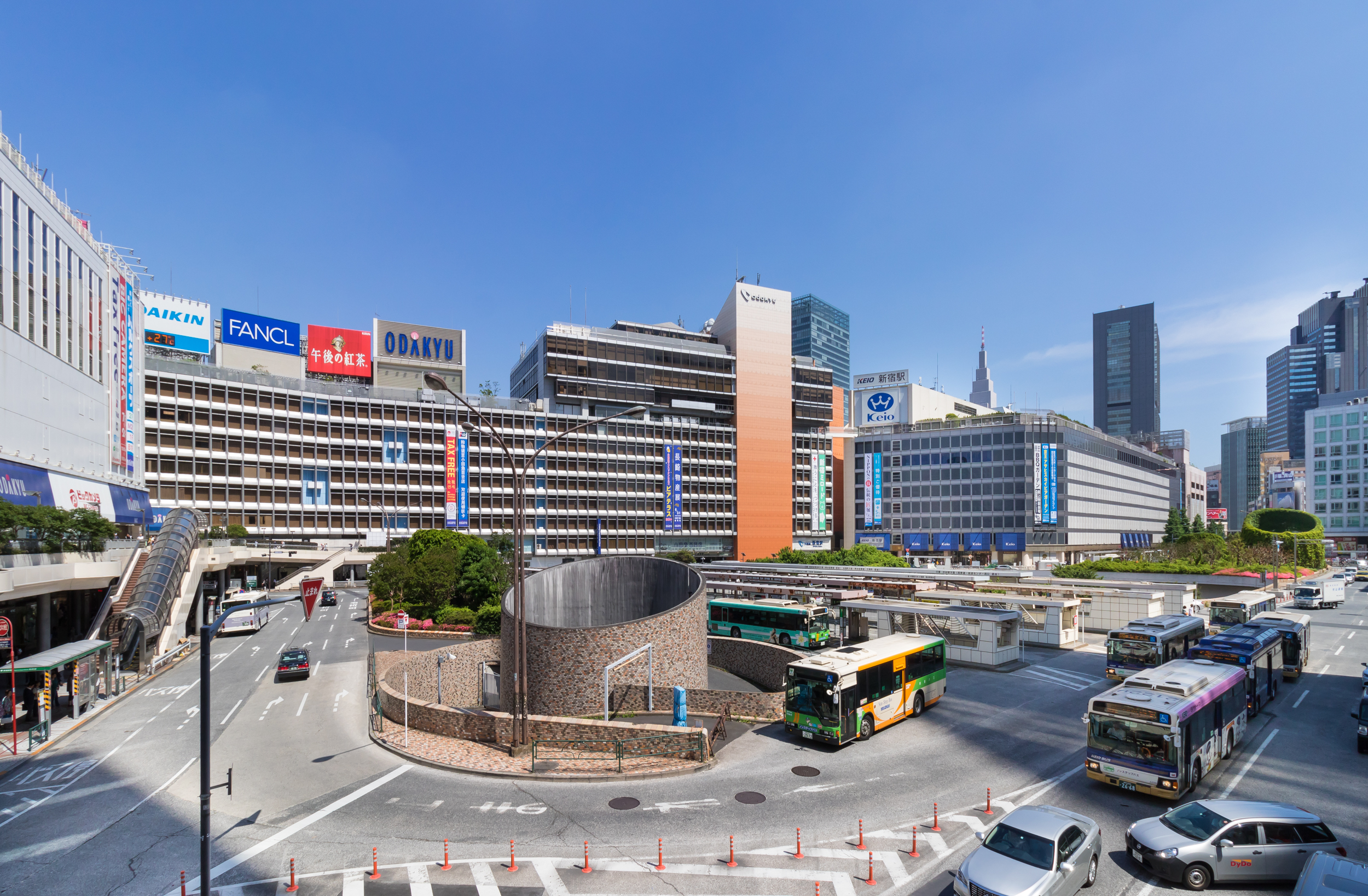
駅西口のロータリー（小田急百貨店、京王百貨店）

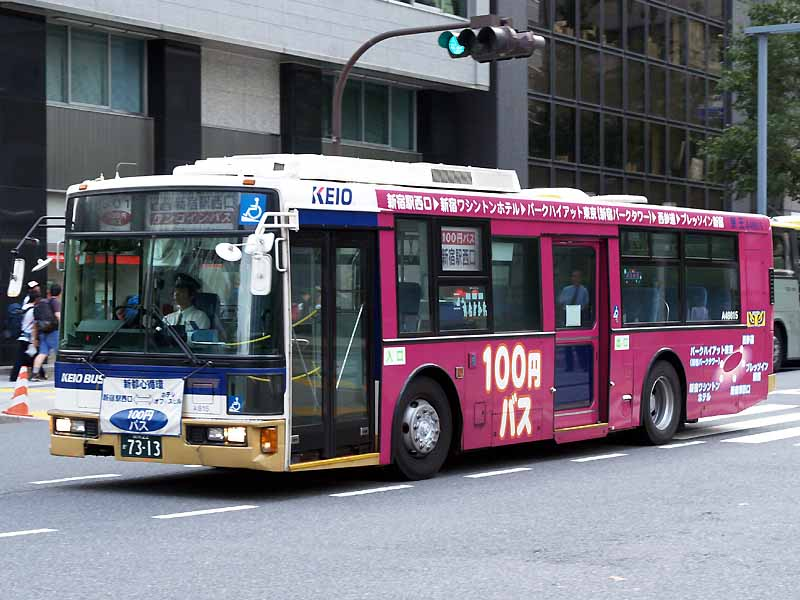
かつて運行されていた新都心循環（京王バス東）

### デパート・商店
- 小田急百貨店本館
- ハルク
  - ビックカメラ
- 京王百貨店
- ヨドバシカメラ新宿西口本店
- 新宿パレットビル
  - ユニクロ（旧さくらや）
- ヤマダデンキLABI新宿西口館
- 萬年屋

### その他
- 新宿駅西口バス乗り場
- 東京都庁舎
- 新宿中央公園

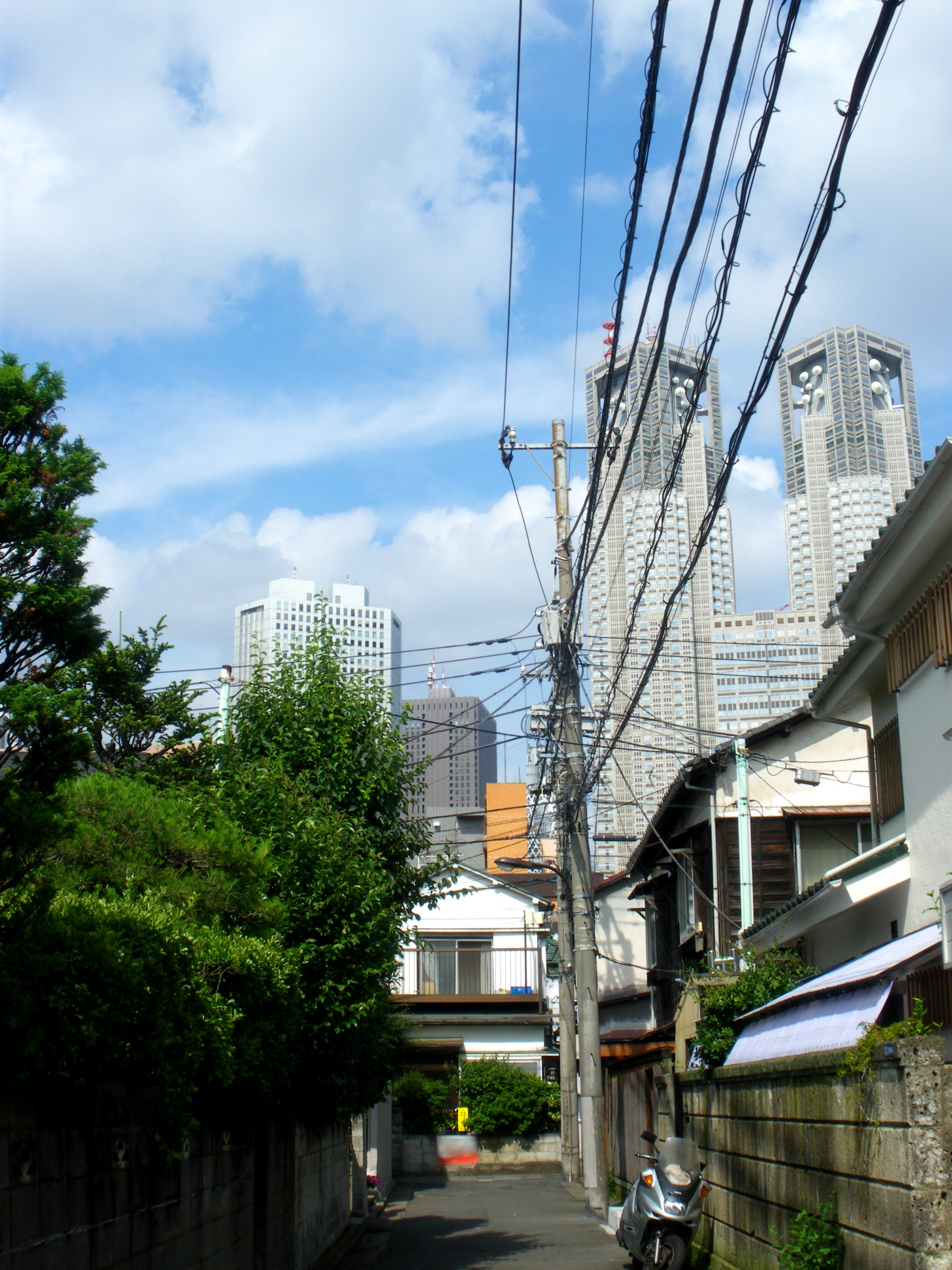
西新宿四丁目付近の住宅街
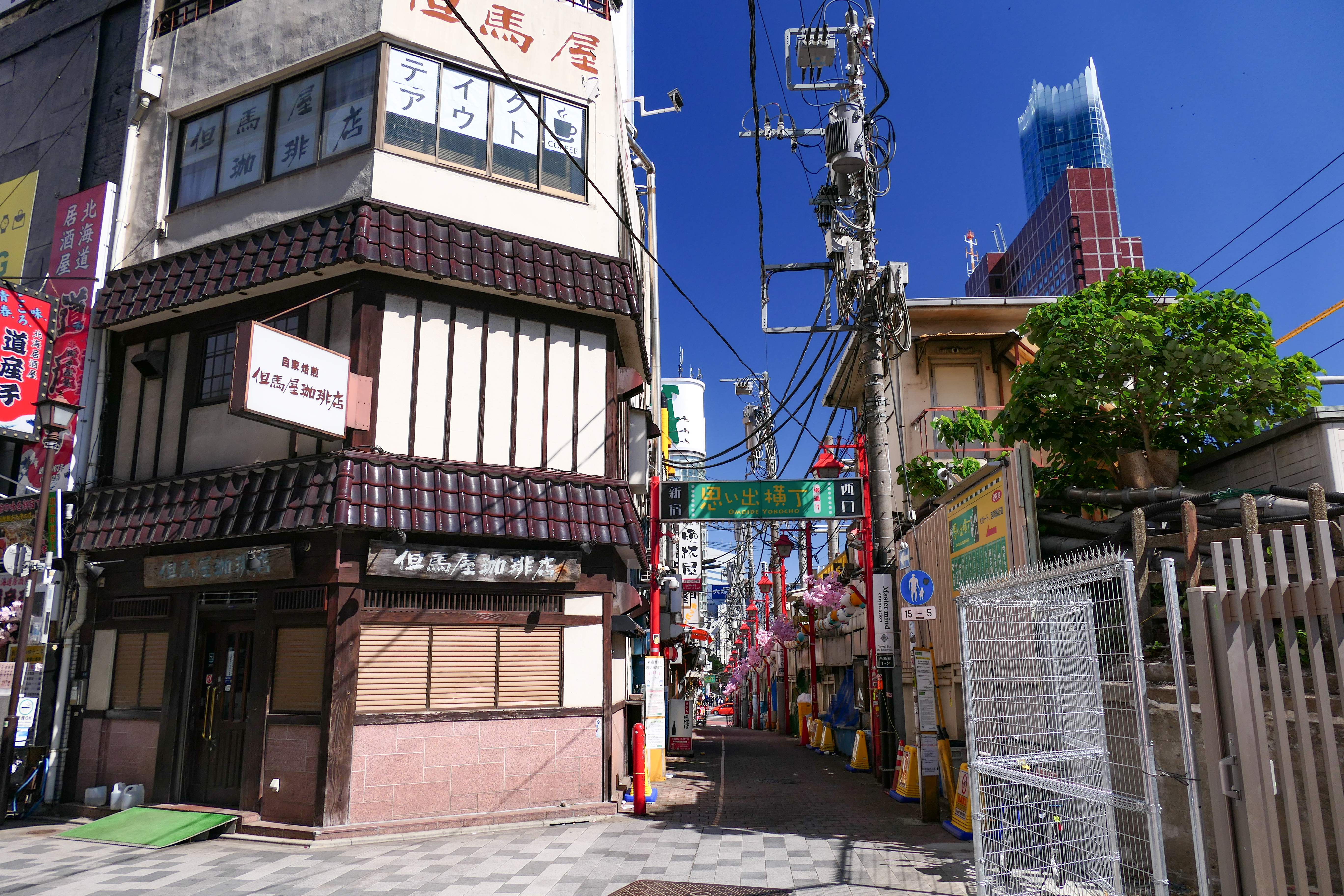
新宿西口商店街（思い出横丁）
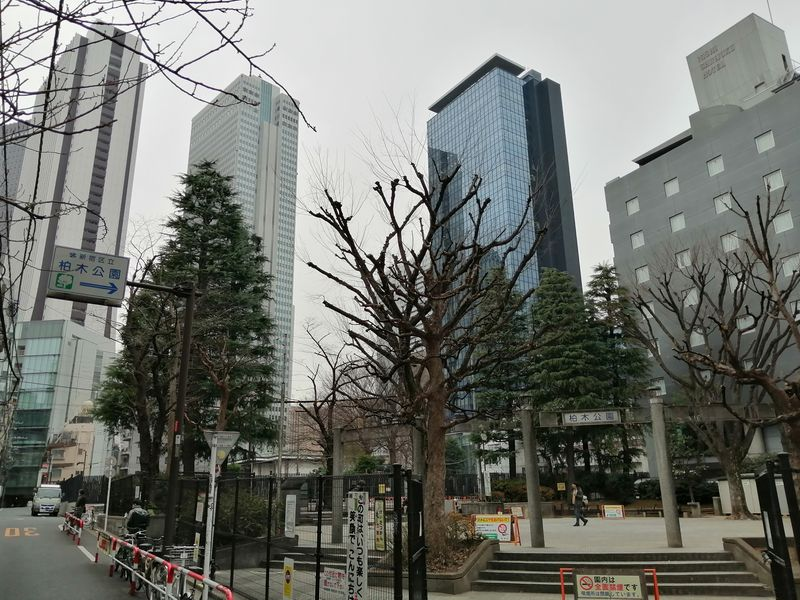
柏木公園

- 都営バス新宿支所
- 新宿郵便局
- ロッテ・ロッテホールディングス本社
- NTT東日本本社
- 熊野神社（十二社熊野神社）
- 常圓寺
- 成子天神社

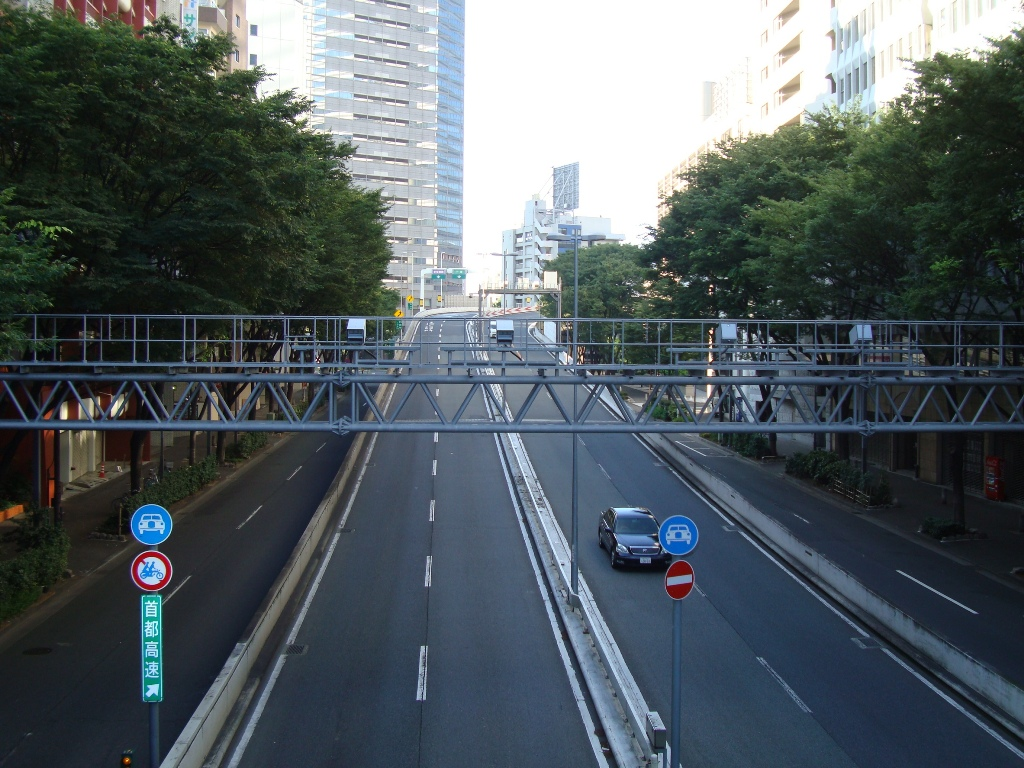
首都高速4号線　新宿出入口

- ダイワロイネットホテル 西新宿PREMIER
- 新宿新都心の超高層ビル群（一覧は下記参照）

### かつて存在していた企業
- 富士重工業[22]本社 - 2014年8月18日に渋谷区恵比寿のエビススバルビル（新）へ移転[注釈 2]。

## 地域内の町名一覧

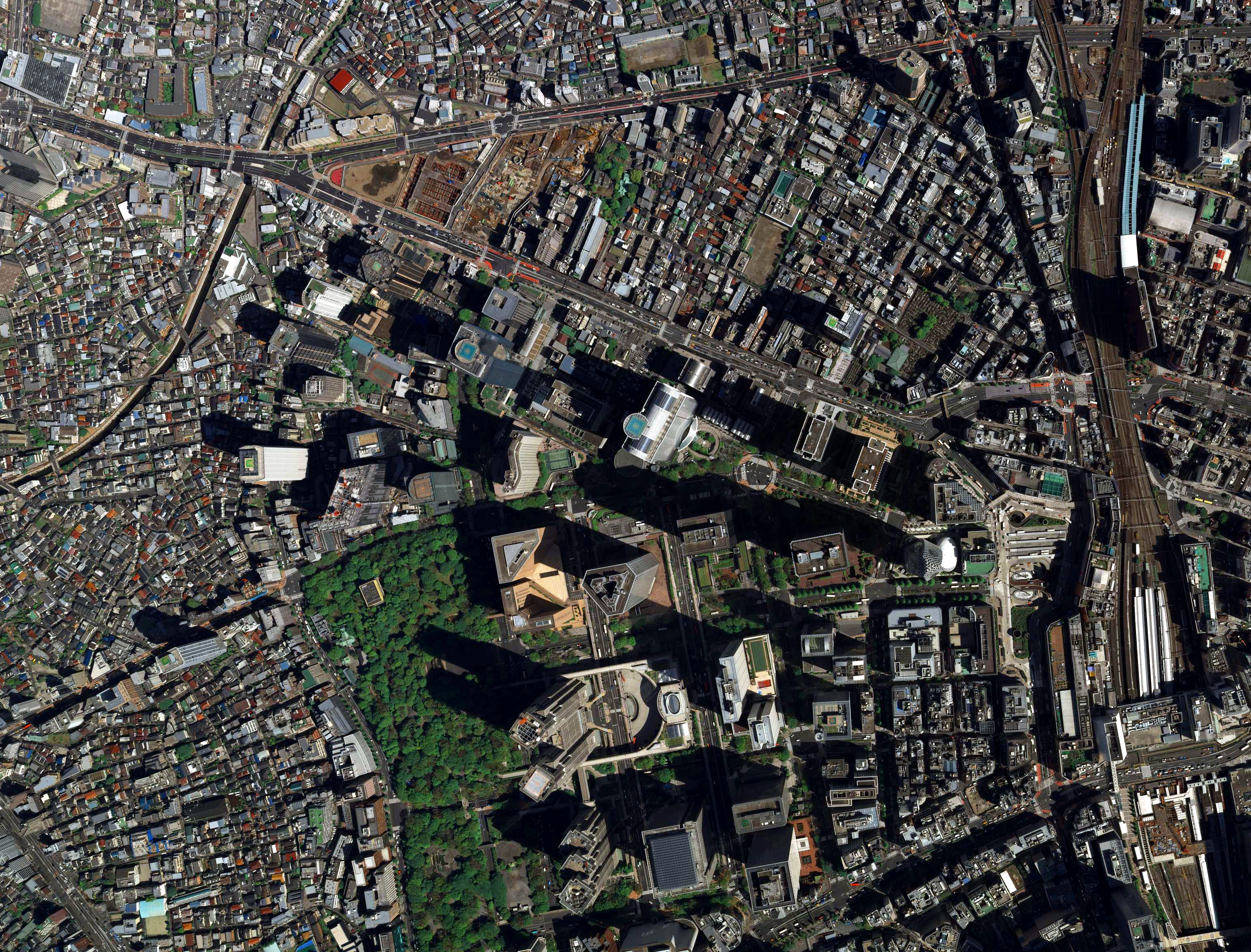
東京都新宿区西新宿の航空写真（2009年4月27日撮影）

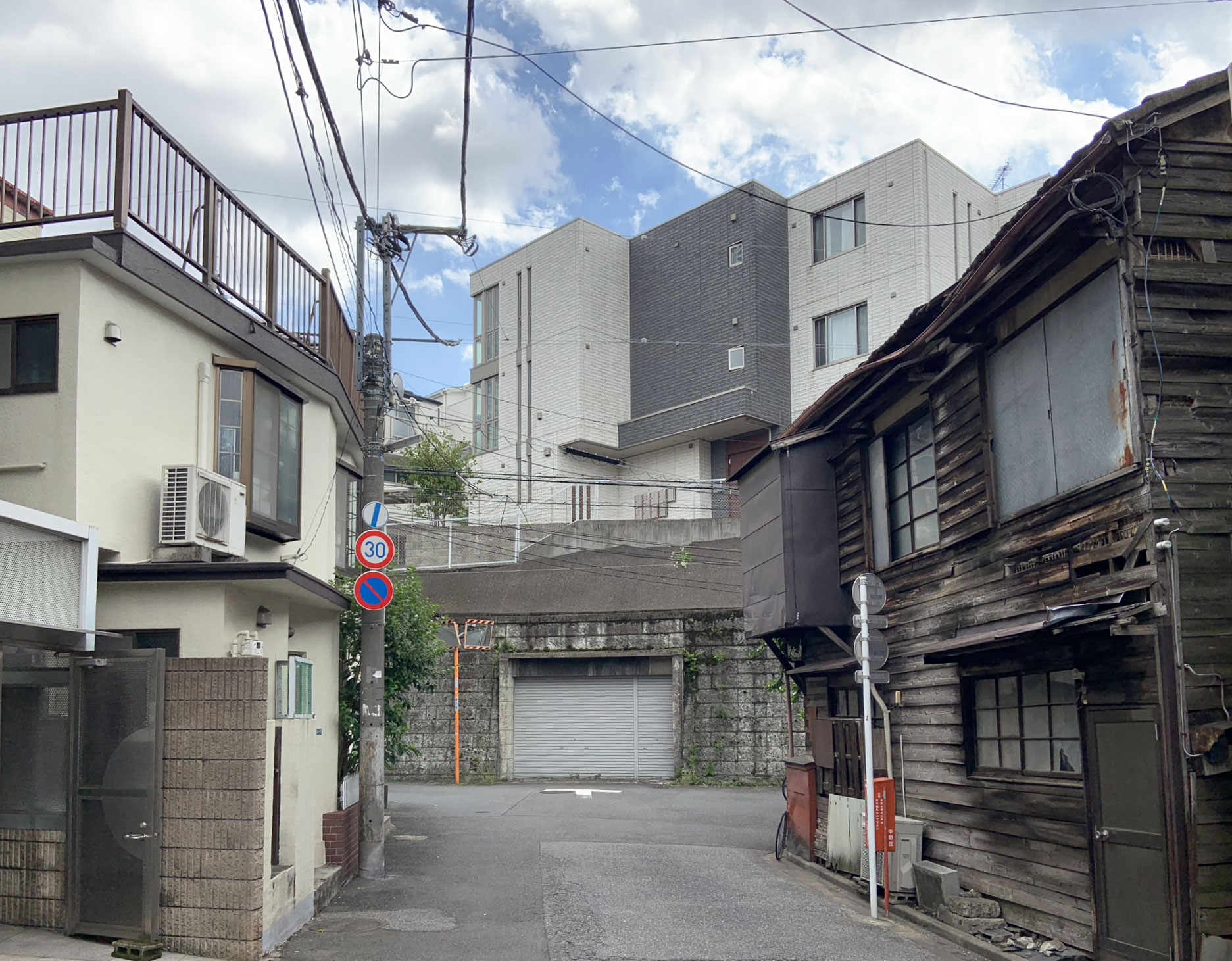
新宿区・渋谷区・中野区の三つの区の境界線が交わるスポット(三区区境)

西新宿一丁目
新宿駅西口付近一帯が西新宿一丁目になる。新宿の繁華街の一角を担う場所で、この界隈は、昼夜問わず、人波が絶えない。新宿駅の西口の出口のほか、私鉄系のデパートである小田急百貨店、京王百貨店の各本店、地名が由来になっているヨドバシカメラ本店の他に、ビックカメラ、ソフマップ、ヤマダデンキ新宿西口館など大型家電販売店がある。これら販売店の規模は、都内でも秋葉原に次ぐ大きさである。他にも、富士重工業は西口駅前の新宿スバルビルに48年間本社を置く（2014年に恵比寿に移転）など各企業の本社があり、国内でも有数の商業機能集積地となっている。終戦直後からの歴史があり雑踏街としても有名な新宿思い出横町など新宿西口商店街もある。最寄り駅は新宿駅。
西新宿二丁目
新宿新都心の高層ビルの一群があるところが、西新宿二丁目。1965年まで淀橋浄水場があった。都庁はじめ、超高層ビルや新宿中央公園がある。最寄り駅は新宿駅、大江戸線都庁前駅。
西新宿三丁目
高層ビル群の南側に位置し甲州街道、山手通り、水道道路に挟まれた区域が西新宿三丁目。オフィスビルが主体であるが、マンションや戸建も点在する。新宿パークタワー、パークハイアット東京、ワシントンホテル、東京オペラシティ（新国立劇場は渋谷区）NTT東日本本社などがある。再開発の計画がある。詳細は西新宿三丁目西地区再開発を参照。首都高速4号新宿線の出入口。最寄り駅は大江戸線・都庁前駅、京王線・初台駅。
西新宿四丁目
十二社通りより西側で、中野区と渋谷区の境までの区域。方南通り、山手通り、水道道路、十二社通りに囲まれた一帯。方南通りを境に南側は西新宿四丁目になり、西新宿五丁目は北側の地域。高層ビル群の西側にあたる。高層ビルはなく、昔から住宅、アパートが多くなる。かつて、ここの地には、十二社池という滝も伴った大きな池があり、江戸時代には観光名所となっていた。その池は、昭和の高層ビル群建設とともに消滅し、現在は、当地に池があったことを想像することはむずかしい。池の名残は、急な坂道とバス停の名に残る。西新宿では唯一の小学校である新宿区立西新宿小学校がある。最寄り駅は大江戸線・西新宿五丁目駅、京王線・初台駅。
西新宿五丁目
十二社通り、方南通り、山手通り、神田川、青梅街道に囲まれた地域。方南通りを境に北側は西新宿五丁目になり、西新宿四丁目は南側の地域。西新宿四丁目同様、「けやき橋商店会」などの昔からの住宅が多かったが、近年の再開発により大規模区画整理が行われており2017年には日本最高階数の60階建てタワーマンション　ザ・パークハウス西新宿タワー60が竣工される。神田川が地域東端を流れており、中野区と当地域の境となっている。最寄り駅は大江戸線・西新宿五丁目駅。
西新宿六丁目
高層ビル群の北側、高層ビル群及び新宿中央公園と青梅街道の間の区域。新宿警察署、東京医科大学病院、ヒルトンホテルなどがある。1990年代までは住宅地と高層ビルが混在していたが、組合施行の再開発で新宿アイタウン、新宿アイランドタワー、西新宿三井ビルディング、新宿オークシティ、セントラルパークタワー・ラ・トゥール新宿などの超高層ビルが次々と建設され、十二社通り沿いにもいくつかの高層マンションができた。結果、西新宿二丁目の浄水場跡エリアに準じるほどの超高層ビル及び高層マンションが立ち並ぶエリアと変わり、一軒家中心の住宅地域は2010年代のうちに淘汰された。最寄り駅は丸ノ内線・西新宿駅、大江戸線・都庁前駅。
新宿アイランドにあるロバート・インディアナ作『LOVE』のモニュメントは有名な待ち合わせスポットとなっている。
西新宿七丁目
新宿駅から北側に伸びるJR中央線の土手と青梅街道、税務署通りに挟まれた区域。旧マンションや中級ホテル・スモールオフィス、パブ・スナックなどが混在。中古レコード店やライブハウスなどがあることでも有名。近年は、大手予備校もこの付近に多くなった。また小滝橋通り沿いは、新宿屈指のラーメン激戦区でもあった。青梅街道沿いに常円寺があり、西新宿では唯一の霊園がある。2008年（平成20年）頃に税務署通りが道路拡張により容積率が高まったことで通り沿いにはセントラルレジデンス新宿シティタワーを始め多くの分譲マンションが建設された。また2009年に青梅街道沿いに住友不動産西新宿ビルが竣工し、七丁目初の高層ビルとなった。最寄り駅は新宿駅、大久保駅、丸ノ内線・西新宿駅、大江戸線・新宿西口駅。
西新宿八丁目
青梅街道と税務署通りに挟まれた西側区域。1990年代までは青梅街道沿いを除き昔からの住宅街であり多くの一軒家が立ち並んでいた。2000年代に入ると税務署通りの拡張工事および再開発が進んだ。特に八丁目中央部にある成子天神社の西側では、組合施行による大規模な再開発が行われ、40階建て・高さ190メートルの住友不動産新宿グランドタワーをメイン棟とし、ホール棟・2階建て店舗棟・地権者用居住棟が2011年に竣工した。八丁目東側の地域全体ではオフィスビルやマンション等に更新されつつあるが、まだ木造2階建ての一軒家や昔ながらの長屋風アパートの住宅地が残っている。東端に新宿区立西新宿中学校がある。同校は西新宿一丁目から八丁目、北新宿一丁目・二丁目に住まう生徒が通う西新宿地域唯一の公立中学校である。最寄り駅は丸ノ内線・西新宿駅。

## 西新宿にある超高層ビルの一覧
ビルの様子は、下のギャラリーを参照。
- 京王プラザホテル 本館47階178メートル (m)、南館35階138.65m
- 新宿住友ビル（通称：住友三角ビル） 52階210.3m
- KDDIビル（旧名 国際通信センタービル） 32階164.4m
- 新宿三井ビル 55階225m
- 損保ジャパン本社ビル（旧名 安田火災海上ビル） 43階200m
- 新宿野村ビル 50階209.9m
- 新宿センタービル 54階223m
- 新宿第一生命ビル（旧名 小田急第一生命ビルディング）26階117.1m
- ハイアットリージェンシー東京（旧名 ホテルセンチュリーハイアット） 28階117.1m
  - 新宿第一生命ビルとハイアットリージェンシー東京はツインビルで、地下および地上2階までの構造を共有している。
- 新宿NSビル 30階133.65m
- 新宿ワシントンホテル 25階85m
- ヒルトン東京（新宿国際ビルディング） 38階130.2m
- 新宿グリーンタワー 28階110m
- 東京医科大学病院 19階79.3m
- 新宿エルタワー 31階124m
- 新宿モノリスビル 30階123.35m
- 東京都庁舎 第一本庁舎48階243.4m、第二庁舎34階163.3m
- 工学院大学 29階143m
- エステック情報ビル 28階130m
- 新宿パークタワー 52階235m
- 新宿スクエアタワー 31階123.4m
- 新宿アイランドタワー 44階189.42m
- NTT東日本本社ビル　23階 123.16m
- 東京オペラシティ 54階234.37m
- 西新宿三井ビルディング　27階112m
- 新宿オークシティ 38階183.84m
  - 住友不動産新宿オークタワーと、日土地西新宿ビルを合わせた名称。データはオークタワーのもの。
- 新宿ファーストウエスト 18階90.85m
- セントラルレジデンス新宿シティタワー　31階104.5m
- シティタワー新宿新都心 36階131m
- プロスペクト・アクス・ザ・タワー新宿　32階104.4m
- N.Y.T.アトラスタワー西新宿　28階105m
- コンシェリア西新宿 TOWER'S WEST　44階159.8m
- 住友不動産西新宿ビル5号館（プラティーヌ新宿新都心）27階　97m
- モード学園コクーンタワー　50階203.65m
- 住友不動産西新宿ビル（プラティーヌ西新宿）33階139m
- セントラルパークタワー・ラ・トゥール新宿　44階167.81m
- 新宿フロントタワー　35階166.5m
- 住友不動産新宿グランドタワー　40階195.2m
- パークタワー西新宿エムズポート　27階93.39m

※階数や高さについては、基準の違いにより他の情報と差が出る場合があることに注意。
西新宿三丁目の再開発計画については西新宿三丁目西地区再開発を参照。

## ギャラリー

### 高層ビル群の遠景・全体

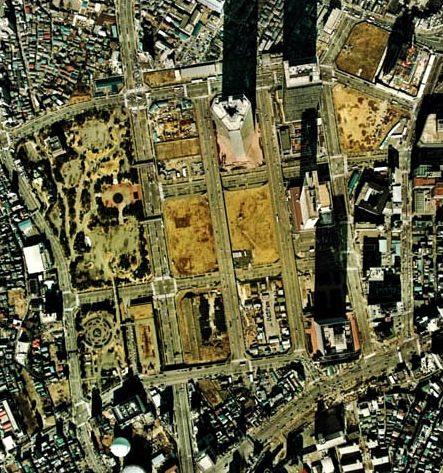
計画初期の頃の新宿副都心近辺の航空写真。まだ、高層ビルも少なく、空き地が目立つ。（1974年度撮影）、国土交通省 国土地理院 地図・空中写真閲覧サービスの空中写真を基に作成
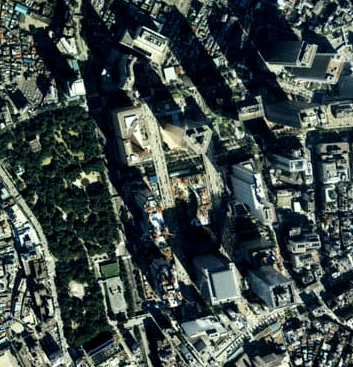
1989年度撮影の新宿副都心。撮影場所は、上記74年度のものとほぼ同じ。74年度撮影のものと比べて、ビルで埋まってきていることが分かる（建設中の東京都庁舎も確認できる）。国土交通省 国土地理院 地図・空中写真閲覧サービスの空中写真を基に作成
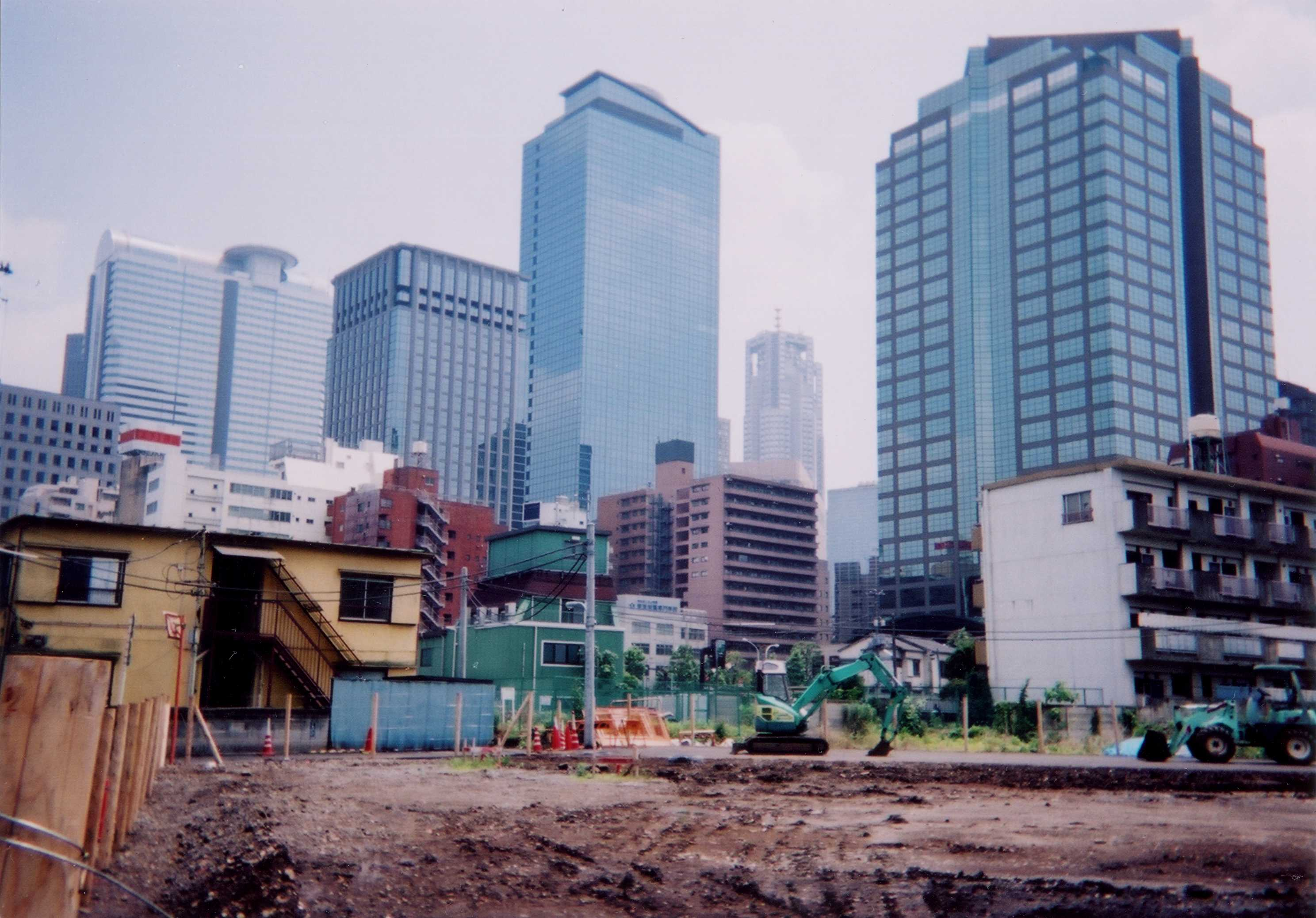
再開発が進む北新宿地区（2005年）。新たに高層マンションやビルが立ち並ぶ予定。西新宿3丁目西地区でも同様の再開発計画が進められており、高さ日本一となる建物の建設も予定されている。こちらは2011年を目途に着工の予定。
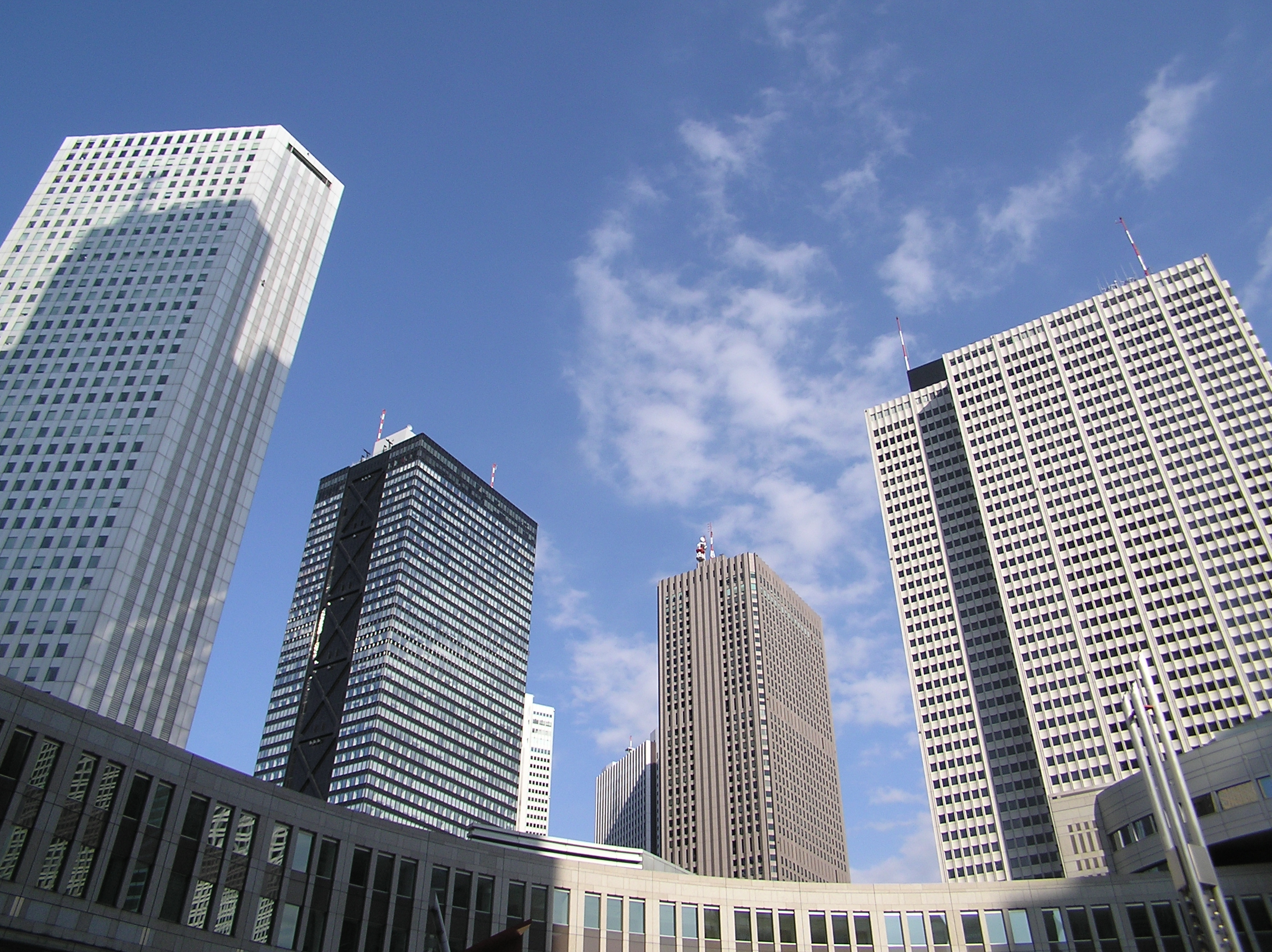
東京都庁舎側から見た西新宿の高層ビル群。左から、新宿住友ビル、新宿三井ビル、新宿野村ビル（部分）、損保ジャパン本社ビル（部分）、新宿センタービル、京王プラザホテル。手前の低層建築は東京都議会議事堂。
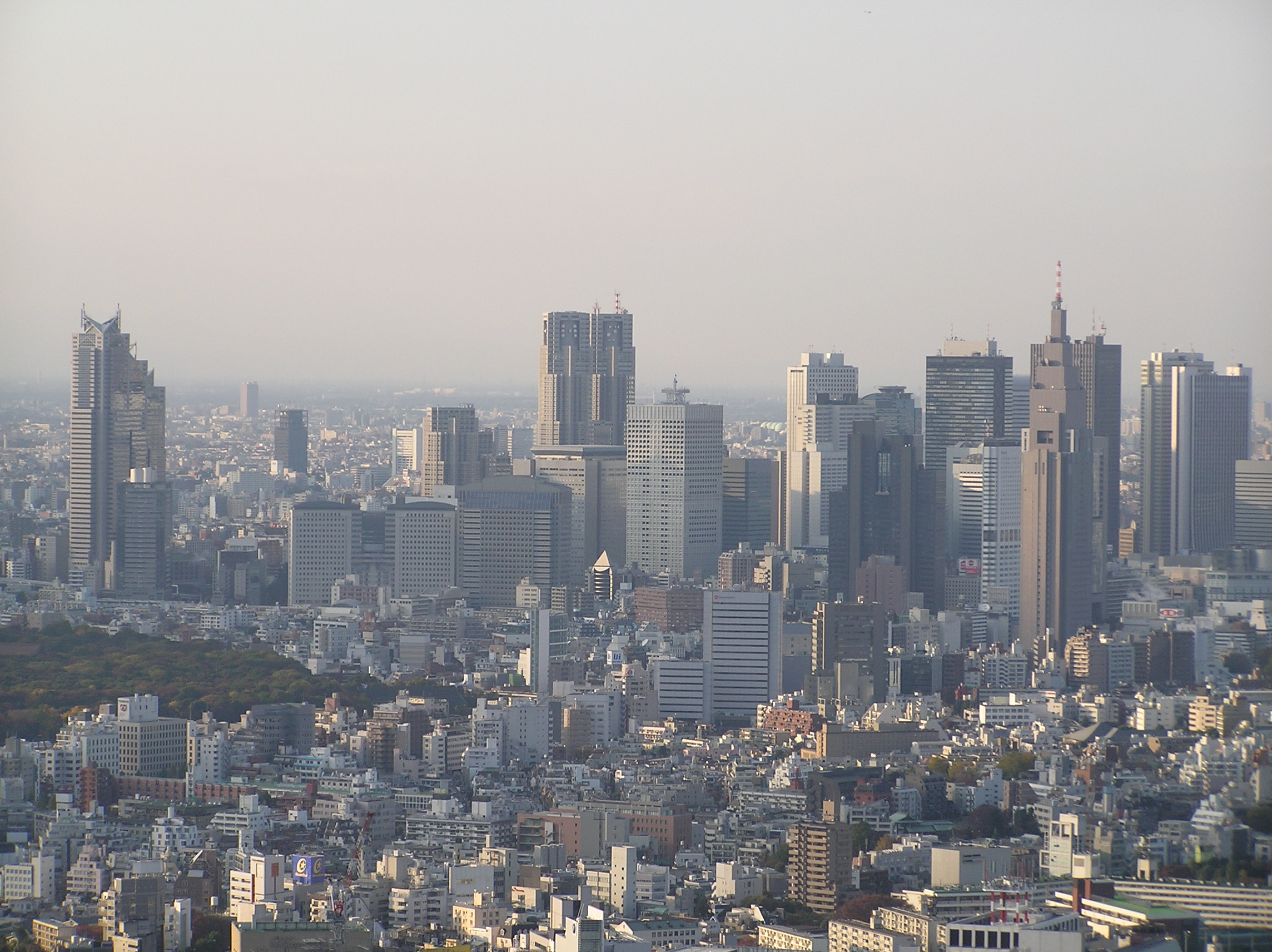
六本木ヒルズから見た高層ビル群・南東側の遠景。
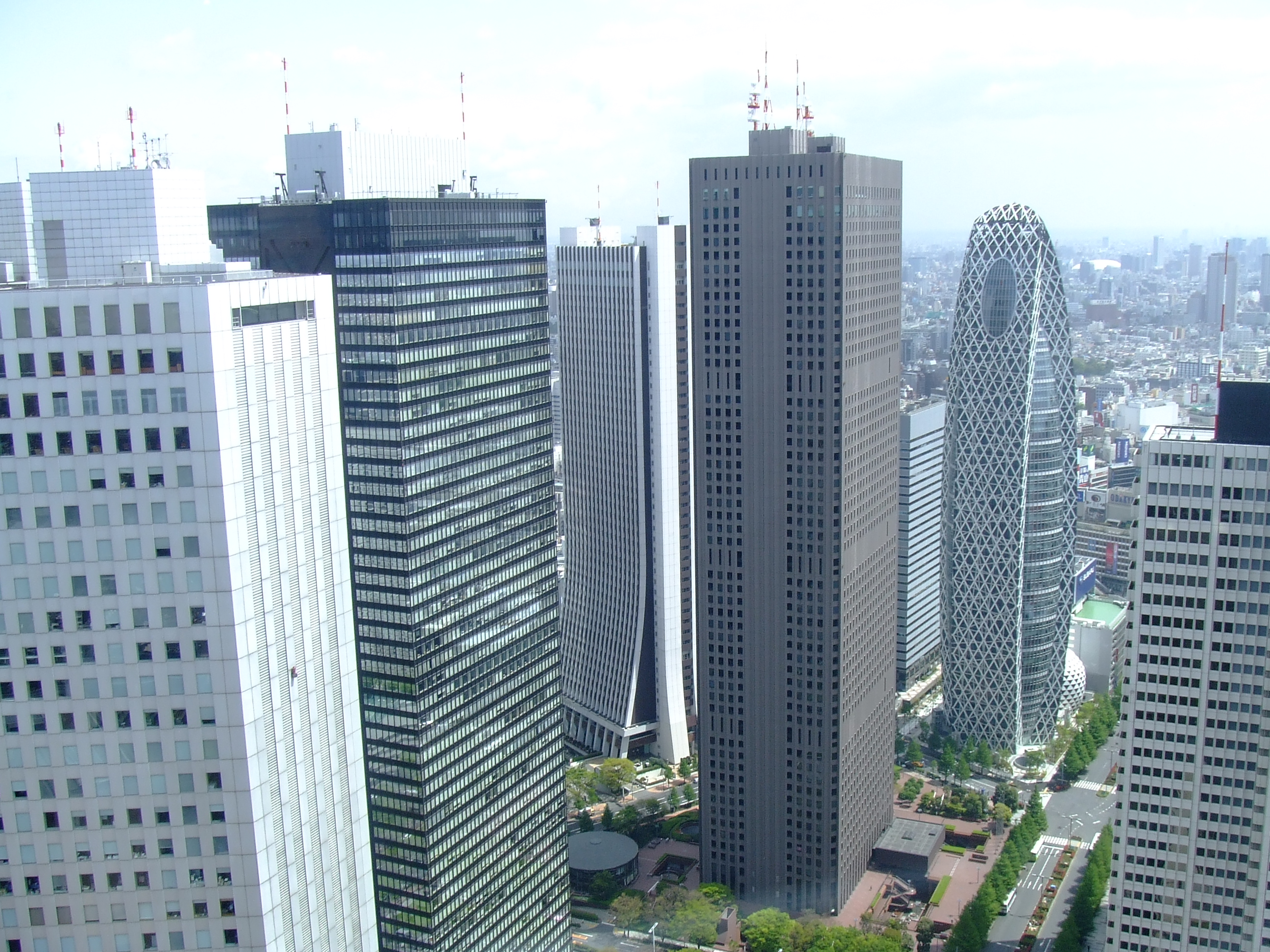
東京都庁から望む西新宿の超高層ビル群
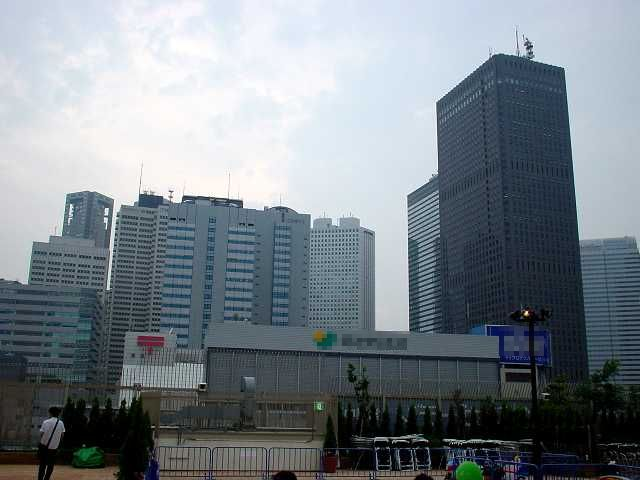
新宿駅方向から見た西新宿のビル群

### 各高層ビルの写真

#### 1970年代に建設された超高層ビル

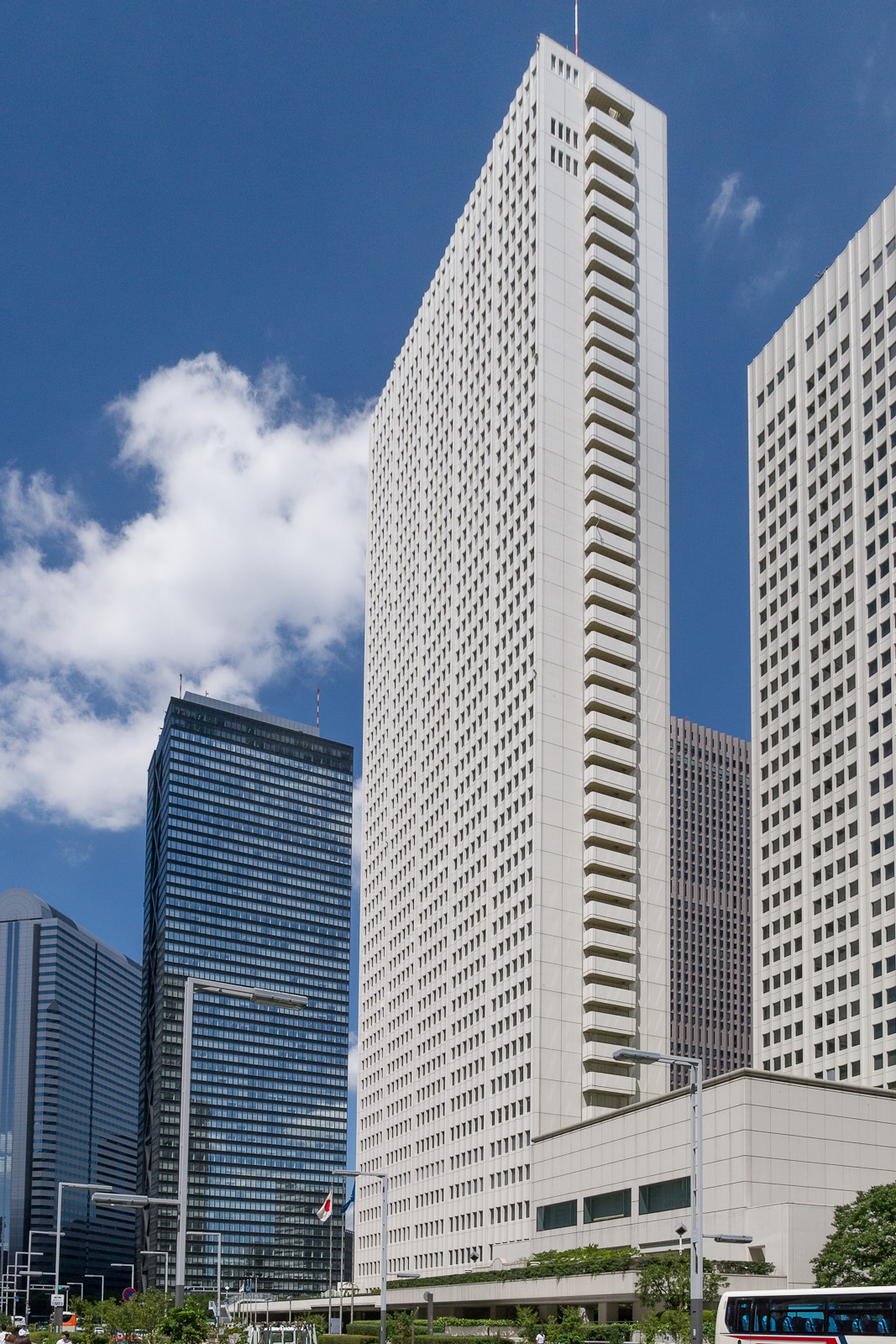
京王プラザホテル（1971年）
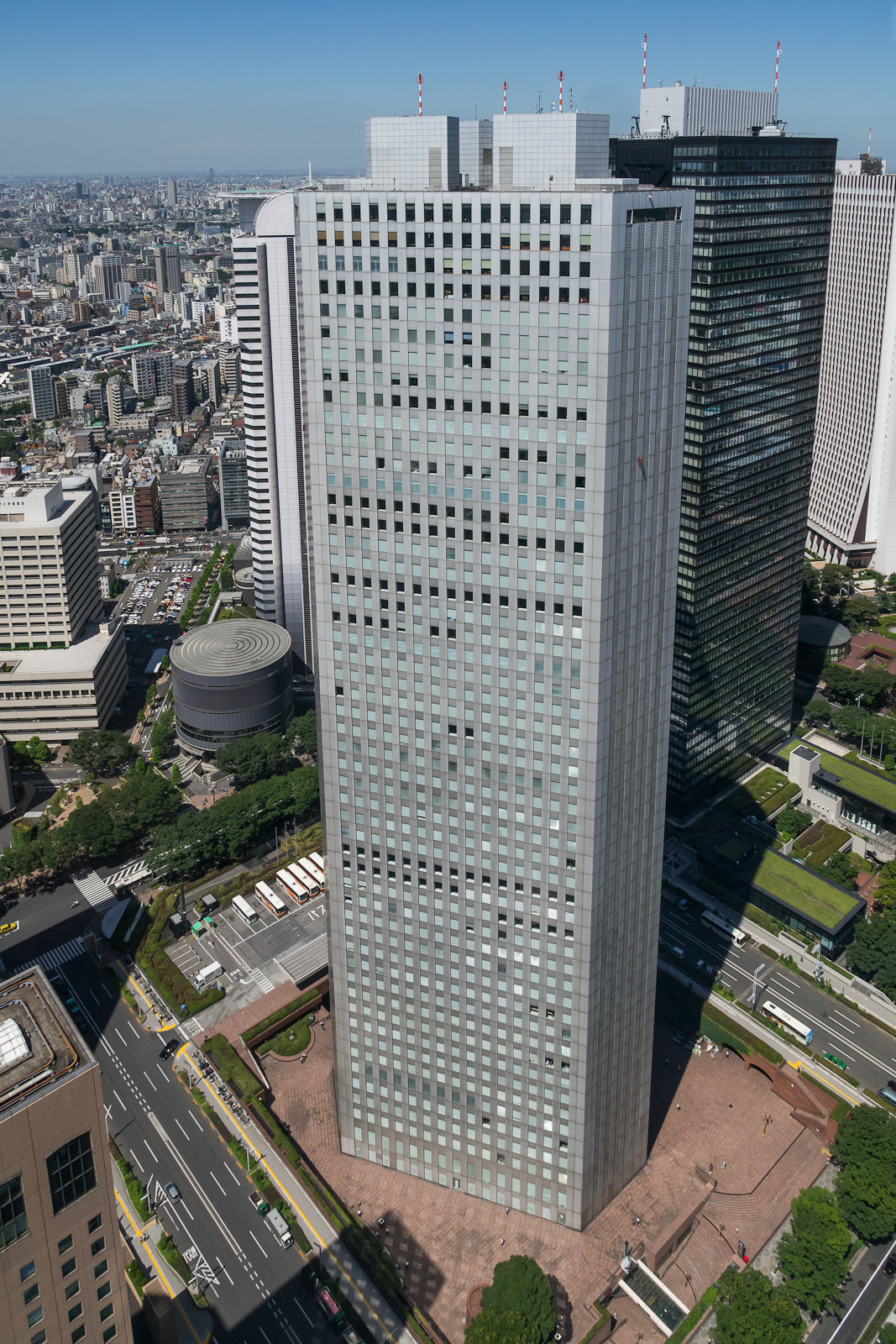
新宿住友ビル（1974年）
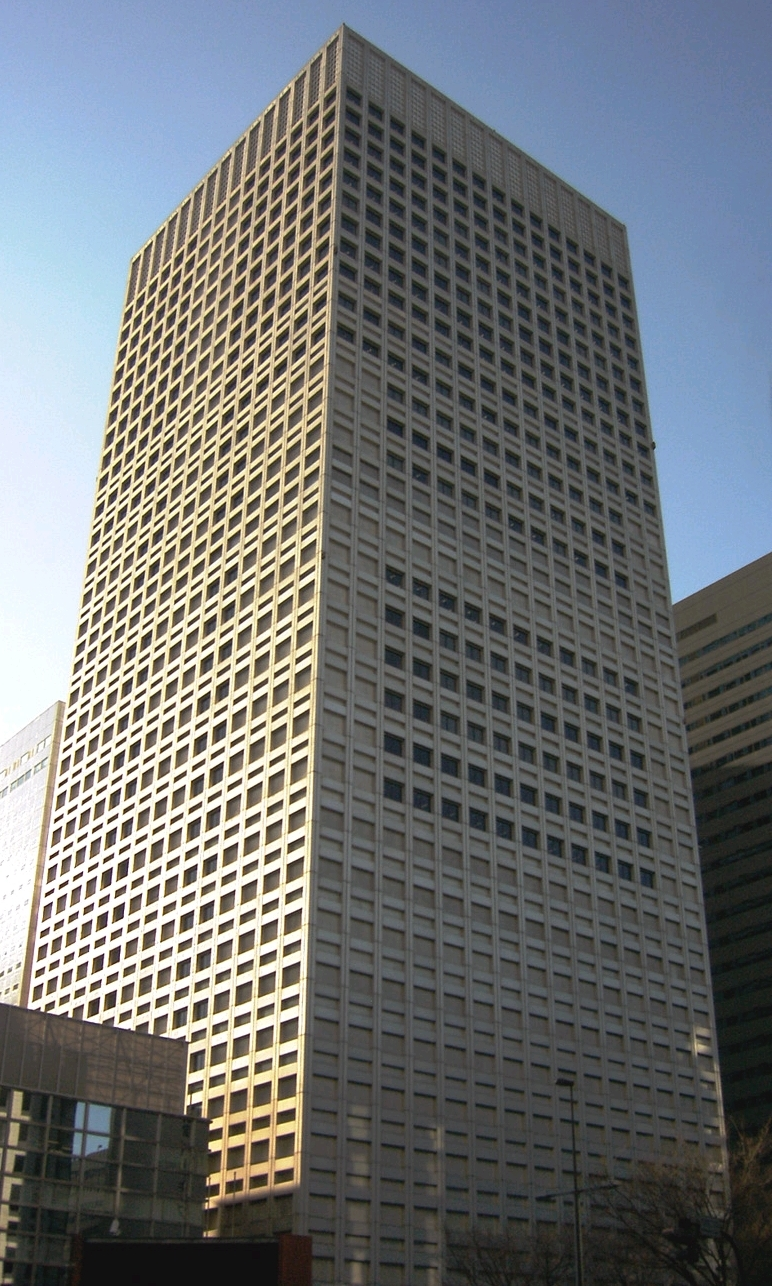
KDDIビル（1974年）
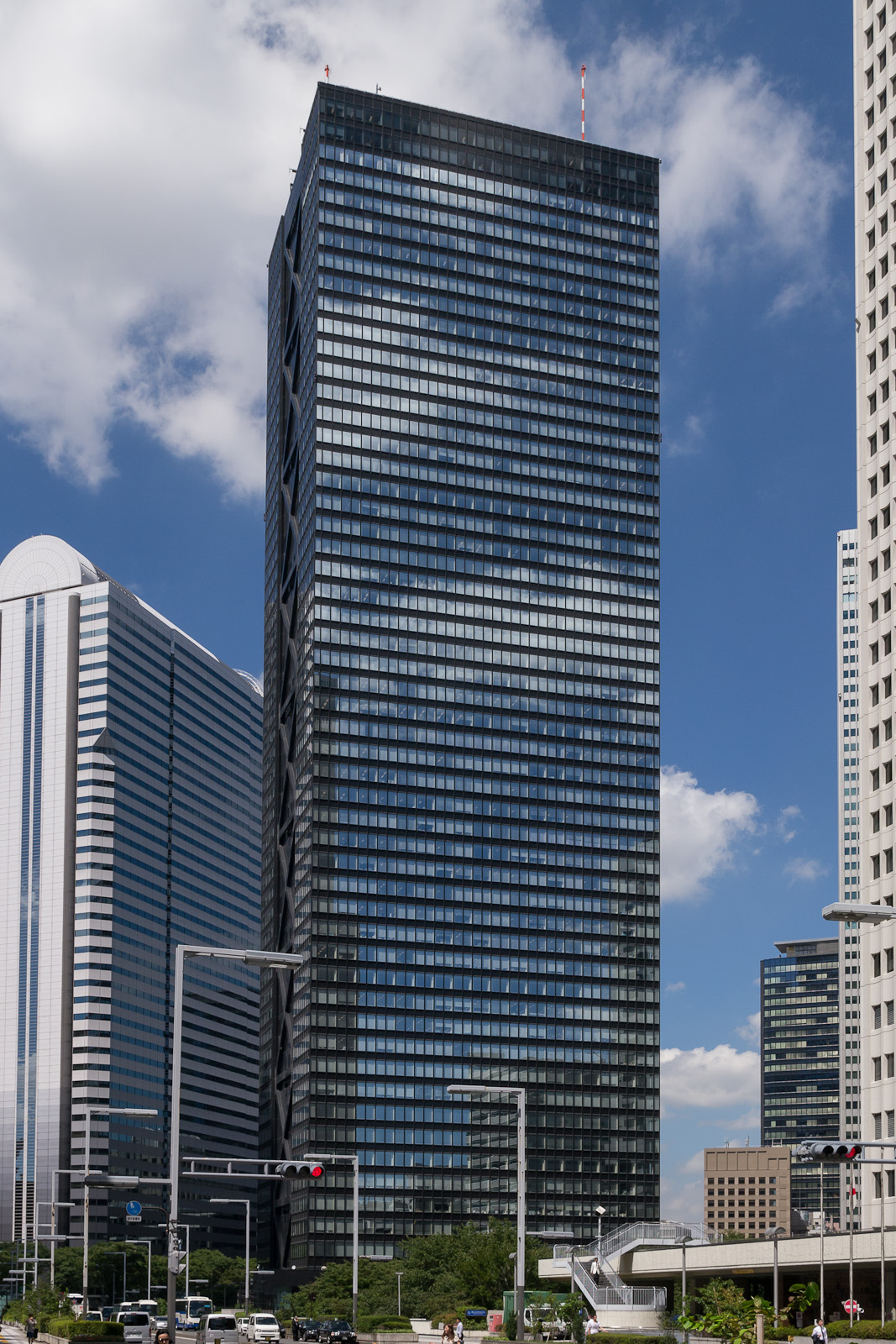
新宿三井ビル（1974年）
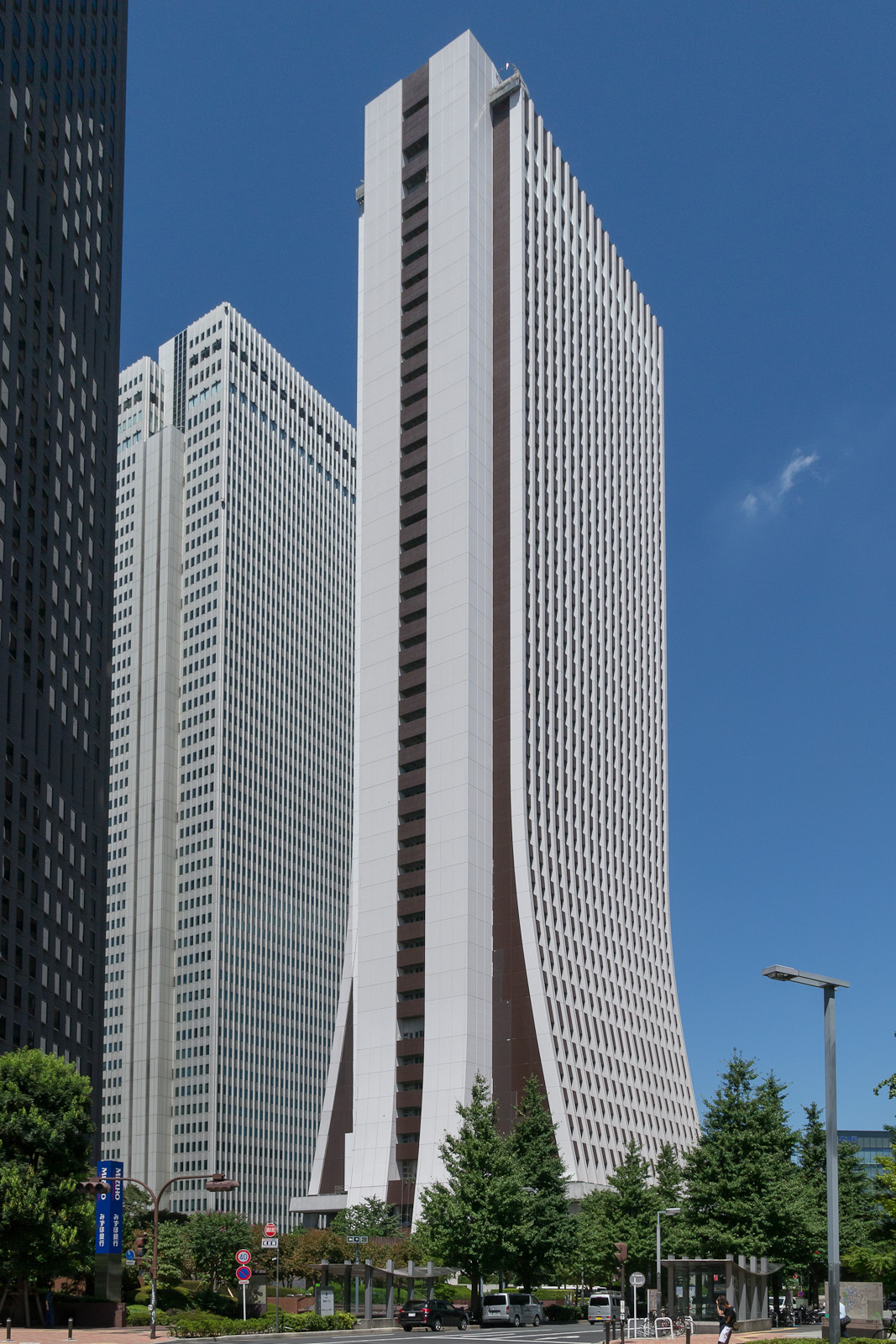
損保ジャパン本社ビル（1976年）
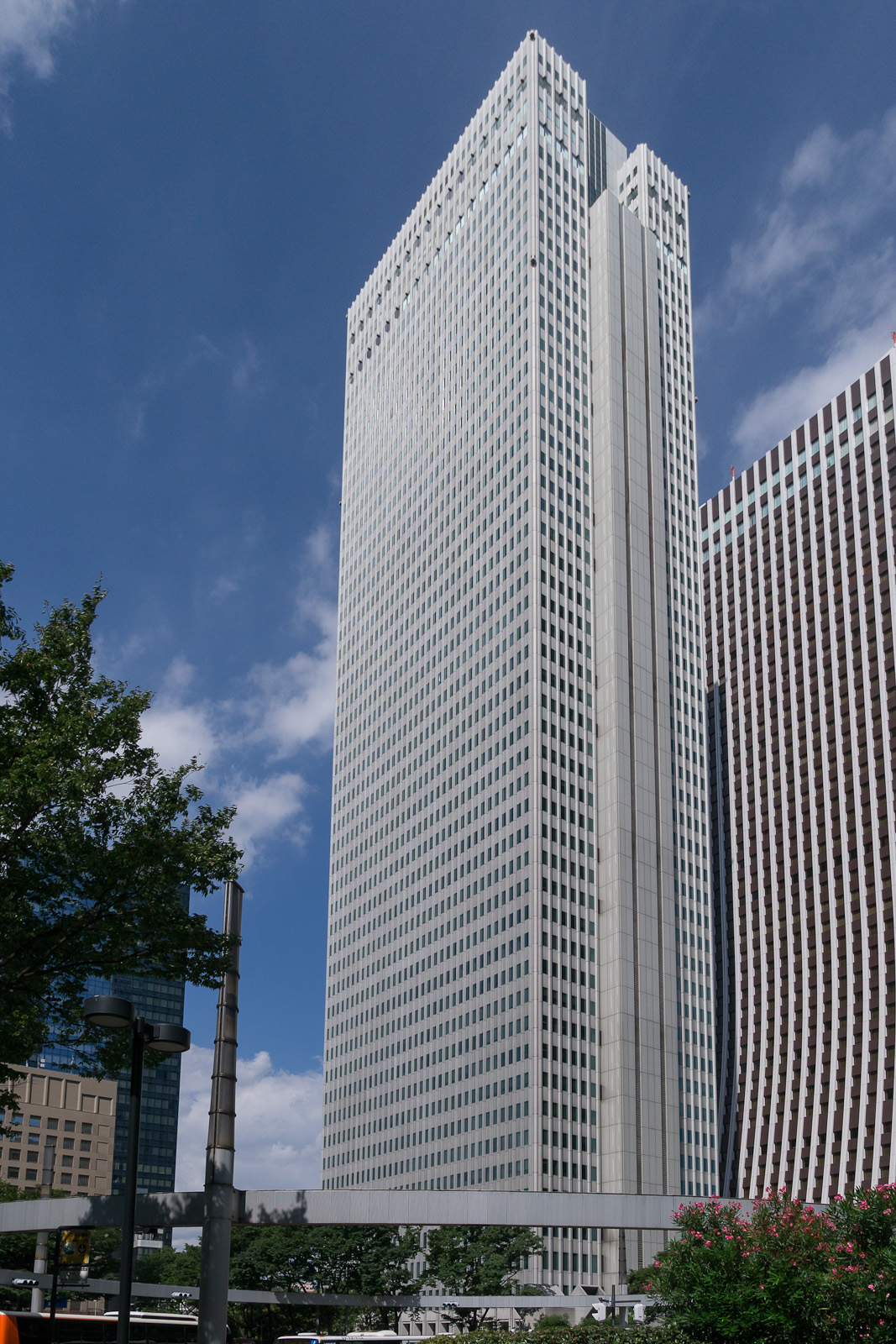
新宿野村ビル（1978年）
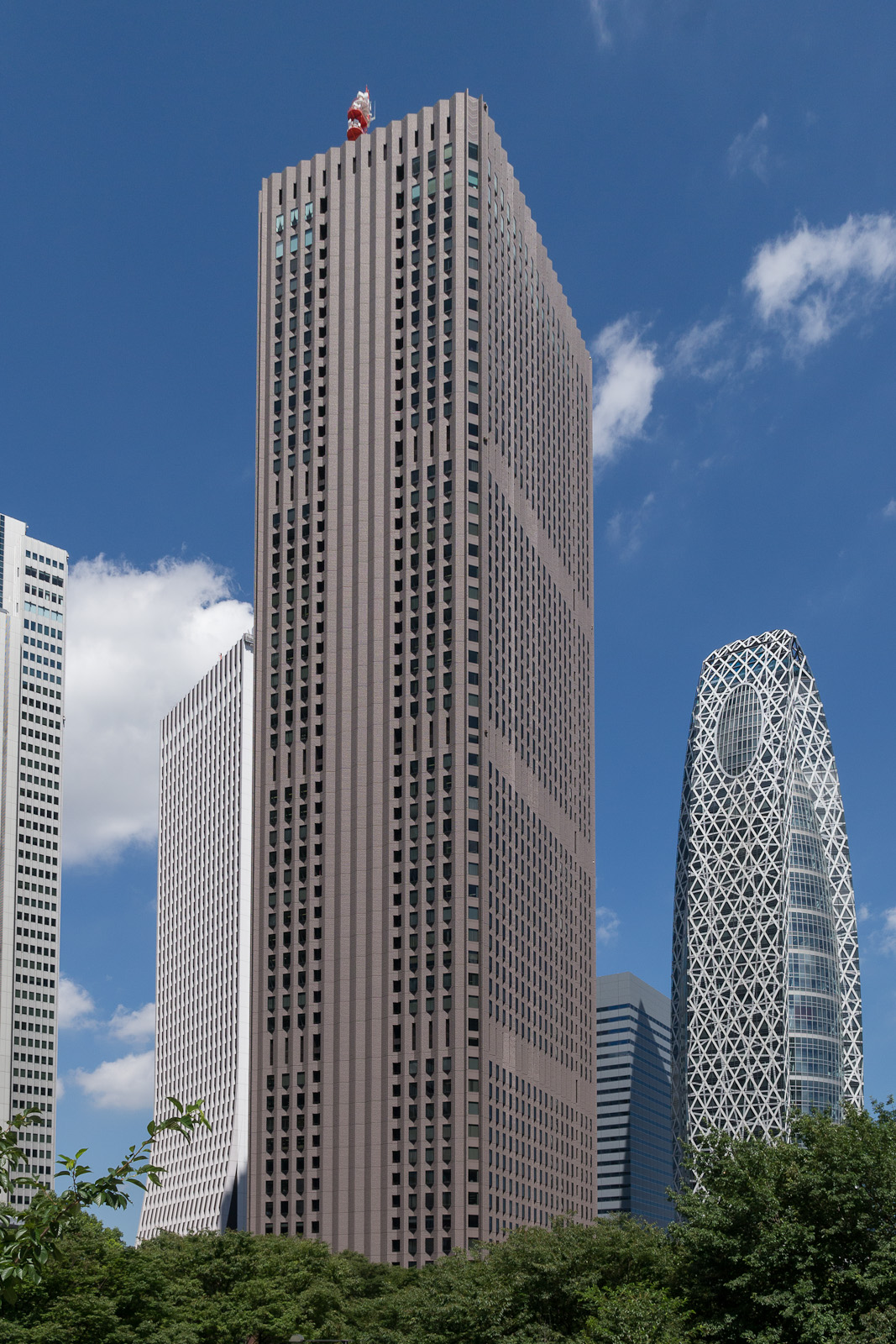
新宿センタービル（1979年）

#### 1980年代に建設された超高層ビル

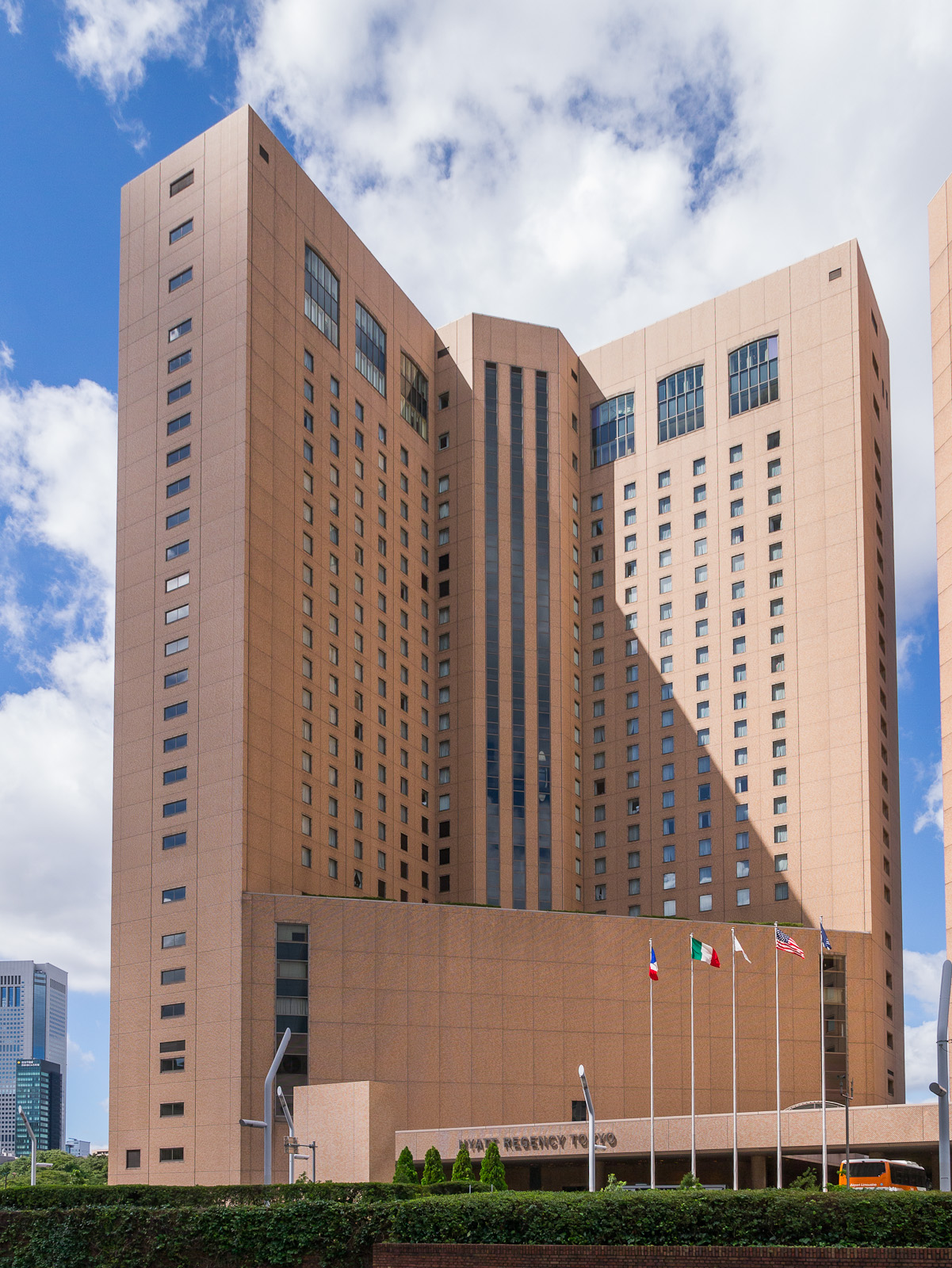
ハイアットリージェンシー東京（1980年）
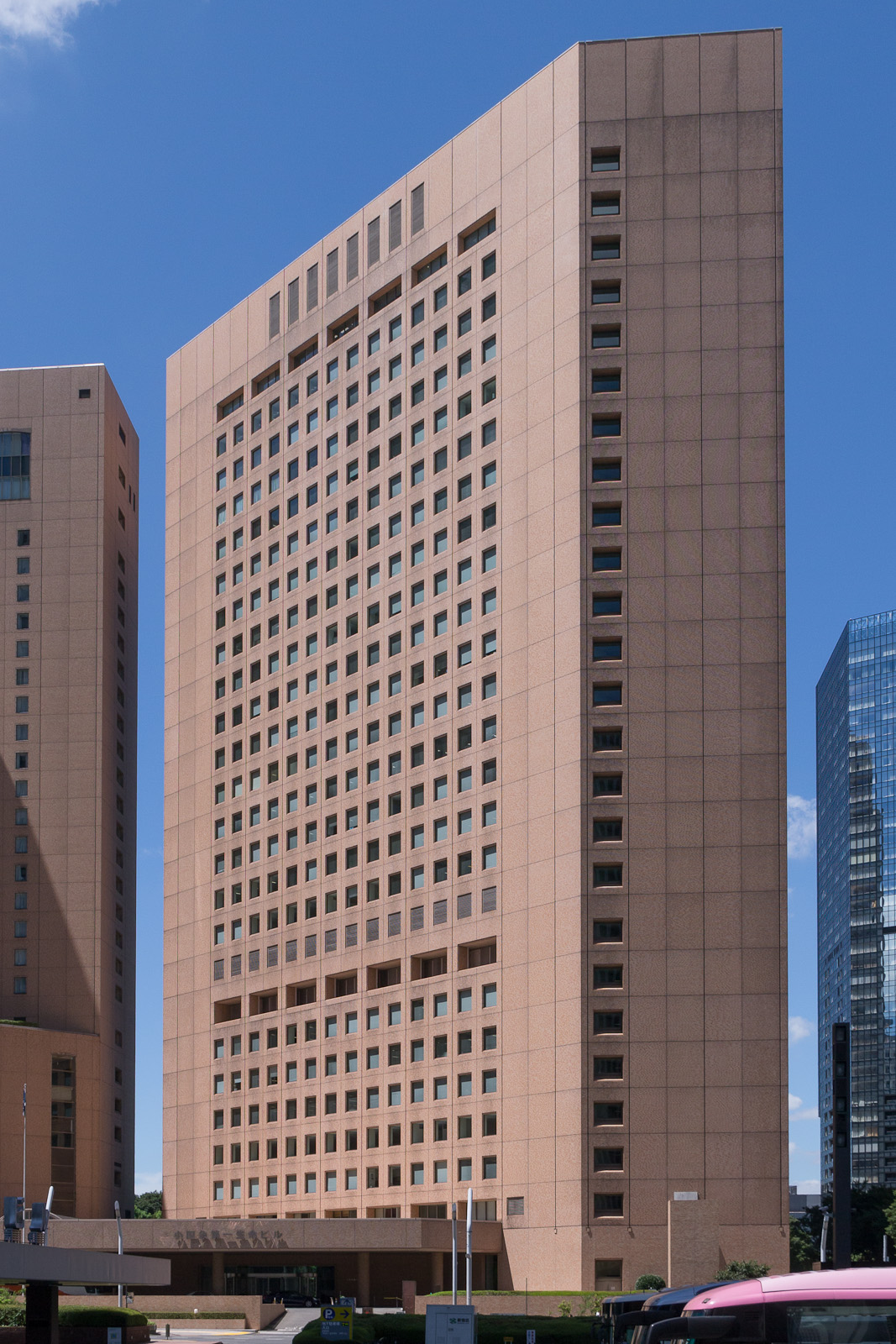
新宿第一生命ビルディング（1980年）
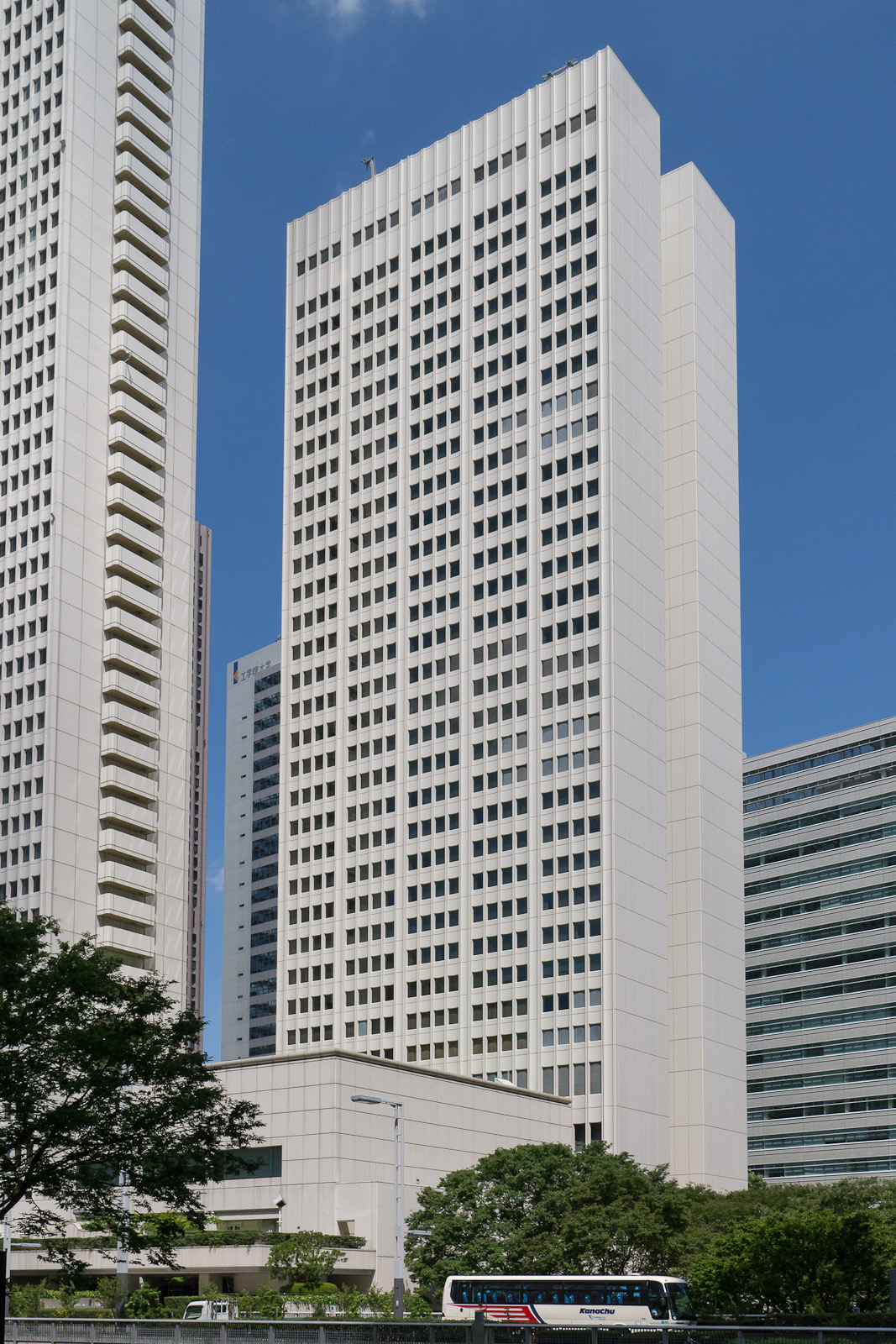
京王プラザホテル南館（1980年）
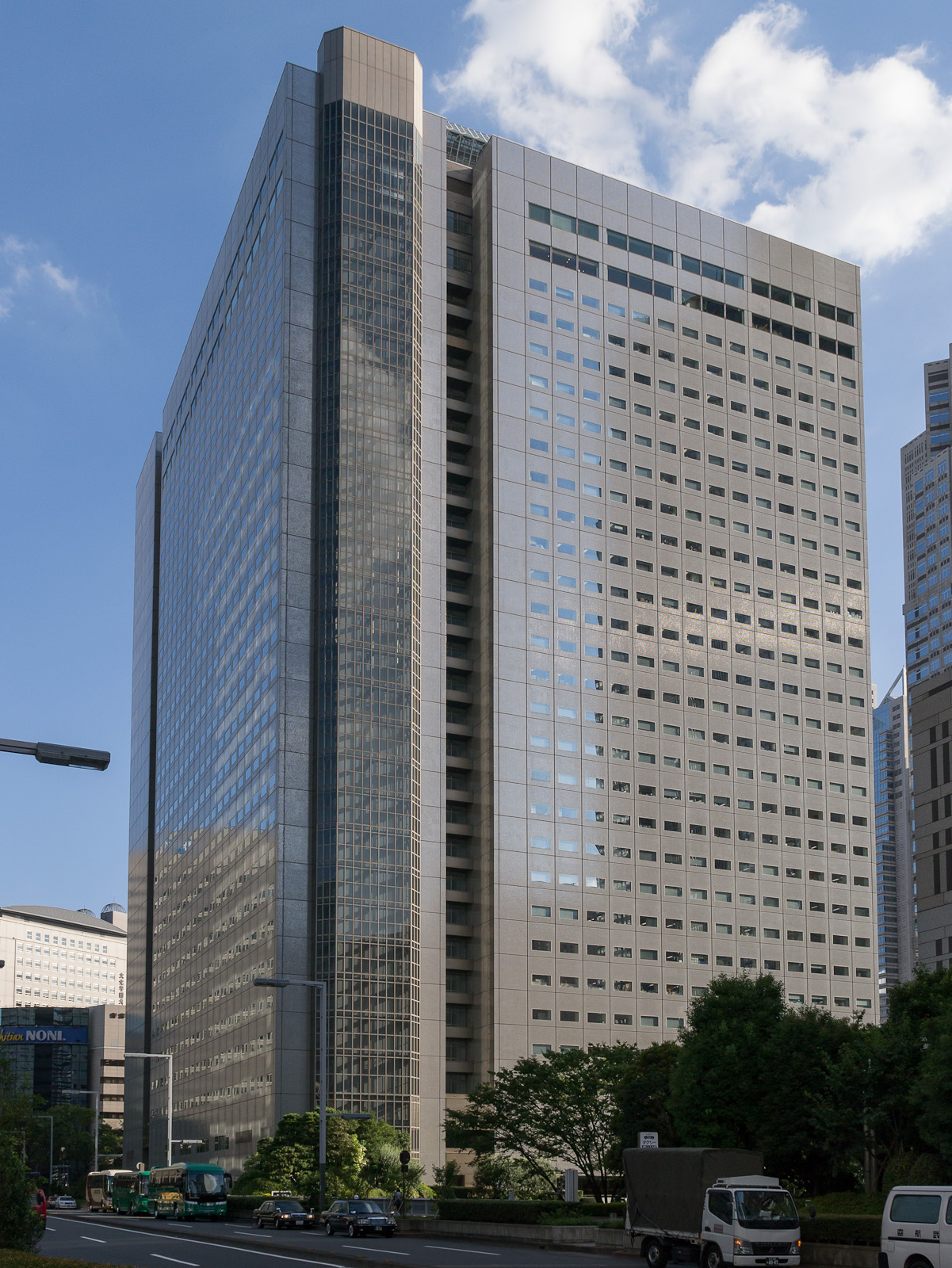
新宿NSビル（1982年）
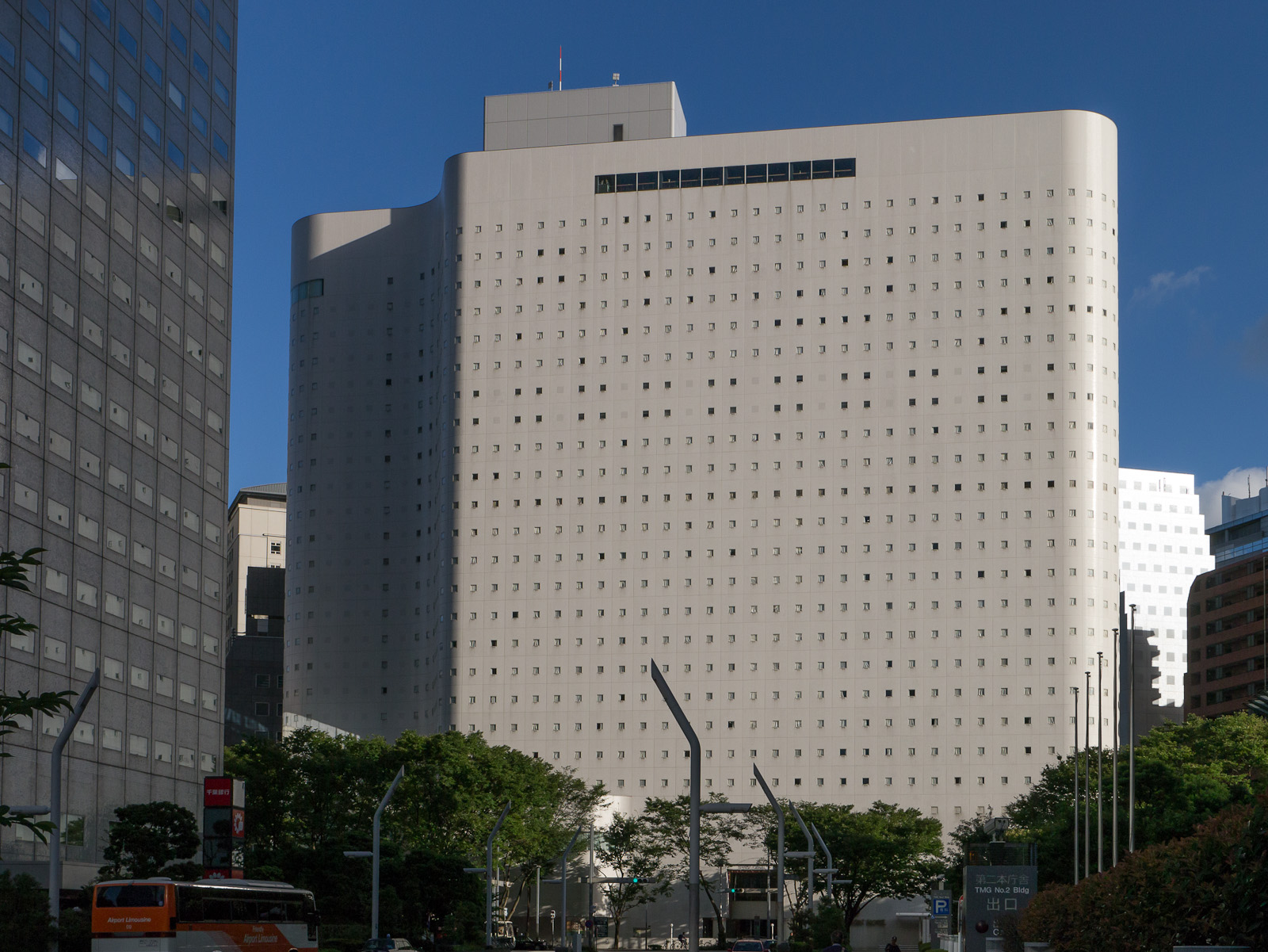
新宿ワシントンホテル（1983年）
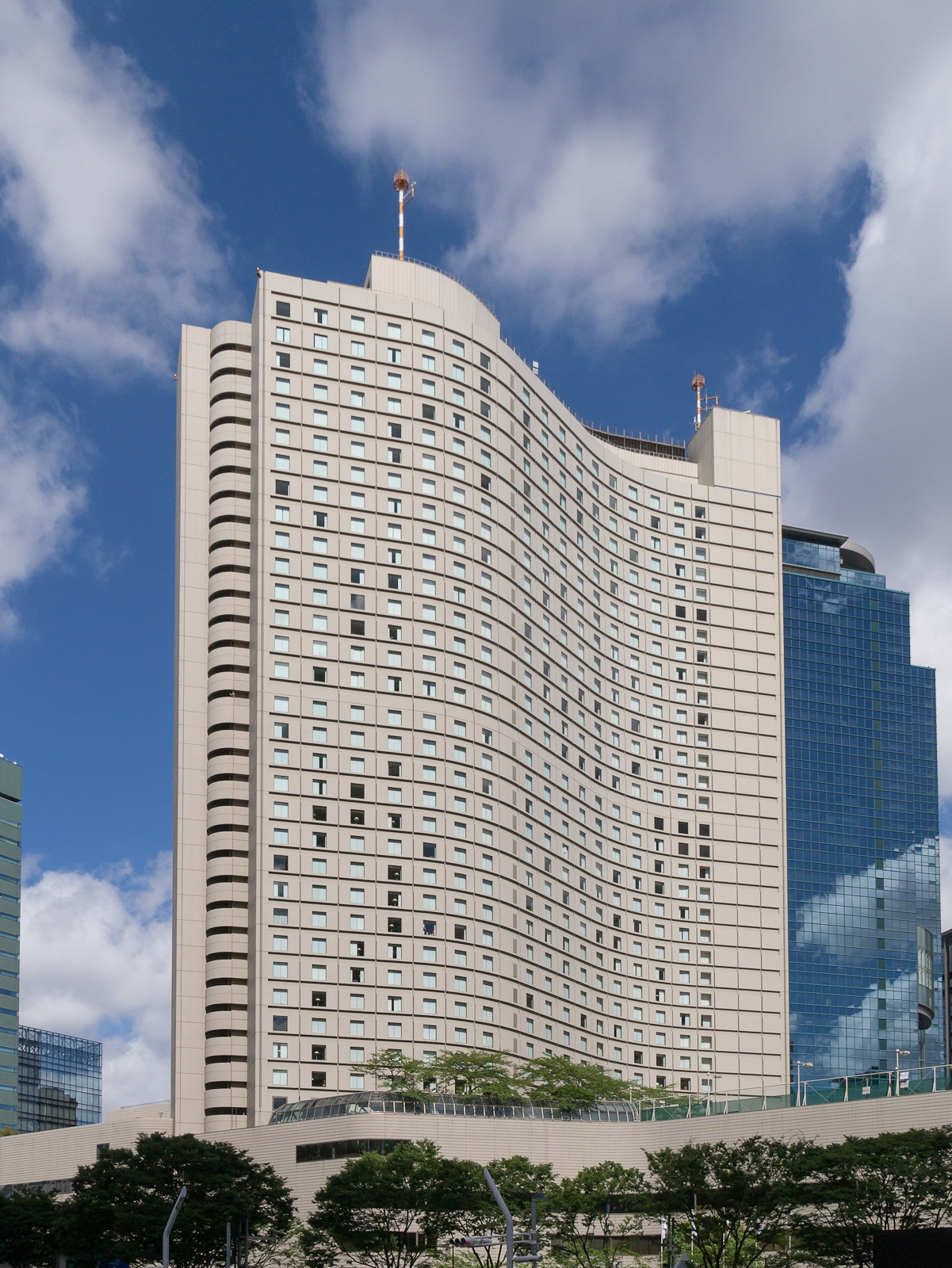
ヒルトン東京（新宿国際ビルデイング）（1985年）
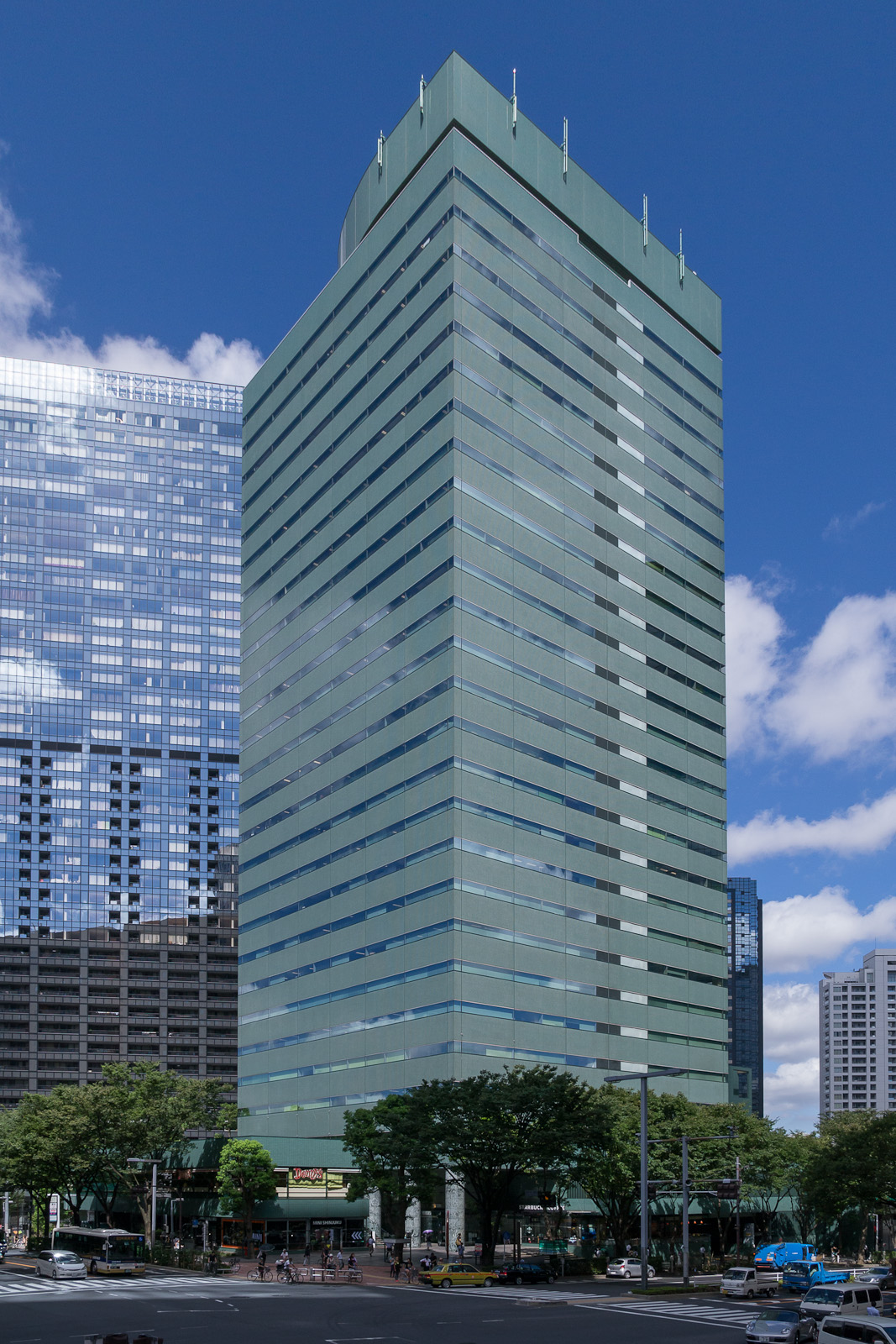
新宿グリーンタワー（1986年）
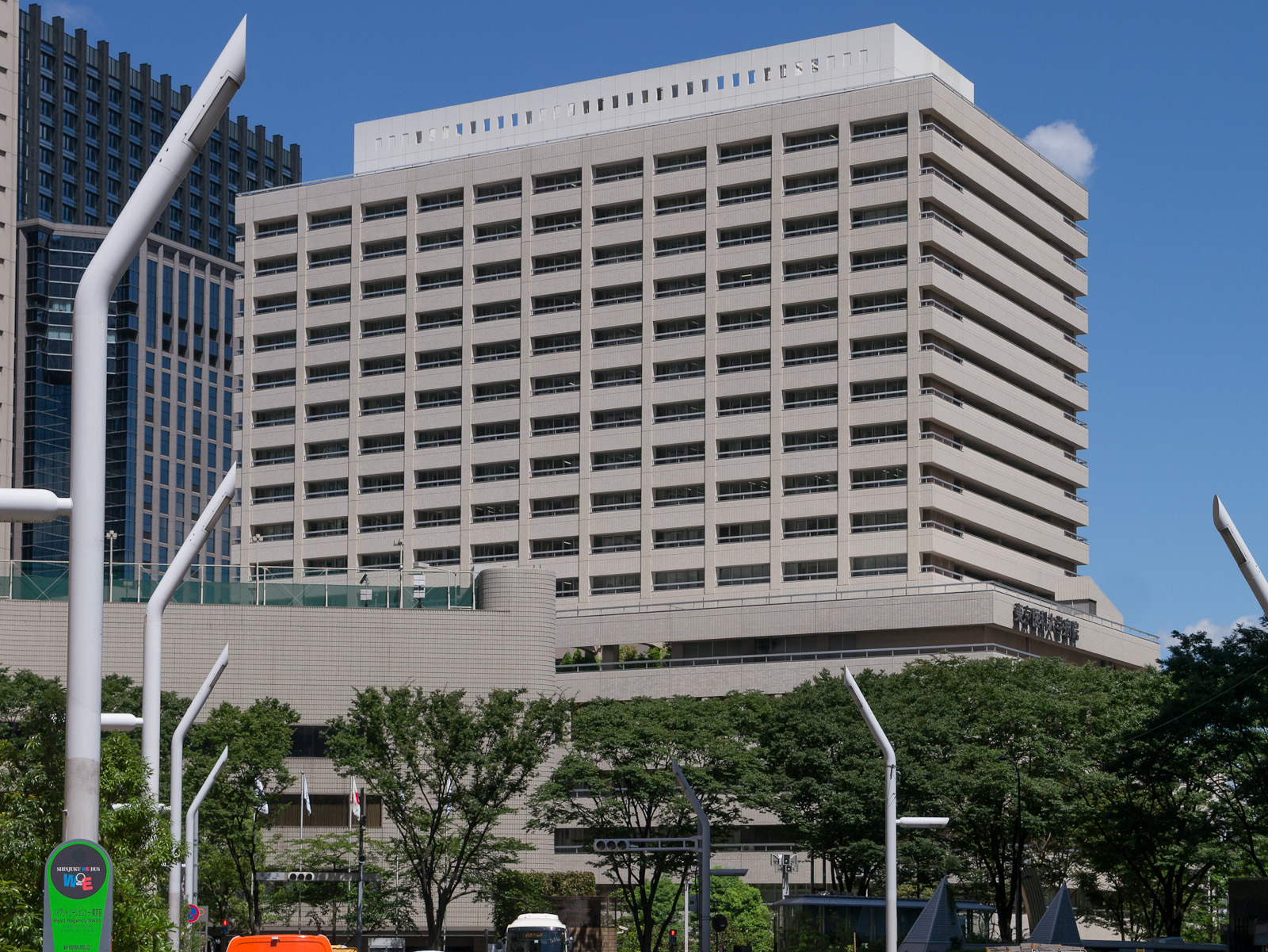
東京医科大学病院（1986年）
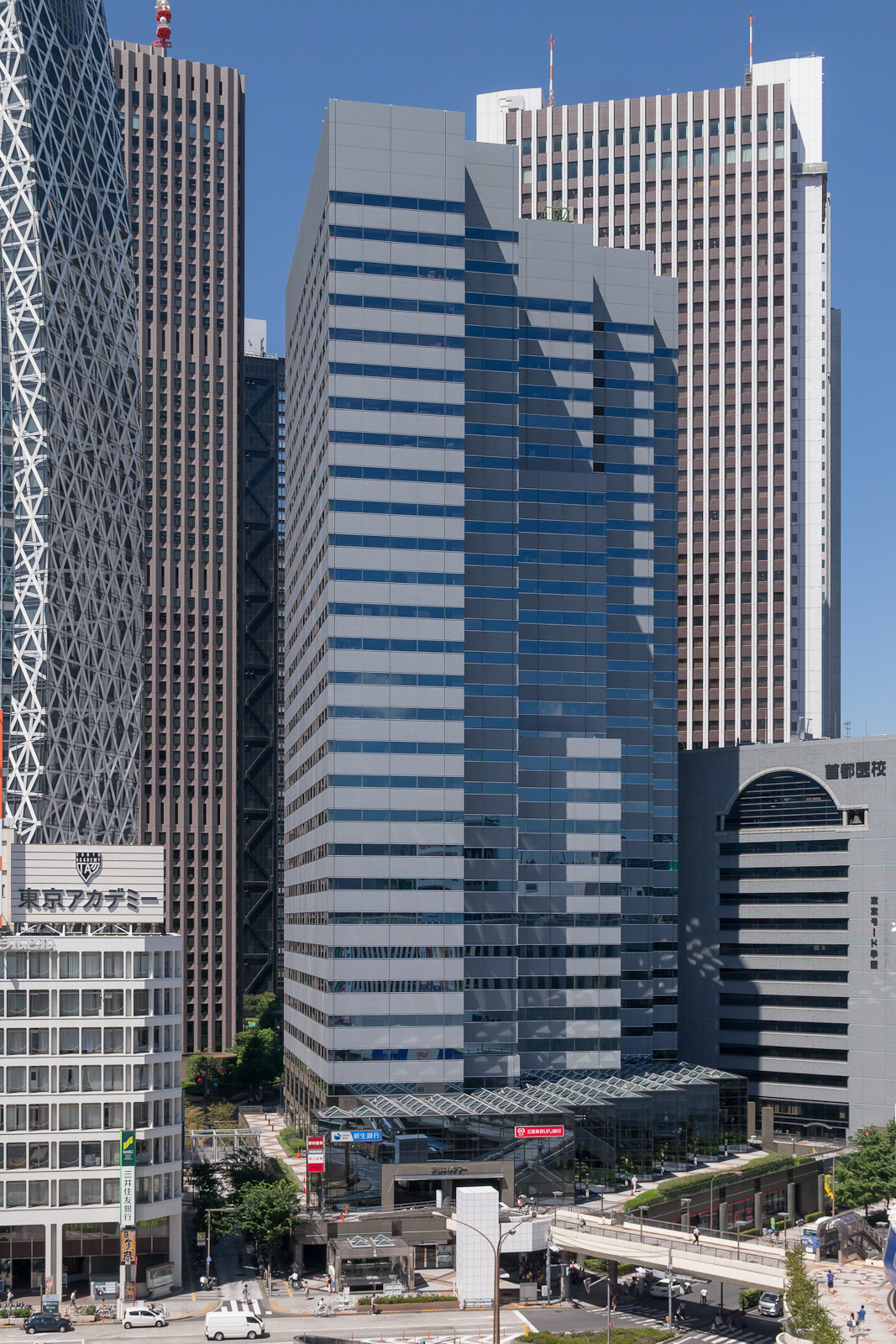
新宿エルタワー（1989年）

#### 1990年代に建設された超高層ビル

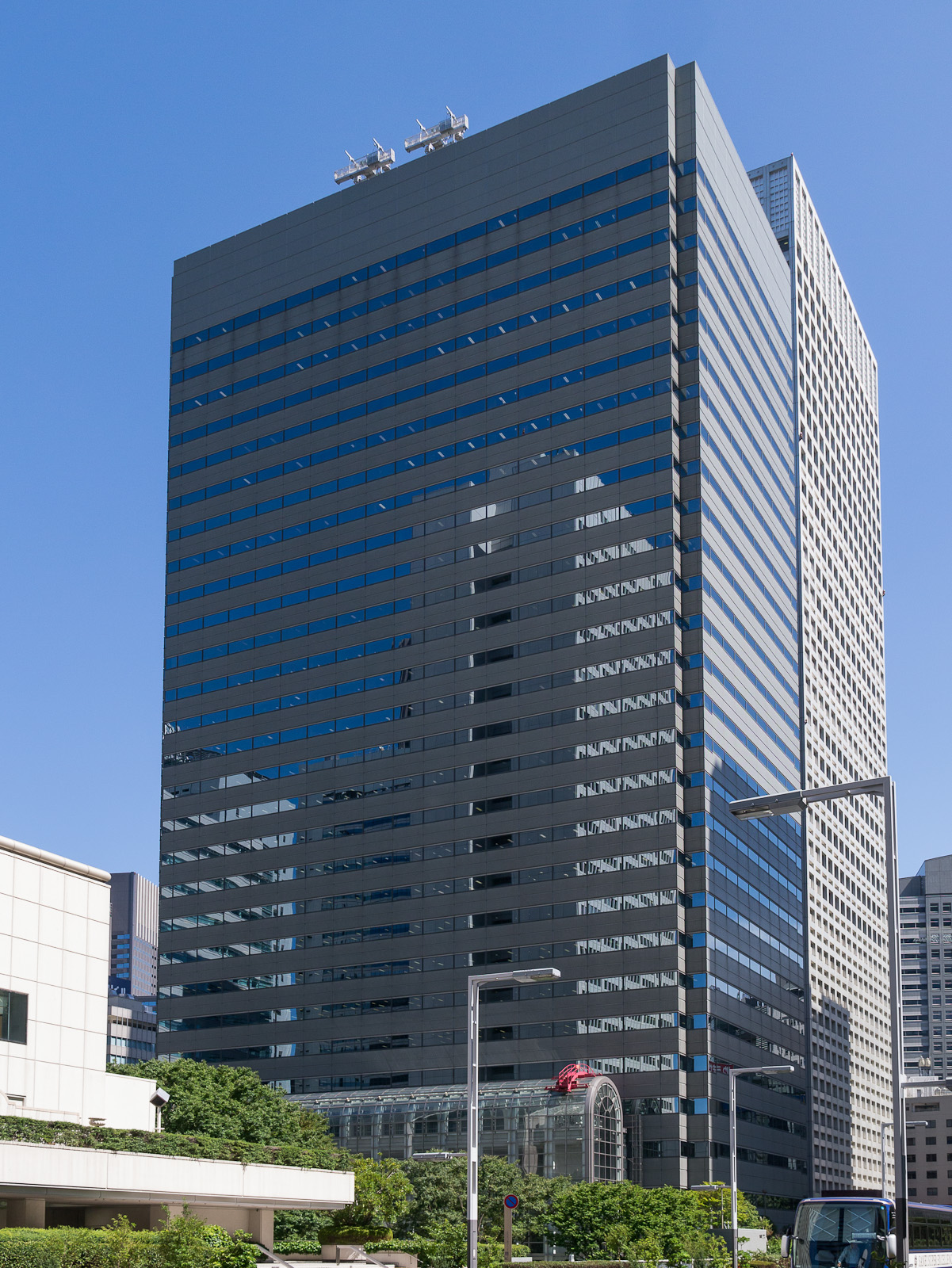
新宿モノリスビル（1990年）
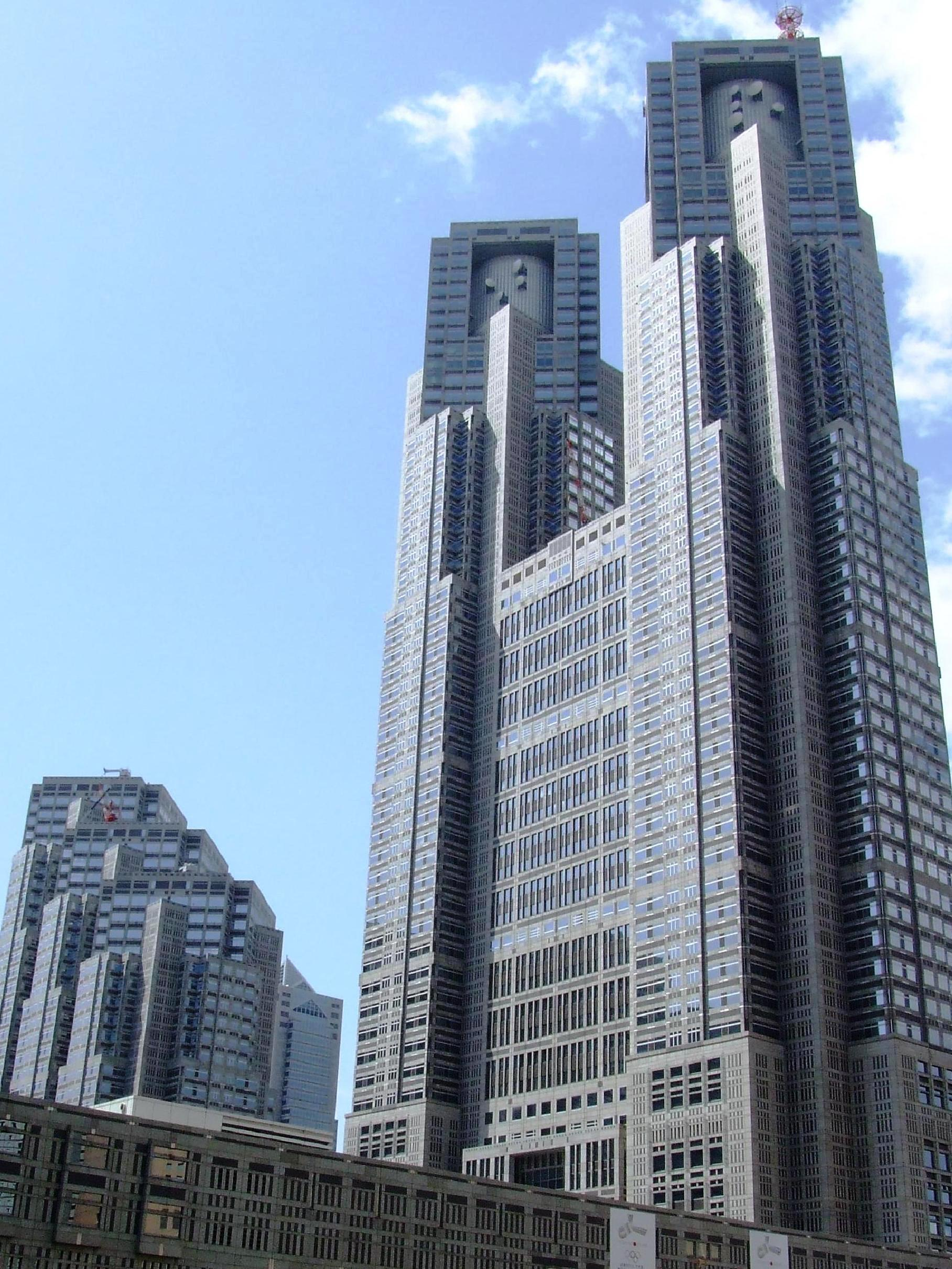
東京都庁舎（1990年）
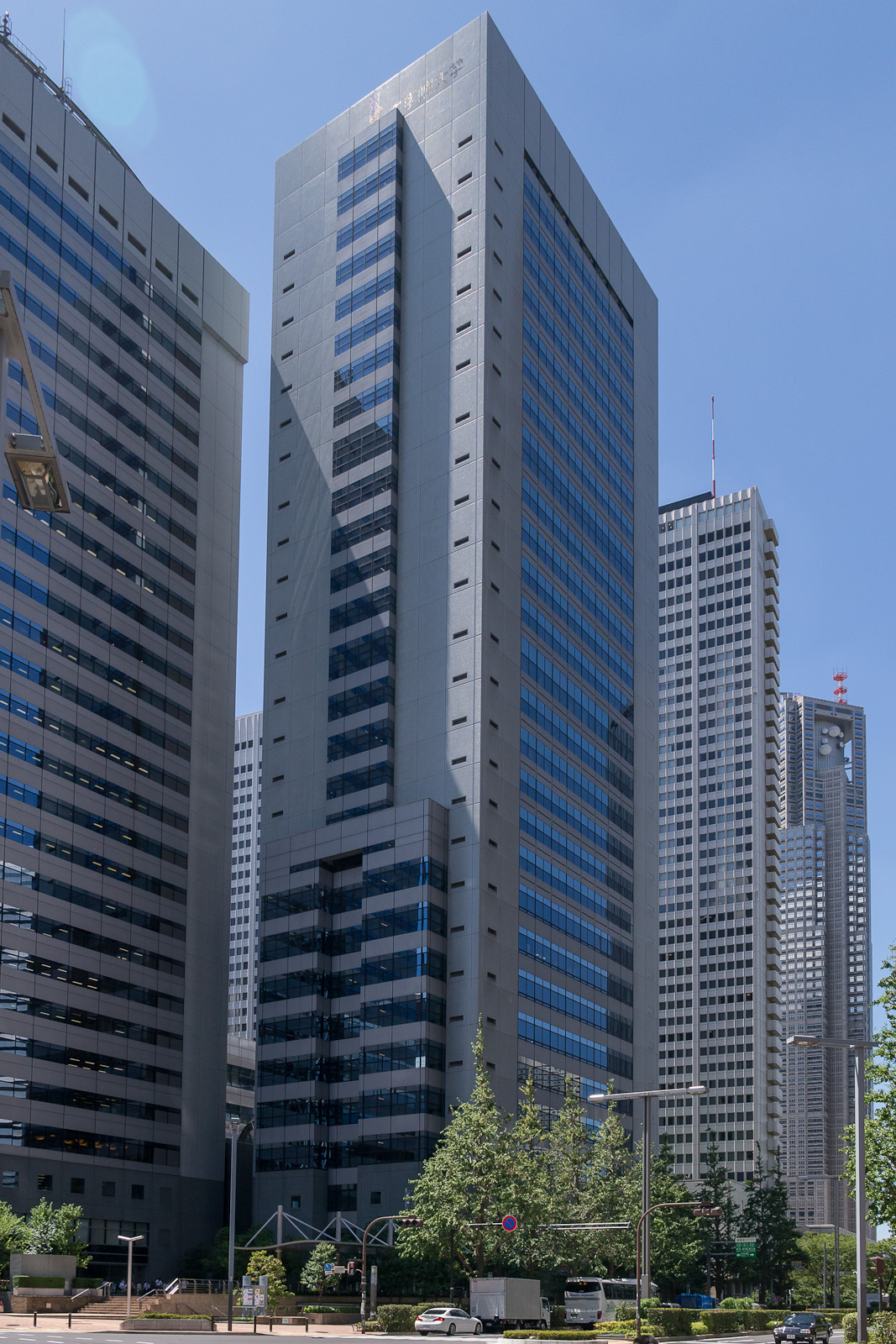
工学院大学（1992年）
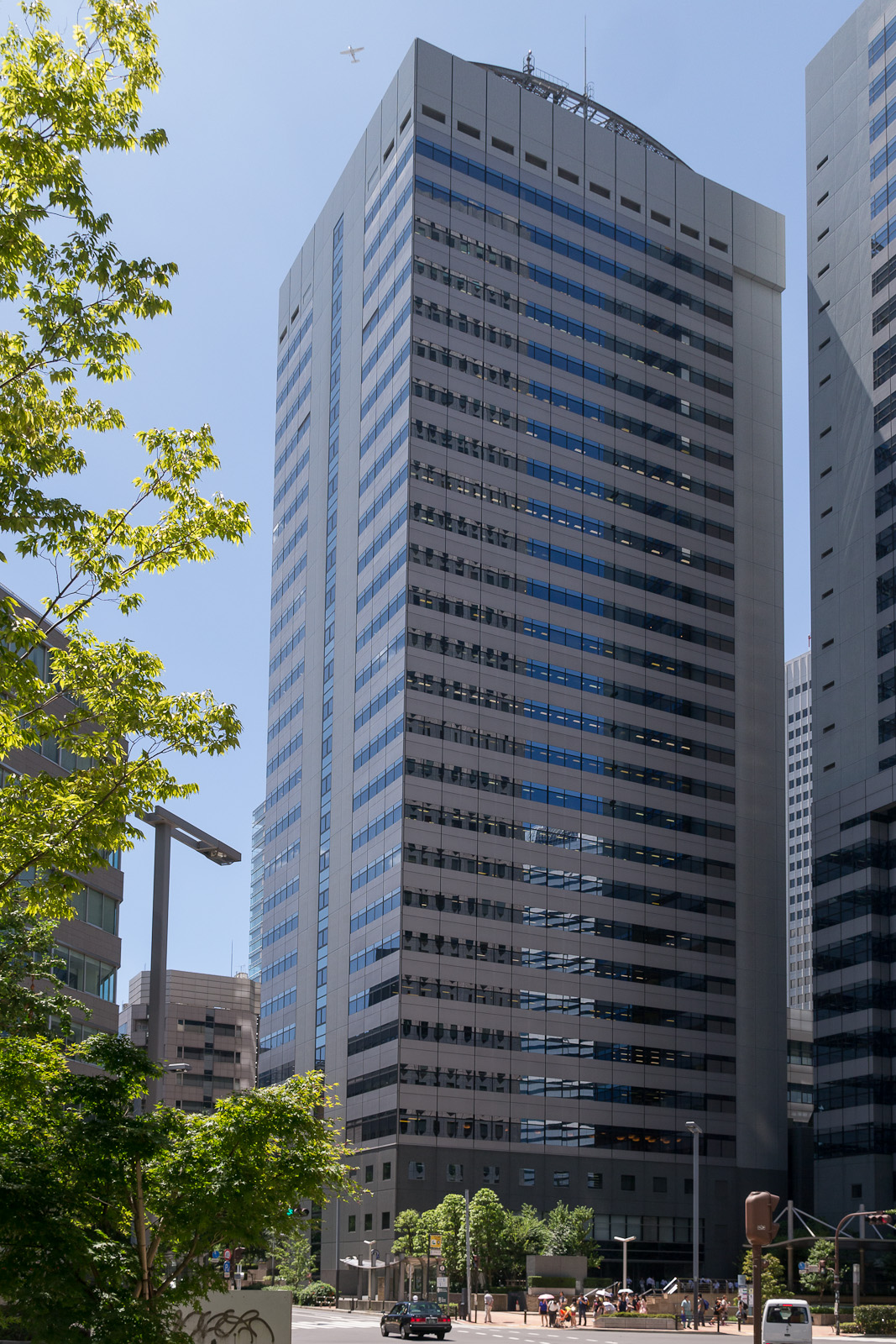
エステック情報ビル（1992年）
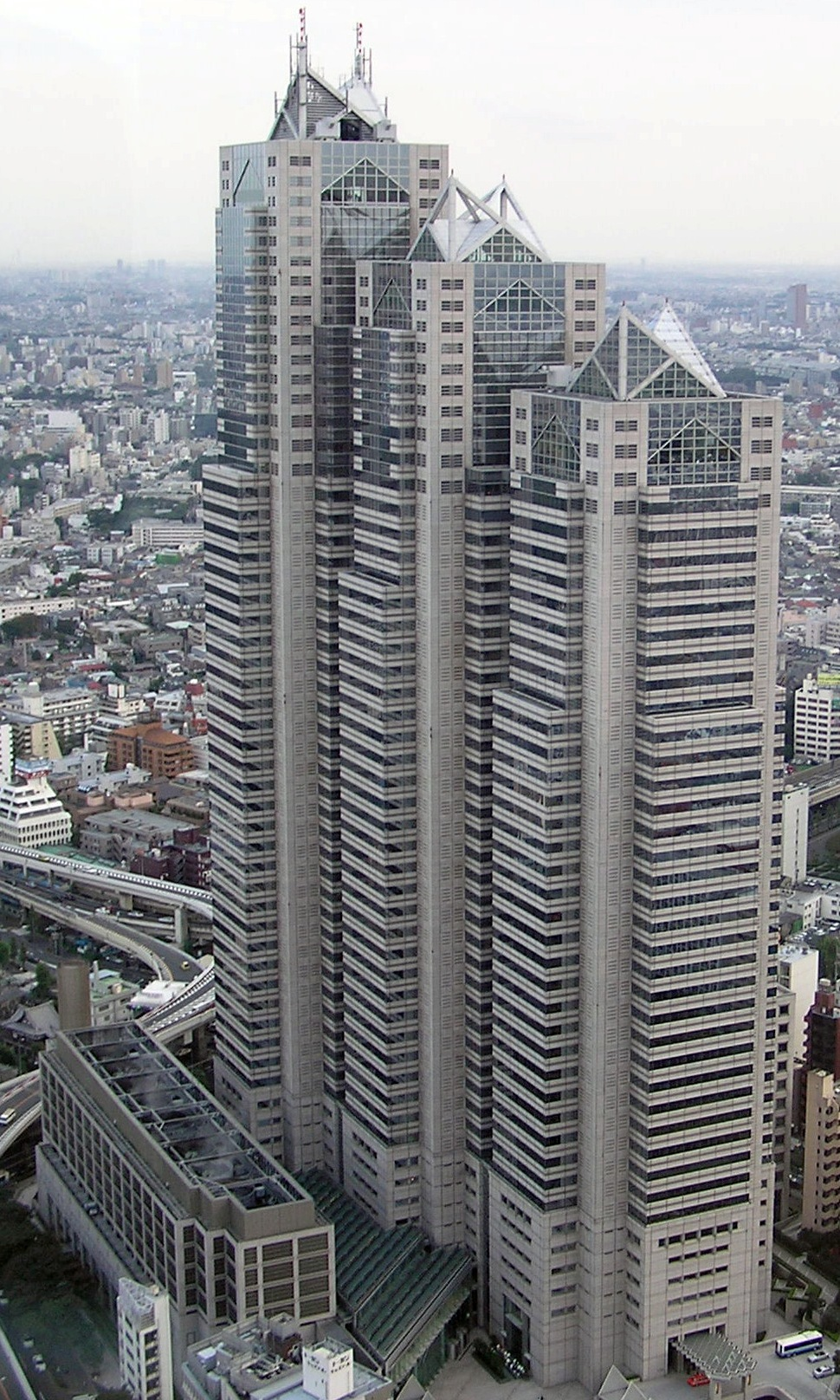
新宿パークタワー（1994年）
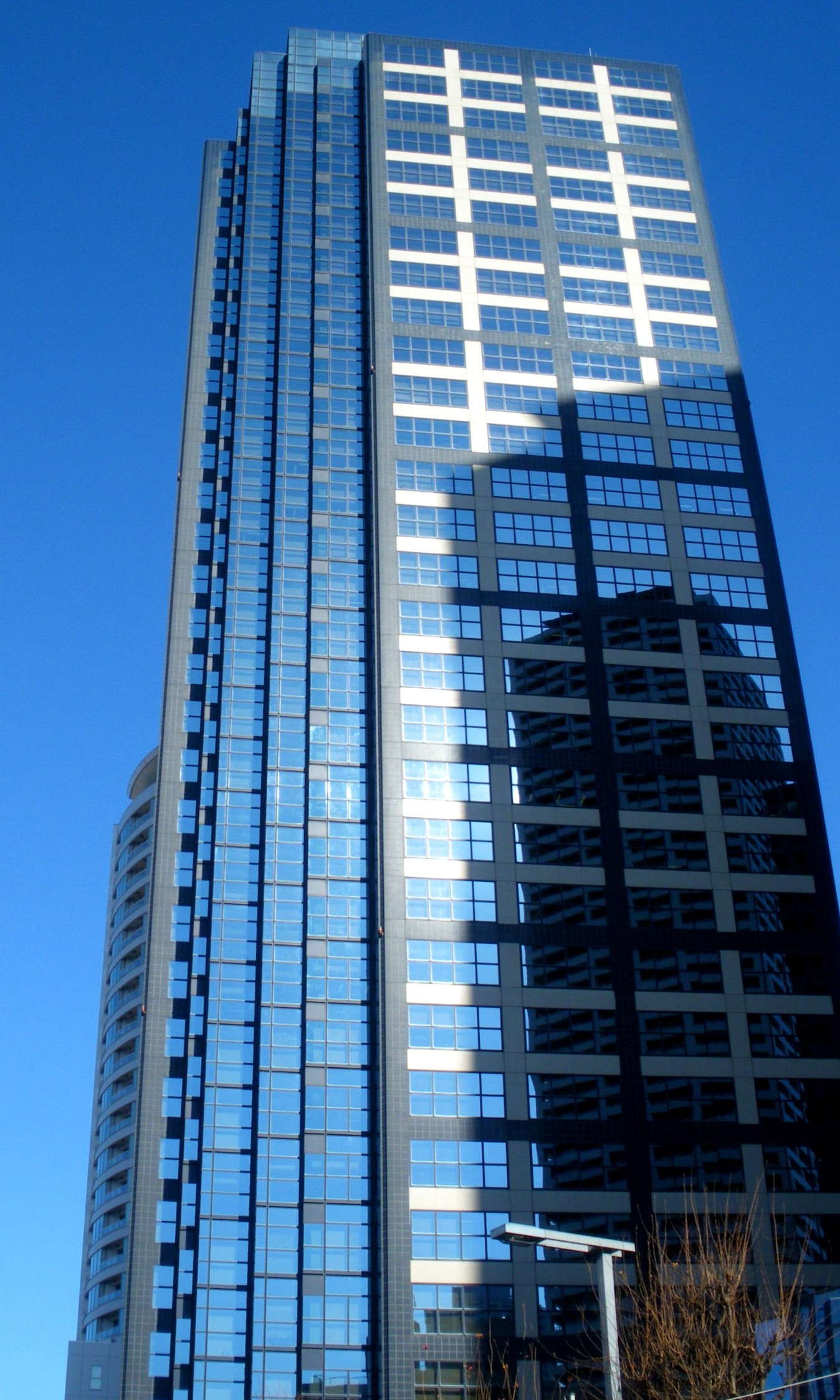
新宿スクエアタワー（1994年）
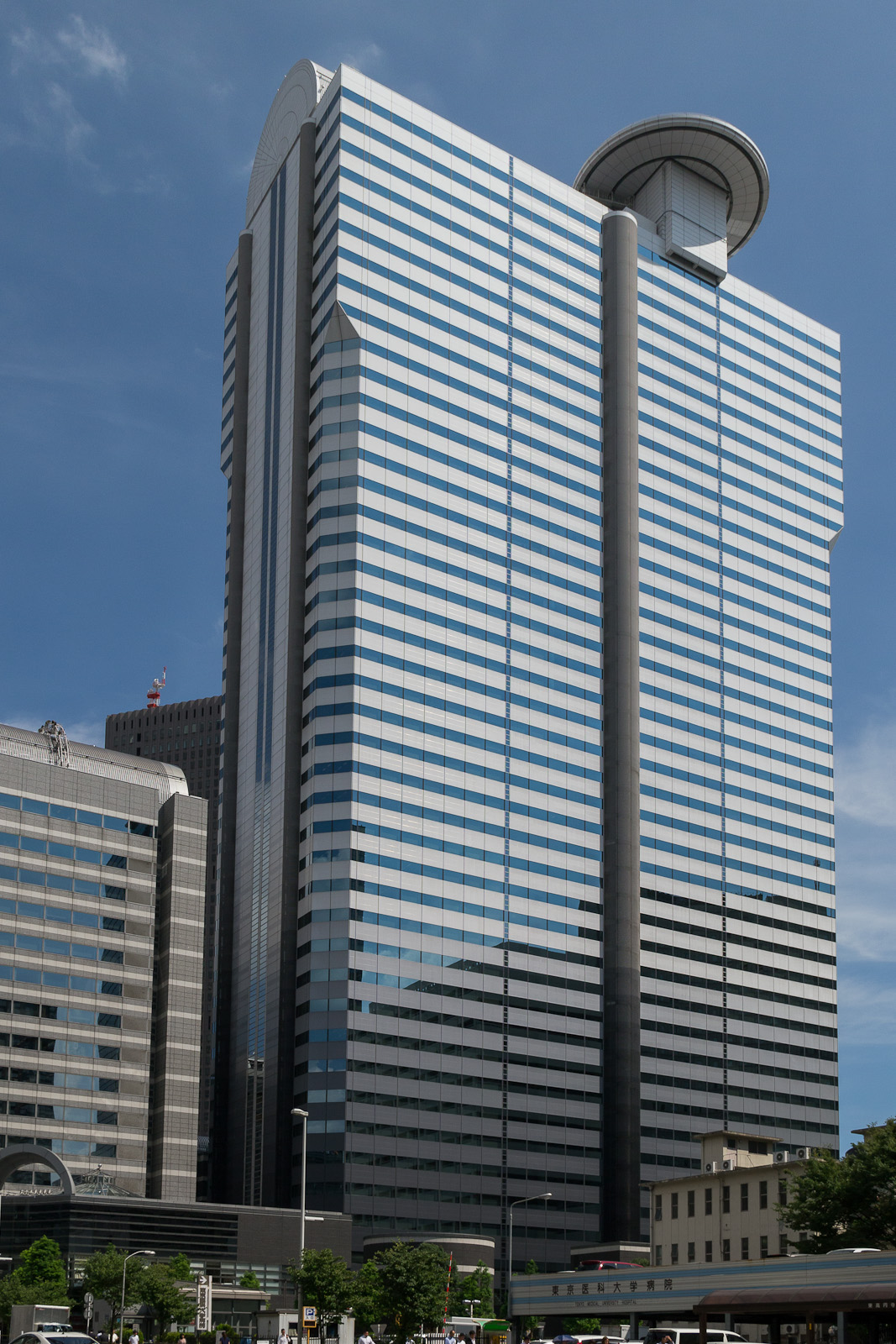
新宿アイランドタワー（1995年）
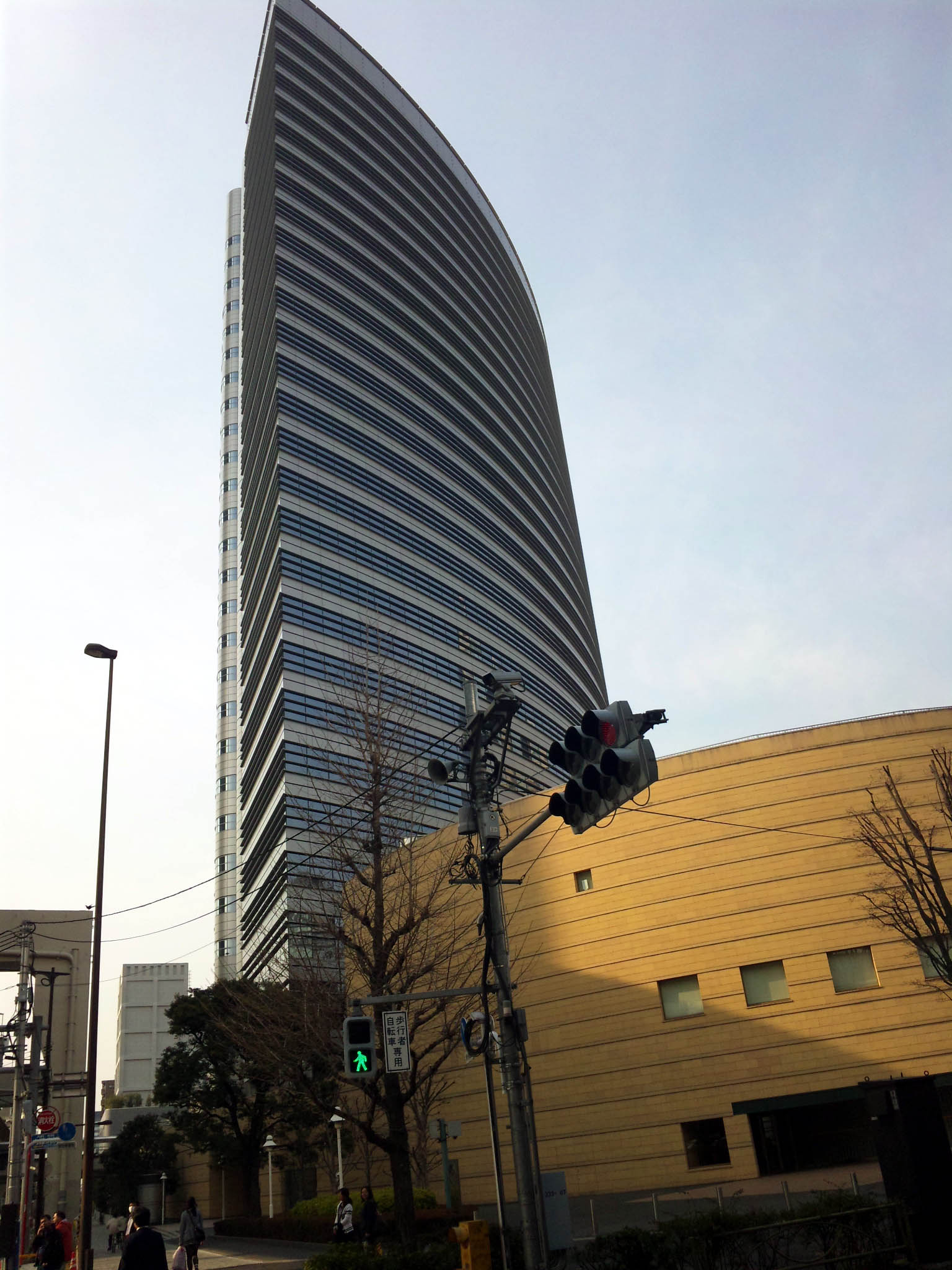
NTT東日本本社ビル（1995年）
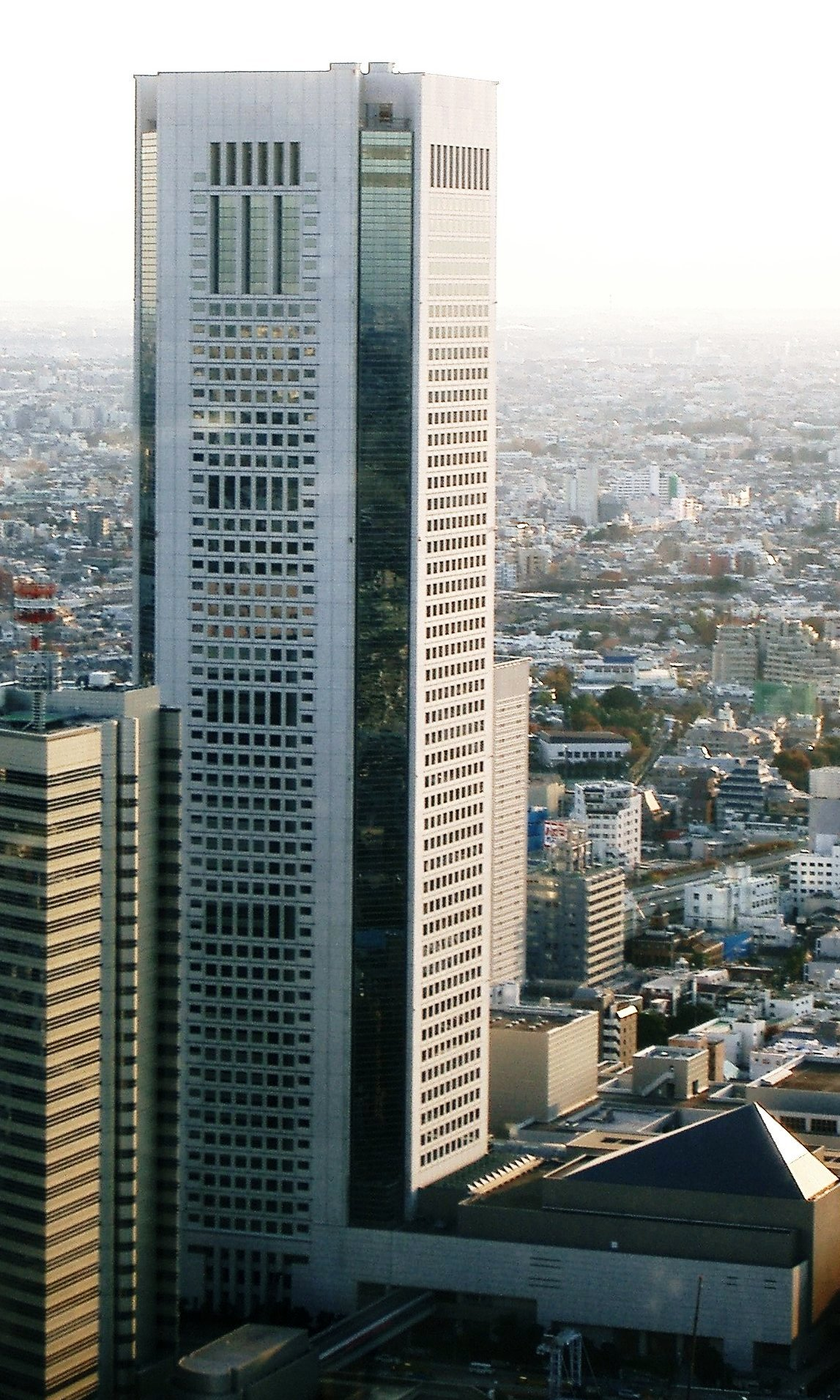
東京オペラシティ（1996年）
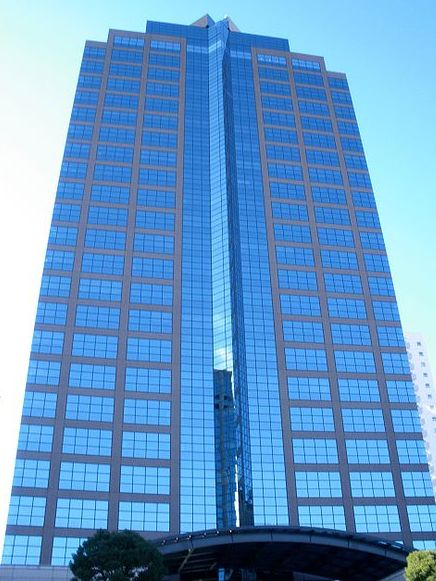
西新宿三井ビル（1999年）

#### 2000年代に建設された超高層ビル

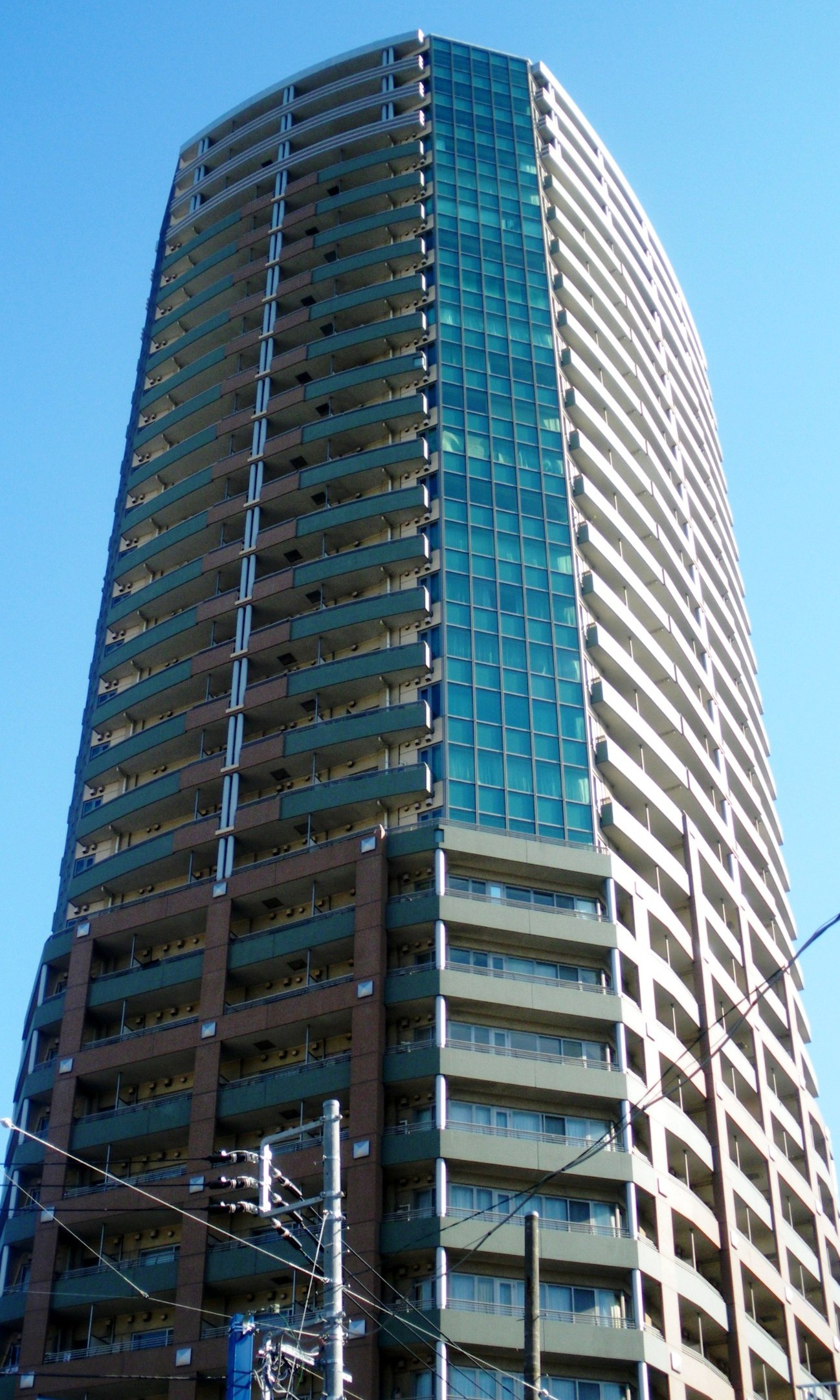
セントラルレジデンス新宿シティタワー（2001年）
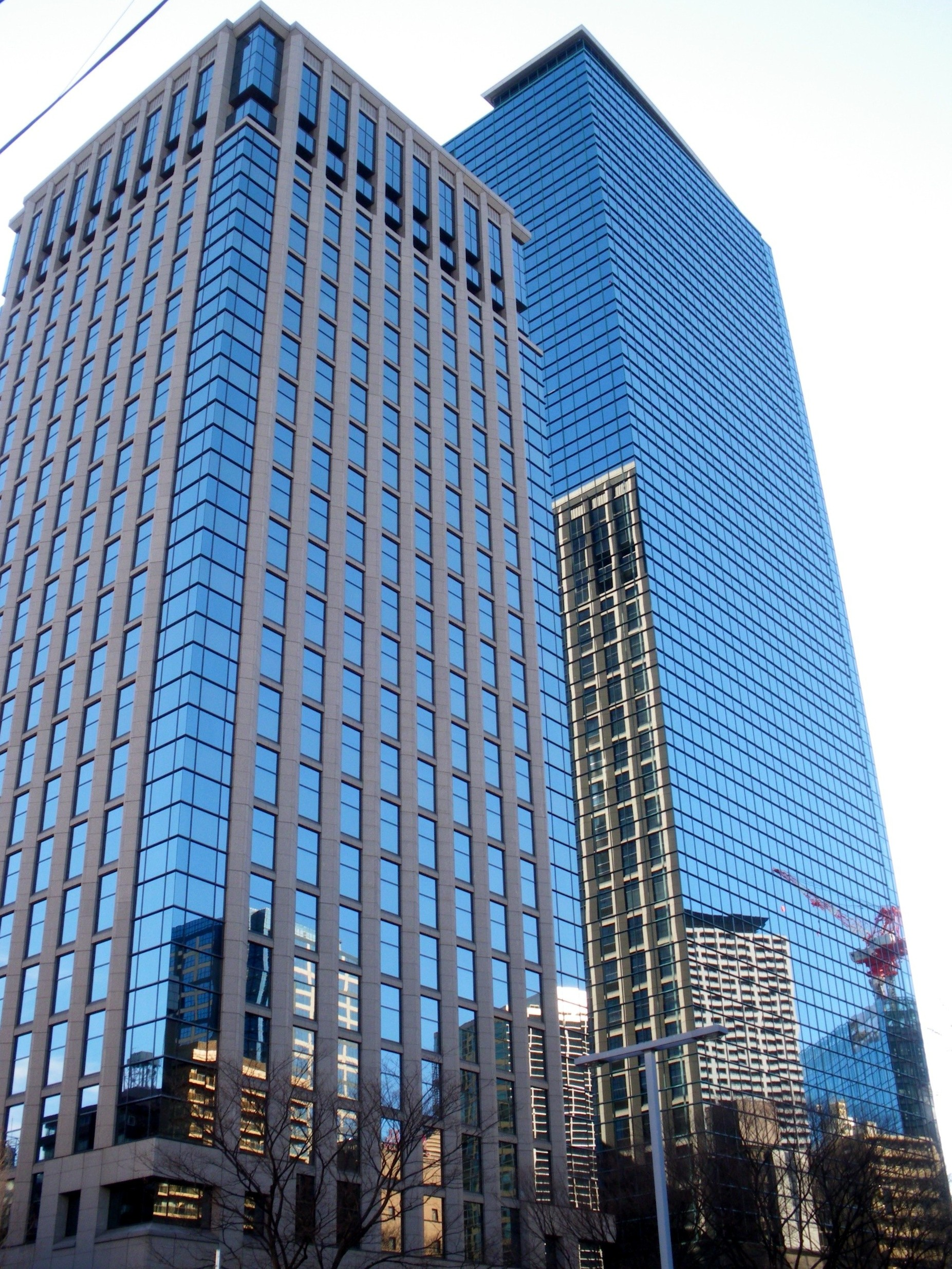
新宿オークシティ（日土地西新宿ビル：2002年、新宿オークタワー：2003年）
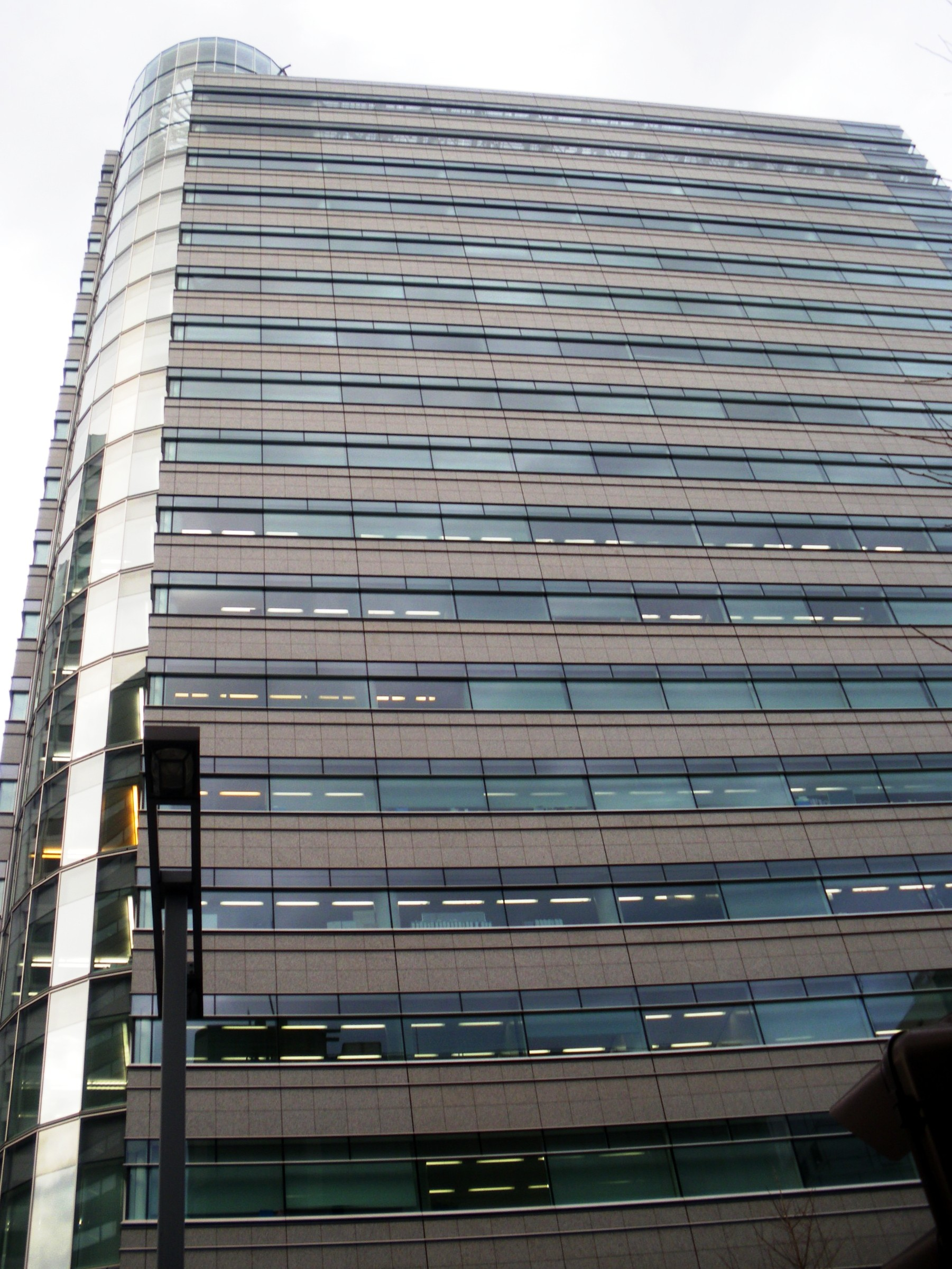
新宿ファーストウエスト（2003年）
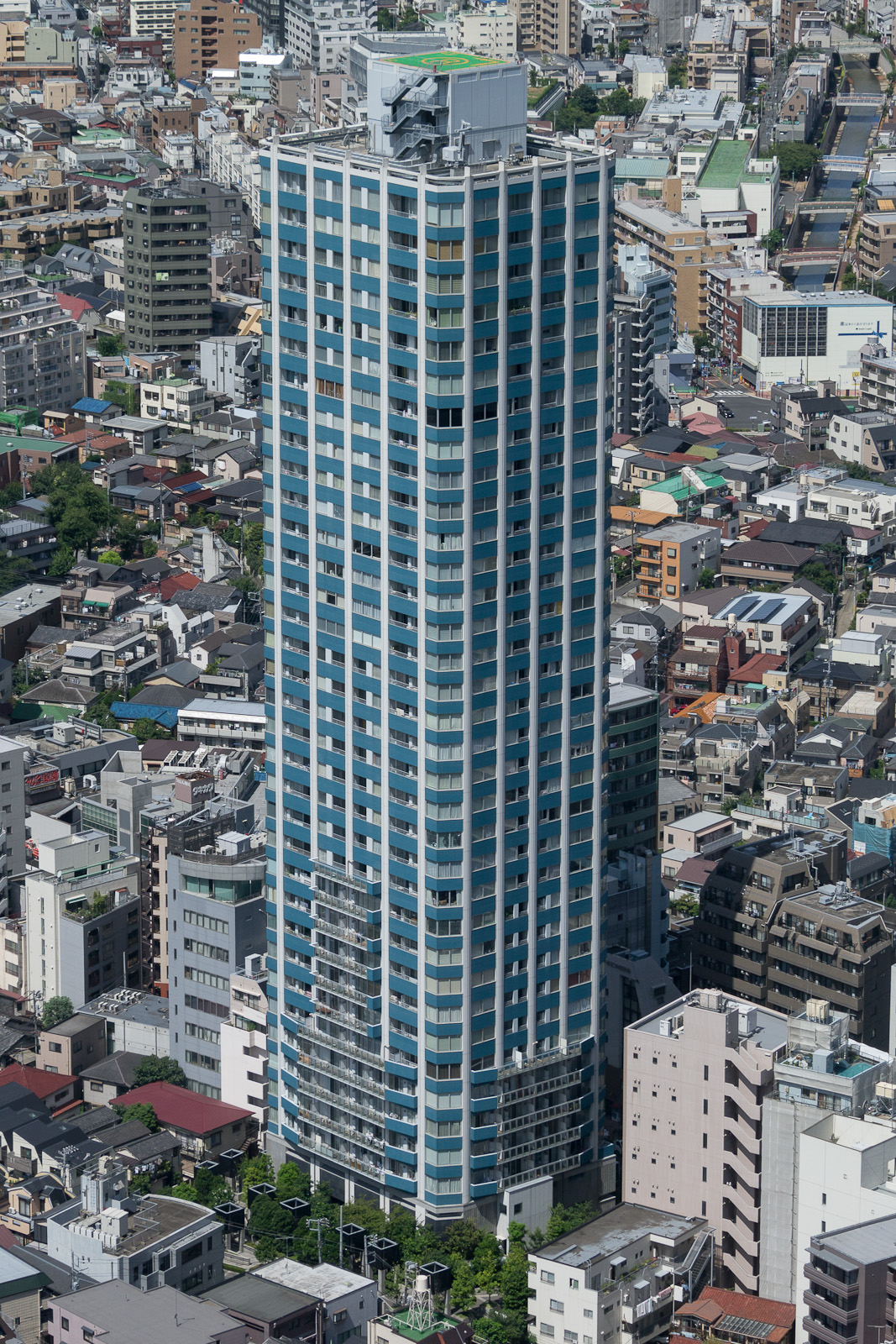
シティタワー新宿新都心（2005年）
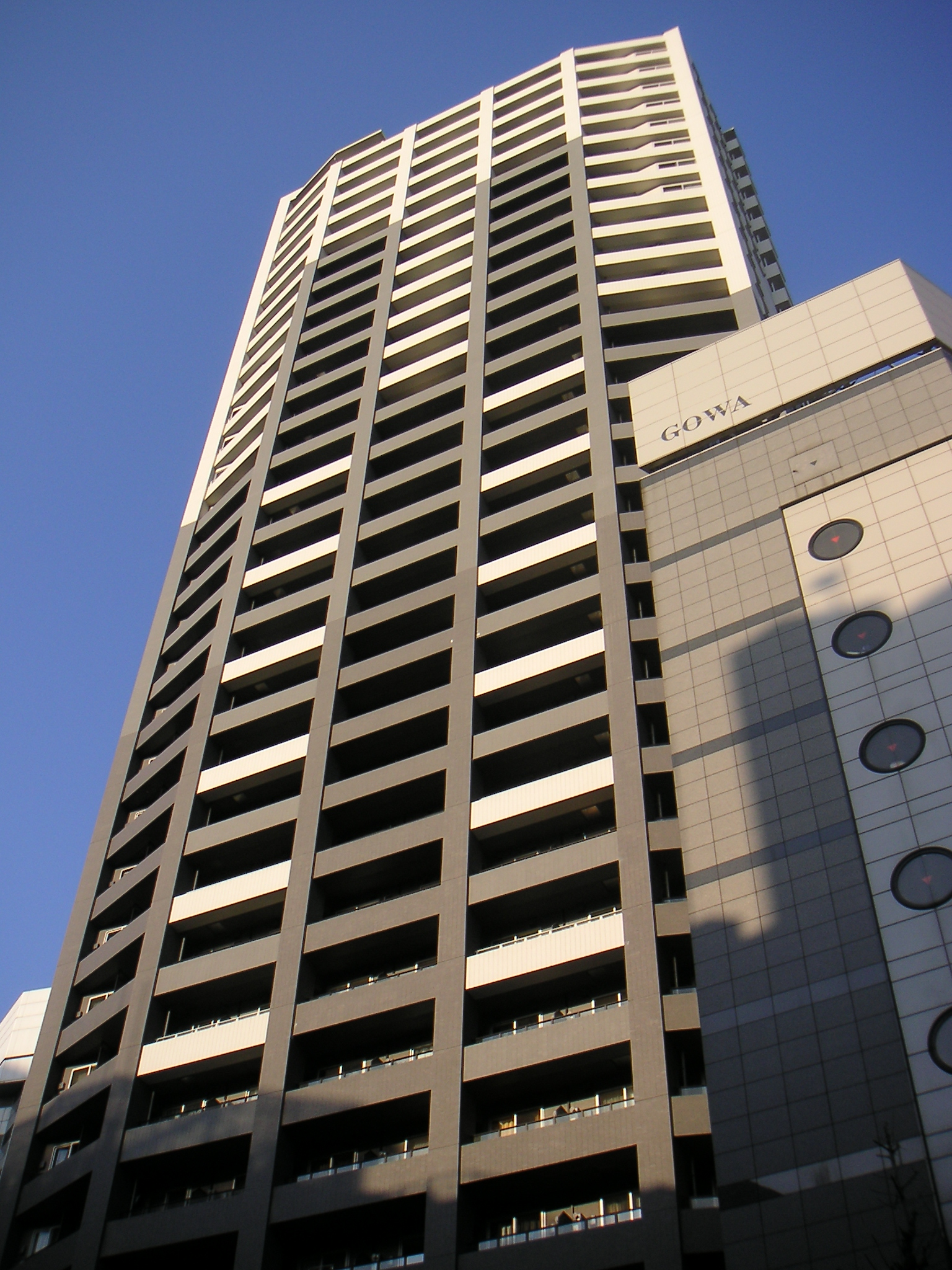
プロスペクト・アクス・ザ・タワー新宿（2006年）
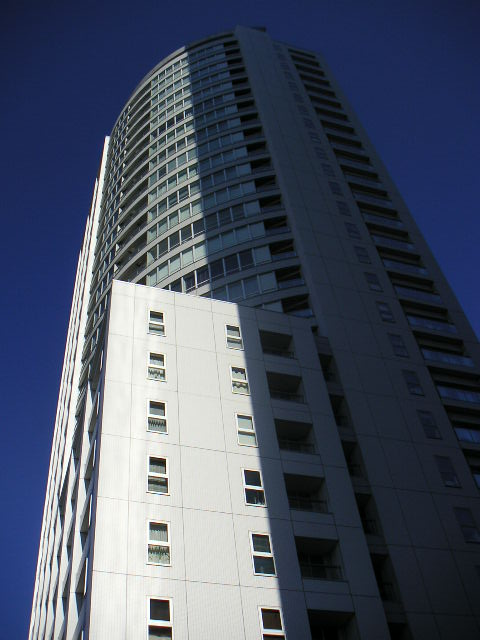
N.Y.T.アトラスタワー西新宿（2006年）
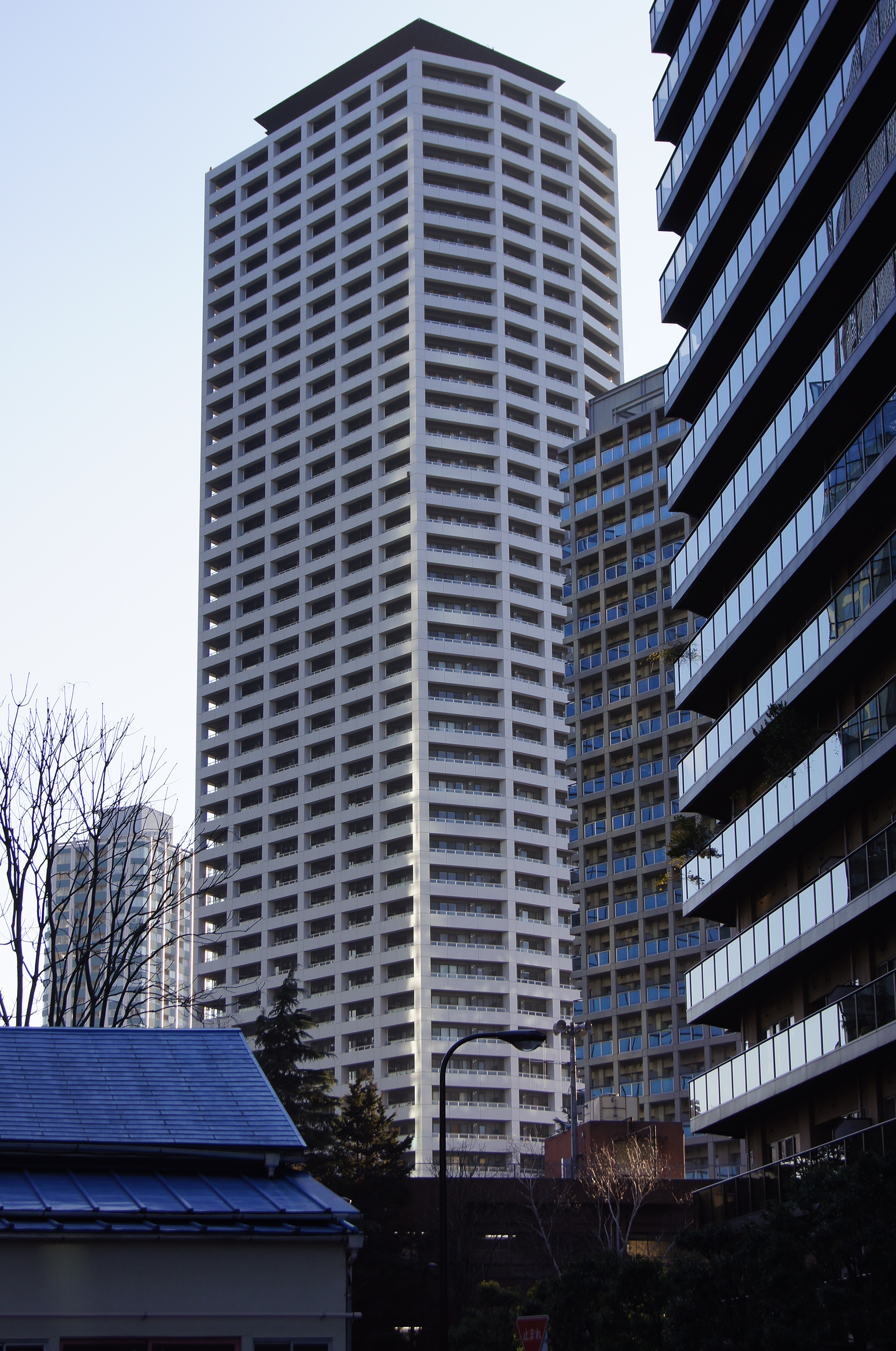
コンシェリア西新宿 TOWER'S WEST（2008年）
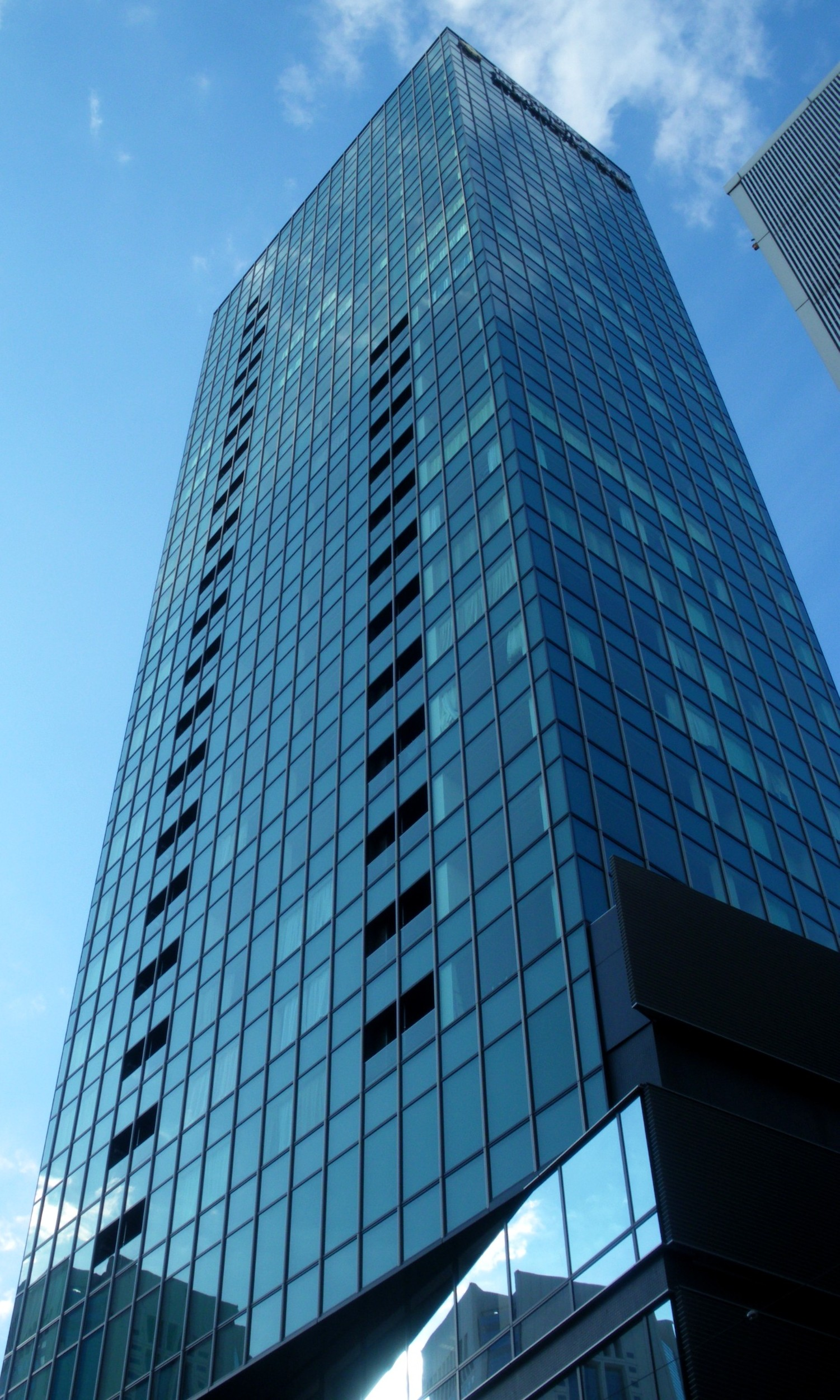
住友不動産西新宿ビル5号館（プラティーヌ新宿新都心）（2008年）
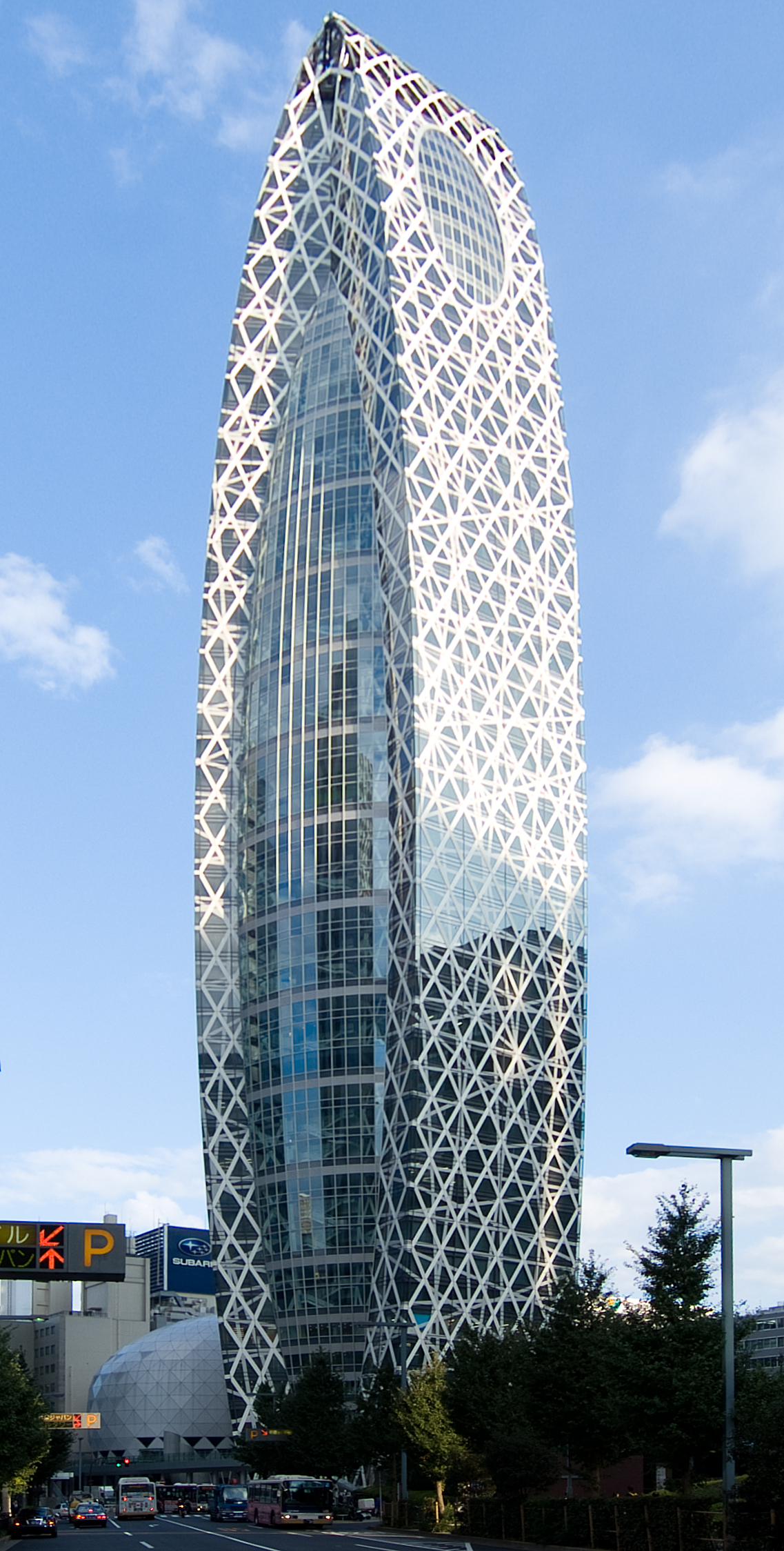
モード学園コクーンタワー（2008年）
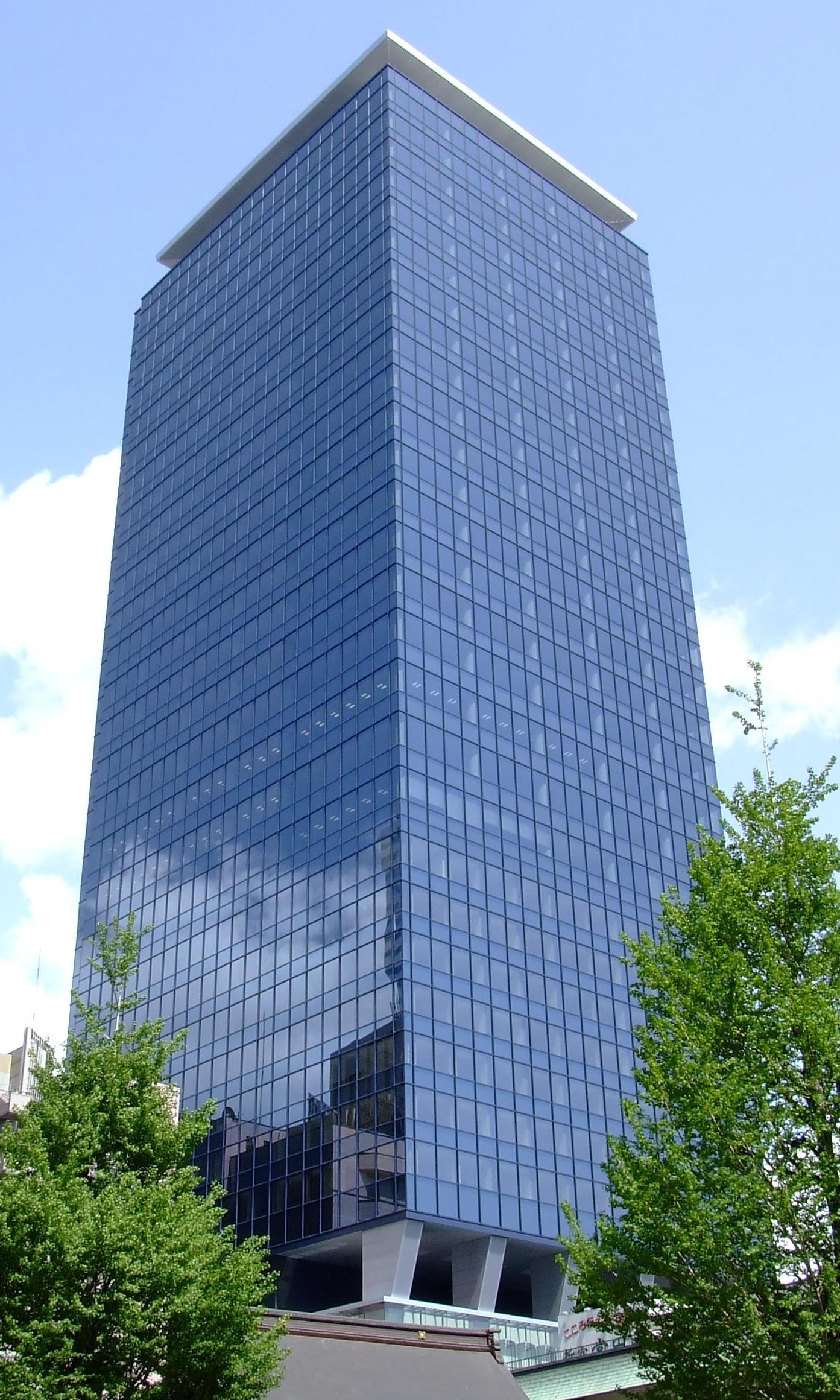
住友不動産西新宿ビル（プラティーヌ西新宿）（2009年）

#### 2010年代に建設された超高層ビル

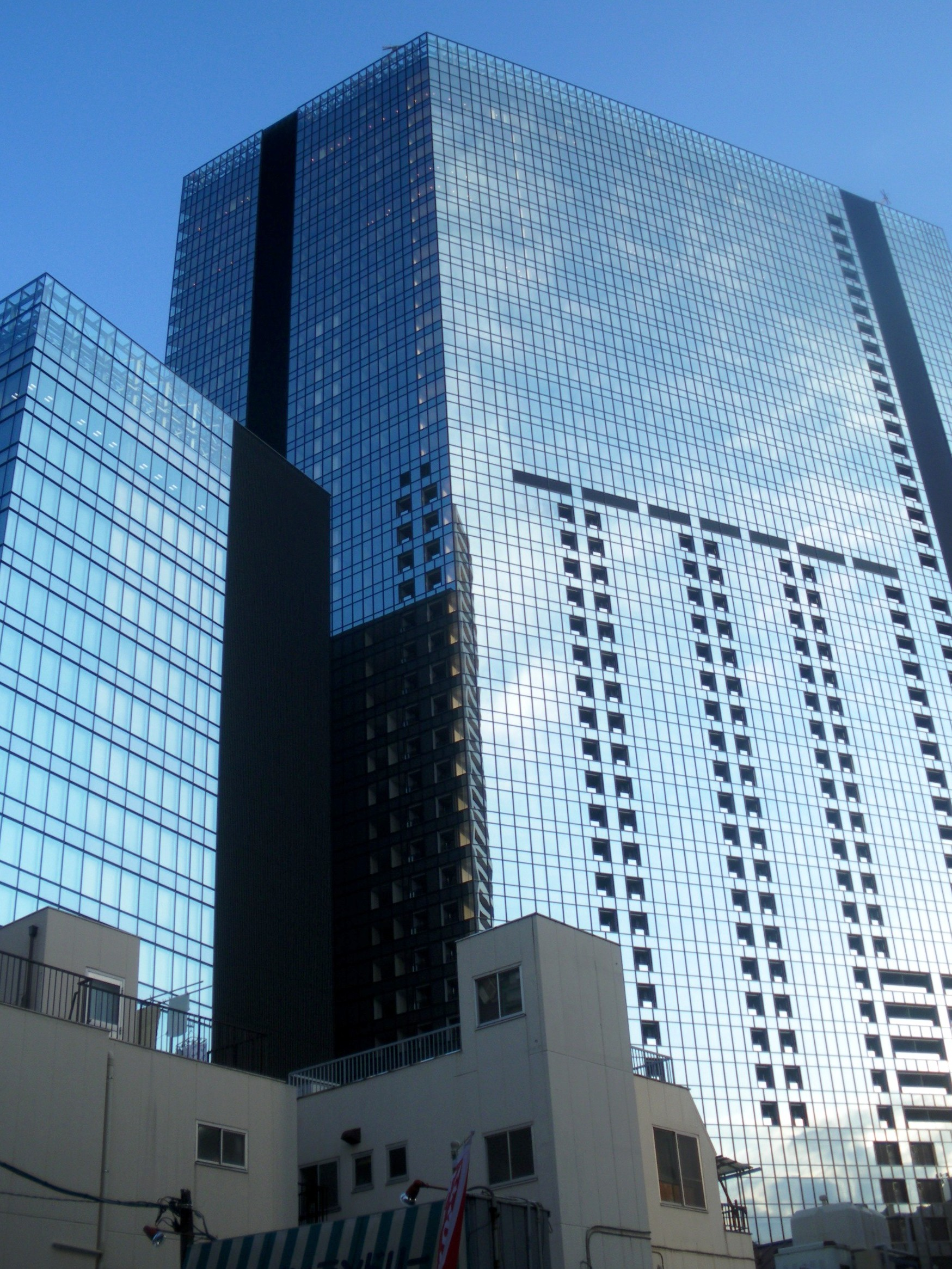
新宿セントラルパークシティ(セントラルパークタワー・ラ・トゥール新宿)（2010年）
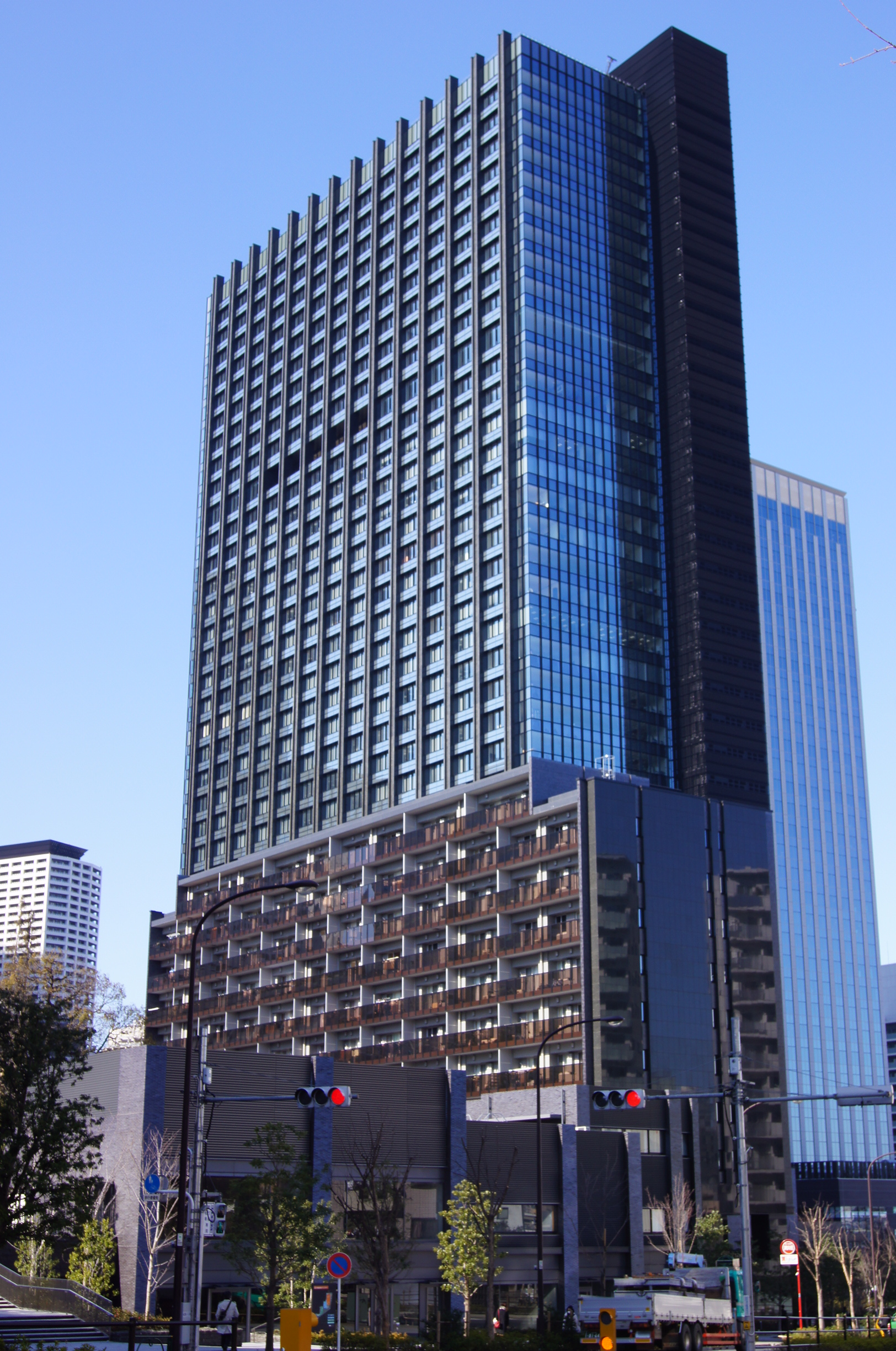
住友不動産新宿グランドタワー（2011年）
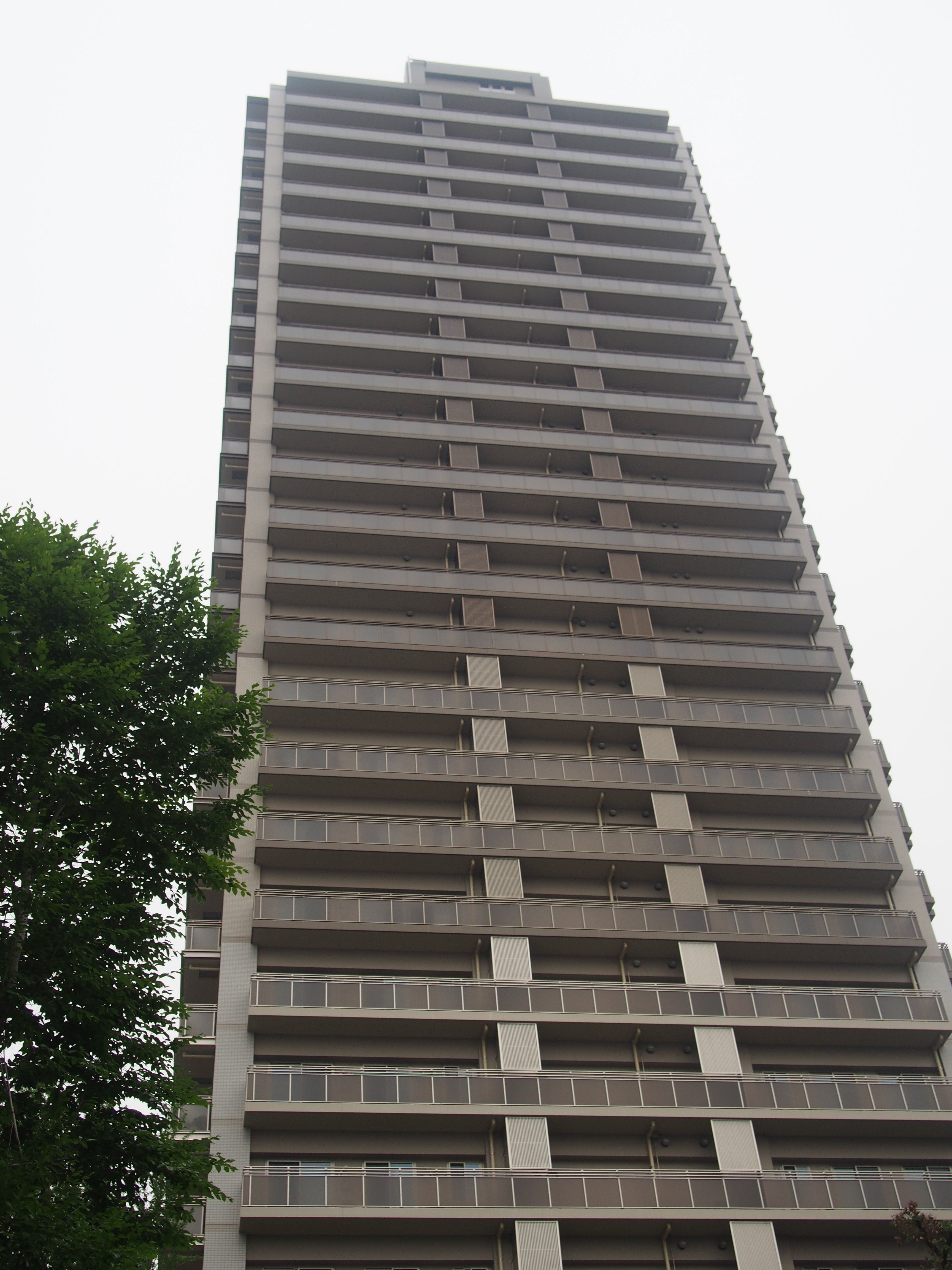
パークタワー西新宿エムズポート（2014年）

### その他
- 西新宿四丁目付近の住宅街
- 思い出横丁
- 柏木公園

## 西新宿出身の有名人
- 江原素六（政治家）
- 玉袋筋太郎（お笑い芸人） - 東京医科大学病院にて出生。
- せがわきり（タレント）

## 西新宿を舞台とした作品
『デジモンテイマーズ』
主人公は西新宿の淀橋小学校に通っているという設定で、アニメ中に都庁や都営角筈団地が登場。
『角筈にて』
浅田次郎の短編。集英社文庫『鉄道員（ぽっぽや）』に収録。テレビ東京がドラマ化し（主演：西田敏行）、1999年11月4日に放映。
『日本沈没』
一色登希彦による漫画では、「第二次関東大震災」の火災旋風による災害が西新宿で発生している。この災害は漫画の中で「西新宿の惨劇」と呼ばれている。
『ゴジラ（1984年）』
晴海ふ頭から上陸したゴジラが銀座を経由し、最終的に西新宿に到達する。その後、政府が開発した首都防衛要塞スーパーXと激突する。
『ゴジラvsキングギドラ』
ゴジラとメカキングギドラの最終決戦の舞台になる。戦いの最中、都庁や京王プラザホテルが崩壊する。
『モスラ3 キングギドラ来襲』
キングギドラが上空から襲撃し、引力光線と翼の衝撃波で壊滅させる。
『ゴジラ2000 ミレニアム』
ゴジラと宇宙怪獣オルガの戦いの舞台になり、新宿パークタワー、NTT本社、東京オペラシティなどが崩壊する。
『ねらわれた学園』
大林宣彦による映画版では、由香（薬師丸ひろ子）たちの通う高校が都庁（当時は空き地）の場所に建っているという設定。工学院大学の旧キャンパスなど、周辺でロケが行われた。
『聖戦士ダンバイン』
16話東京上空でショウ・ザマがガラリア・ニャムヒーのバストールと戦闘中にオーラロードが開き2人は地上世界に飛ばされる。その後当時建設途中の副都心上空で戦闘を繰り広げ新宿は壊滅状態に陥る
『新宿暴走救急隊』
ロンドンブーツ1号2号・上原多香子主演。「十二社病院」なる病院が登場する。
『探偵 神宮寺三郎 新宿中央公園殺人事件』
1987年4月24日にデータイーストが発売したファミリーコンピュータ ディスクシステム用ゲームソフト。新宿中央公園が殺人事件の舞台となっている。
『3×3 EYES（サザンアイズ）』
高田裕三による漫画作品。初期の頃は新宿が描かれることが多く、新宿NSビルの周辺で主人公と敵との戦いが繰り広げられる場面もあった。
『ブラック商会変奇郎』
西新宿に仕事場を持つ藤子不二雄Aのホラー漫画。第1話「ひき逃げ」に新宿副都心が舞台であることが明記されている。
『伝説の教師』
2000年（平成12年）、日本テレビ系列で放送された松本人志、中居正広主演の学園ドラマ。舞台となる学校の名前が「十二社学園」であり西新宿地域が多くのロケで使われた。尚、『ダウンタウンのガキの使いやあらへんで!!』のフリートークの収録スタジオは十二社通り沿いにある。
『鸚鵡楼の惨劇』
2013年（平成25年）、小学館から発行された小説。真梨幸子著。十二社池が埋め立てられる前の昭和37年から、平成25年までの西新宿が舞台のミステリー小説。

## その他

### 日本郵便
- ビル除く全域の郵便番号は、160-0023[3]である。各ビルの郵便番号は以下の通りである[23]。なお、集配局はすべて新宿郵便局である。[24]。

| ビル名                       | 地上階    | 郵便番号           | 郵便番号       |
| ビル名                       | 地上階    | 階層ごと           | 地階・階層不明 |
| ---------------------------- | --------- | ------------------ | -------------- |
| 新宿第一生命ビル             | 1階〜26階 | 163-0701〜163-0726 | 163-0790       |
| 新宿アイランドタワー         | 1階〜44階 | 163-1301〜163-1344 | 163-1390       |
| 新宿ＮＳビル                 | 1階〜30階 | 163-0801〜163-0830 | 163-0890       |
| 新宿エルタワー               | 1階〜31階 | 163-1501〜163-1531 | 163-1590       |
| 新宿スクエアタワー           | 1階〜30階 | 163-1101〜163-1130 | 163-1190       |
| 新宿住友ビル                 | 1階〜52階 | 163-0201〜163-0252 | 163-0290       |
| 新宿センタービル             | 1階〜54階 | 163-0601〜163-0654 | 163-0690       |
| 新宿野村ビル                 | 1階〜50階 | 163-0501〜163-0550 | 163-0590       |
| 新宿パークタワー             | 1階〜52階 | 163-1001〜163-1052 | 163-1090       |
| 新宿三井ビル                 | 1階〜55階 | 163-0401〜163-0455 | 163-0490       |
| 新宿モノリス                 | 1階〜30階 | 163-0901〜163-0930 | 163-0990       |
| 住友不動産新宿オークタワー   | 1階〜38階 | 163-6001〜163-6038 | 163-6090       |
| 住友不動産新宿グランドタワー | 1階〜39階 | 160-6101〜160-6139 | 160-6190       |
| 東京オペラシティ             | 1階〜54階 | 163-1401〜163-1454 | 163-1490       |

※各ビルの郵便番号は6・7ケタ目に地上階毎の郵便番号が割り振られています。（例：1階は「01」、10階は「10」）